# Neuendettelsau
Neuendettelsau ([nɔɪ̯ənˈdɛtl̩sʔaʊ̯] ⓘ) ist eine Gemeinde im Landkreis Ansbach im bayerischen Regierungsbezirk Mittelfranken. Sie zählt zur Metropolregion Nürnberg und bildet mit den benachbarten Gemeinden Heilsbronn und Windsbach ein Mittelzentrum.
Der Ort Neuendettelsau ist eine spätmittelalterliche Ausgründung des kleinen Dörfchens Altendettelsau. Durch die Anlage eines Herrensitzes, des Ritterguts Tetelsau, das 1298 erstmals erwähnt wurde, wuchs die Bedeutung des Ortes. Über Jahrhunderte hinweg blieb aber Neuendettelsau eine kleine Landgemeinde mit etwa 400 Einwohnern, vergleichbar mit den benachbarten Orten und Rittergütern Vestenberg und Dürrenmungenau. Im 19. Jahrhundert erfuhr der Ort durch das Wirken des Pfarrers Wilhelm Löhe und seiner Mitstreiter einen tiefgreifenden Wandel. Aus ihrem Engagement erwuchsen die Diakonissenanstalt Neuendettelsau, die heute unter dem Namen Diakoneo der größte Arbeitgeber Westmittelfrankens ist, und die Mission EineWelt. Seit 1949 gibt es in Neuendettelsau die Augustana-Hochschule, eine Einrichtung der evangelisch-lutherischen Kirche zur Ausbildung von Theologen. Neuendettelsau ist außerdem Standort einer Hostienbäckerei, einer Paramentik und einer Zollhundeschule.

## Geologie
Naturräumlich liegt das Gemeindegebiet in den „südlichen Mittelfränkischen Platten“, die Teil des Mittelfränkischen Beckens sind. Der Untergrund besteht überwiegend aus Sandsteinkeuper, jedoch ohne Feuerletten. Dieser hat eine Sandstein-Tonstein-Wechselfolge mit Dolomitsteinlagen bzw. Chalcedonlagen. Im Bereich der Flusstäler der Aurach und der Fränkischen Rezat dominiert Gipskeuper, der meistens aus Tonstein mit Steinmergel- und Gipslagen, zum Teil auch aus Sandstein besteht. Beim Sandstein handelt es sich überwiegend um Blasensandstein, im Westen der Gemeinde auch um Coburger Sandstein. Teilweise überlagern Schotterschleier diese Schichten. Eine Fläche südwestlich des Hauptortes weist hochgelegene Schotter auf. Die Flusstäler haben anmoorige Böden und an den Rändern Sande und Schotter der Hauptterrassen. Im Übergang zum Blasensandstein befinden sich Lehrberger Schichten teilweise mit Hangschutt.

## Physische Geografie

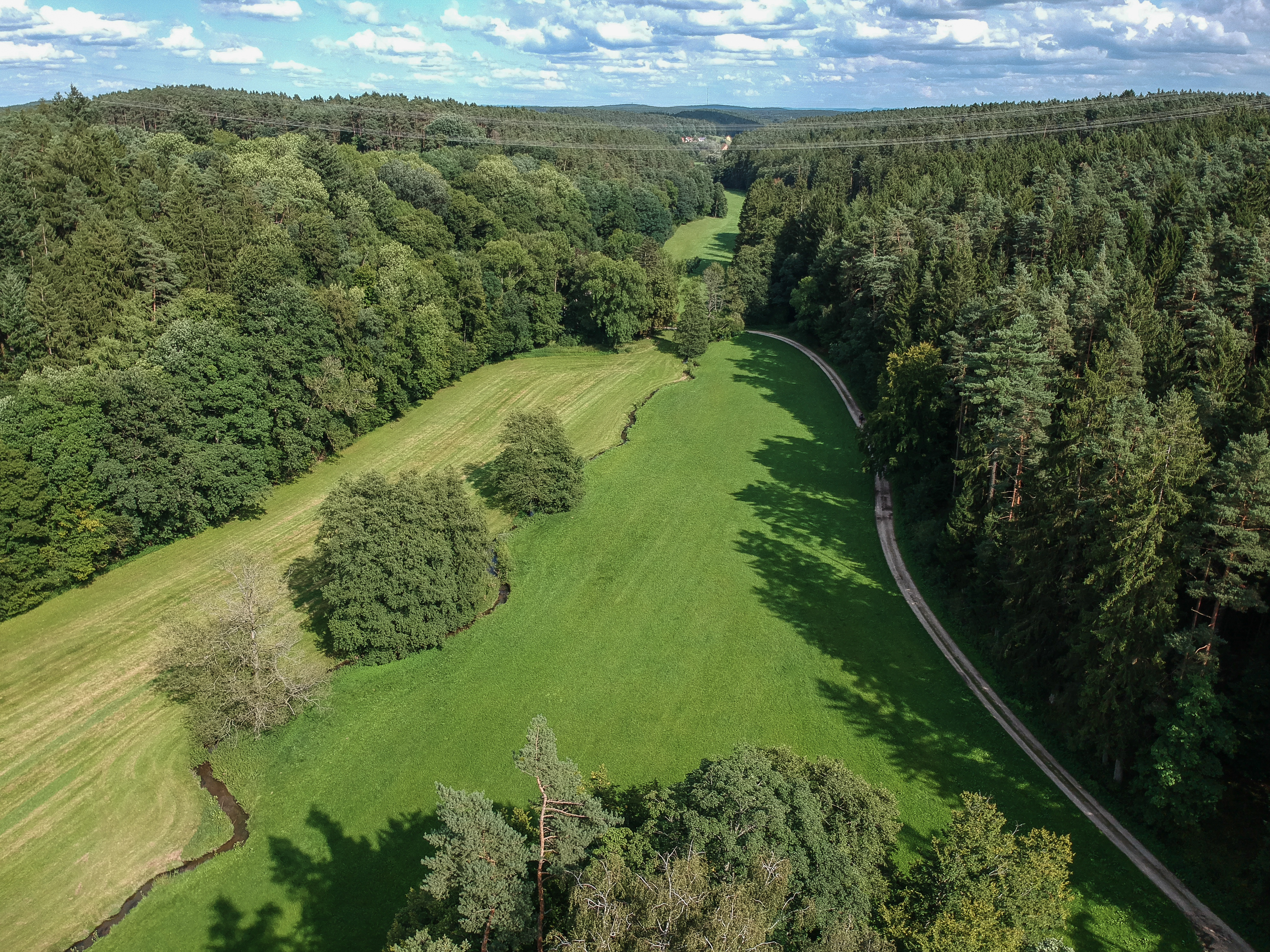
Aurachtal bei der Jakobsruh

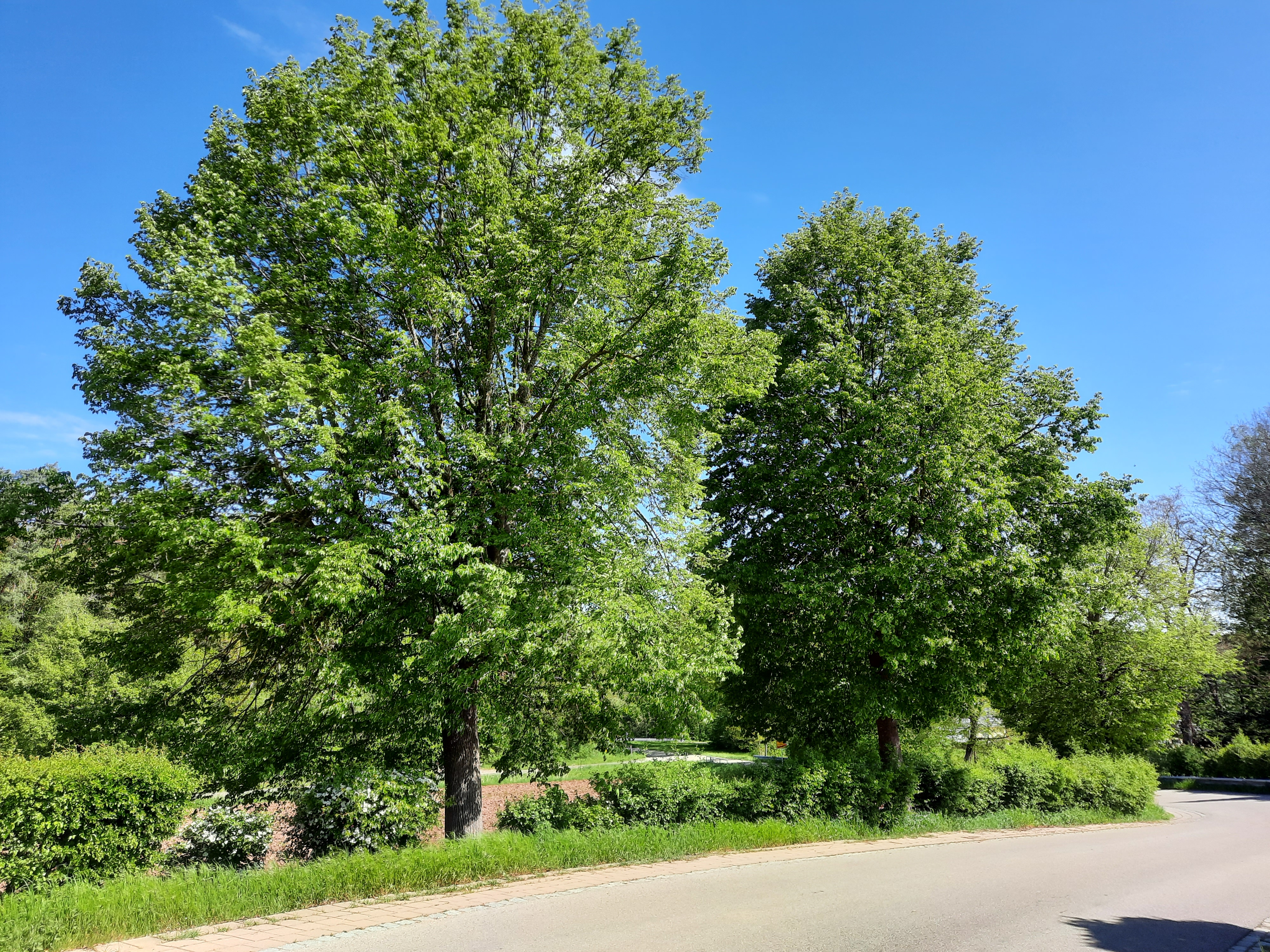
Feldulmen bei Geichsenhof

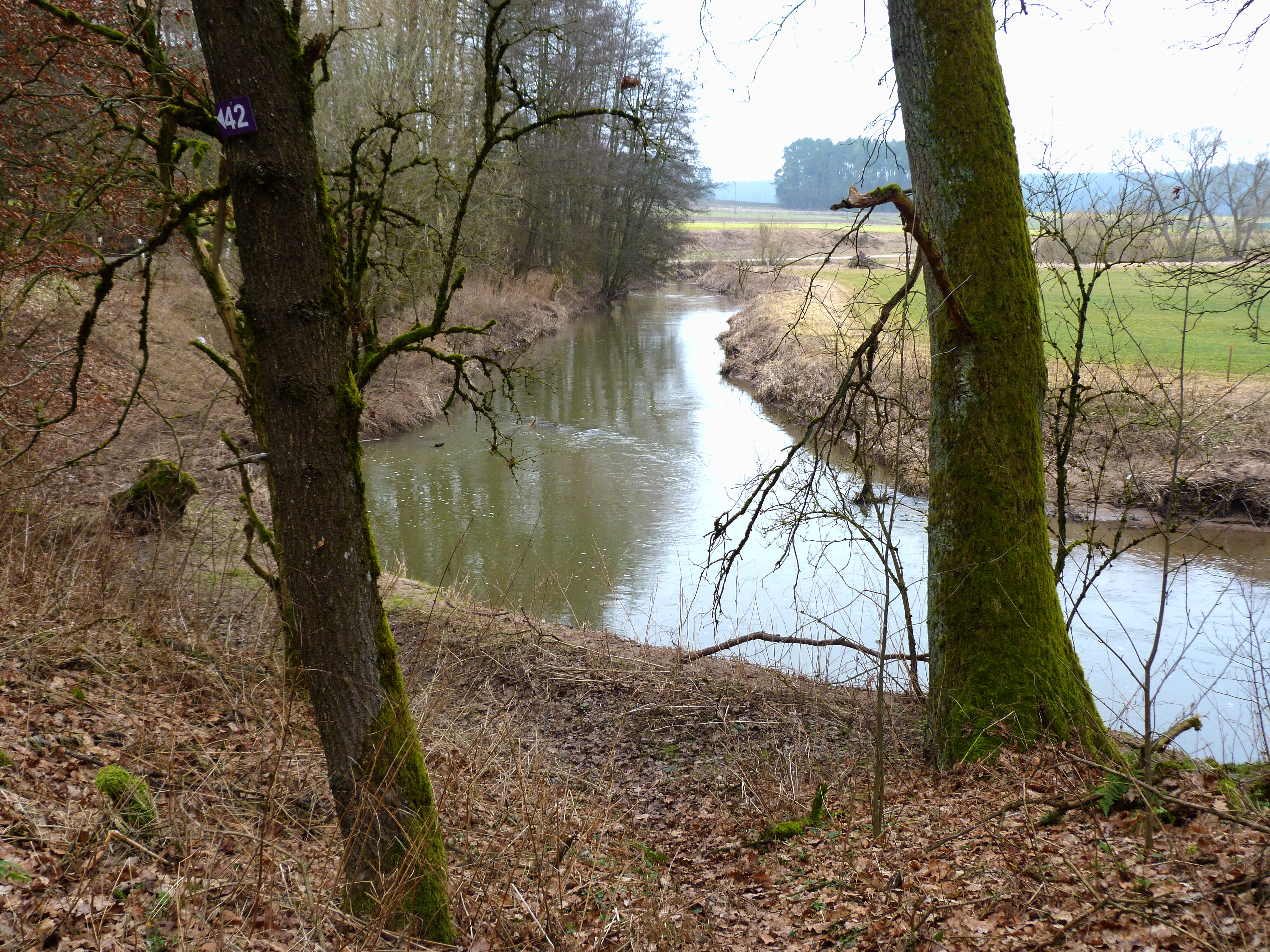
Die Fränkische Rezat bei Bechhofen

### Topografie
Der Hauptort der gleichnamigen Gemeinde liegt auf einer welligen Hochebene (ca. 440 m ü. NHN), die im Westen bis nach Ziegendorf und im Osten bis nach Birkenhof, Haag und Reuth reicht. Die übrigen Gemeindeteile liegen in Tallage. Es gibt einige weitere Anhöhen, so den Geißberg (435 m ü. NHN) bei Wernsbach, den Lerchenbuck (433 m ü. NHN) bei Aich und den Aschberg (434 m ü. NHN) im Wald zwischen der Jakobsruh und Watzendorf. Der Höhenunterschied zwischen dem tiefsten Punkt in Bechhofen (379 m ü. NHN) und dem höchsten Punkt im Neuendettelsauer Wald (467 m ü. NHN) beträgt 88 Meter.
Durch das Gemeindegebiet fließen die Aurach, die Fränkische Rezat, Nebenflüsse der Aurach (rechts: Heiligenbächl, Froschwasser und Watzendorfer Bach; links: Triebenbach) und Nebenflüsse der Rezat (rechts: Weihergraben, Hopfengraben; links: Wernsbach, Leitersbach, Schwalbenbach). Die Flüsse speisen einige kleine Weiher, die größtenteils künstlich angelegt wurden. Der Flusslauf der Aurach ist durchgängig verändert und erreicht nur die Gewässerstrukturgüte IV, bei der Geichsenmühle wurde der Flusslauf vollständig verändert (= Güteklasse VII). Selbiges gilt für die Rezat, hier gibt es allerdings zwei Abschnitte, die nur geringfügig verändert wurden (= Güteklasse II). Das Aurachtal bei der Jakobsruh ist ein Trinkwasserschutzgebiet.

### Natur
Neben dem Neuendettelsauer Wald, der seit 1934/35 im Staatsbesitz ist, gibt es im Aurachtal noch ein größeres zusammenhängendes Waldgebiet; das Gebiet südlich von Wollersdorf trägt den Namen Bachholz. Südlich von Reuth befindet sich das Waldgebiet Birket. Die Waldgebiete bestehen hauptsächlich aus Kiefern.
Auf dem Gemeindegebiet sind keine Naturschutzgebiete ausgewiesen. Einziges Naturdenkmal ist eine Gruppe von drei Feldulmen bei Geichsenhof. Der südliche Teil der Gemeinde bei Bechhofen liegt im FFH-Gebiet „Gewässerverbund Schwäbische und Fränkische Rezat“. Dieses ist geprägt von mageren Flachland-Mähwiesen (Wiesen-Fuchsschwanz, Großer Wiesenknopf) und Auenwäldern mit Schwarz-Erlen und der Gemeinen Esche (Alno-Padion, Alnion incanae, Salicion albae). Es gibt dort große und zusammenhängende Populationen der Grünen Keiljungfer in qualitativ hochwertigen und eng vernetzten Habitaten. Auf dem Gemeindegebiet gibt es zahlreiche Biotope, die sich überwiegend im Aurachtal finden, besonders bei Aich und Wollersdorf. Daneben sind noch Cluster bei Watzendorf, Wernsbach und Bechhofen deutlich zu erkennen. Gemäß dem Bayerischen Naturschutzgesetz wurden zahlreiche Ökoflächen ausgewiesen, um den durch Bauvorhaben bedingten Flächenfraß zu kompensieren. Die einzelnen Ökoflächen und Biotope sind fast sämtlich deutlich kleiner als ein Hektar.

### Klima
Das Klima in der Neuendettelsauer Gegend ist gemäßigt (Cfb). Im Zeitraum von 1990 bis 2020 betrug die jährliche Durchschnittstemperatur 9,0 °C. Innerhalb eines Jahres gab es durchschnittlich 653,9 mm Niederschlag und 1707 Sonnenstunden. Die Klimadaten stammen von der DWD-Wetterstation in Aich. Sie ist seit 1989 in Betrieb. Bis dahin war die nächstgelegene Station in Dietenhofen.
Im Zeitraum von 1891 bis 1930 betrug die durchschnittliche Niederschlagsmenge 674 mm, von 1940 bis 1960 waren es 667 mm mit einer Schwankungsbreite von 472 mm im Jahr 1942 und 881 mm im Jahr 1950.

## Humangeografie

### Nachbarorte
Angaben der Entfernung in Luftlinie in aufsteigender Reihenfolge:
Petersaurach (3,8 km nordwestlich), Windsbach (5,1 km südöstlich), Heilsbronn (5,6 km nördlich), Lichtenau (7,5 km westlich), Wolframs-Eschenbach (8,1 km südwestlich), Mitteleschenbach (8,2 km südlich), Sachsen bei Ansbach (9,3 km westlich), Rohr (9,5 km nordöstlich), Bruckberg (10,3 km nordwestlich), Kammerstein (13,5 km östlich) und Abenberg (13,5 km südöstlich).

### Gemeindegliederung

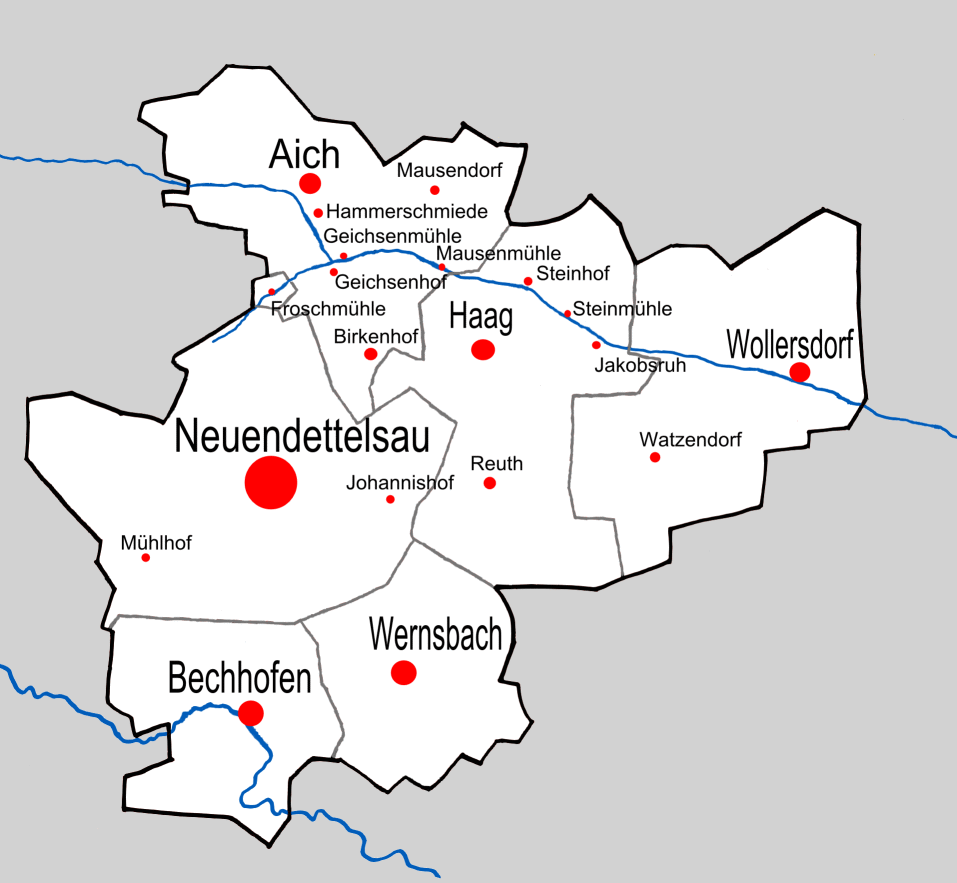
Gemeindeteile und Gemarkungen von Neuendettelsau

Die Gemeinde hat 18 Gemeindeteile (in Klammern ist der Siedlungstyp angegeben):
- Aich (Dorf)
- Bechhofen (Dorf)
- Birkenhof (Weiler)
- Froschmühle (Einöde)
- Geichsenhof (Weiler)
- Geichsenmühle (Einöde)
- Haag (Dorf)
- Hammerschmiede (Einöde)
- Jakobsruh (Einöde)
- Mausendorf (Dorf)
- Mausenmühle (Einöde)
- Neuendettelsau (Pfarrdorf)
- Reuth (Kirchdorf)
- Steinhof (Einöde)
- Steinmühle (Einöde)
- Watzendorf (Dorf)
- Wernsbach (Kirchdorf)
- Wollersdorf (Dorf)

Es gibt die Gemarkungen Aich, Bechhofen, Haag, Neuendettelsau, Wernsbach (Gemarkungsteil 0) und Wollersdorf. Die Gemarkung Neuendettelsau hat eine Fläche von 8,009 km². Sie ist in 3037 Flurstücke aufgeteilt, die eine durchschnittliche Fläche von 2637,12 m² haben. In ihr liegen neben dem namensgebenden Ort der Gemeindeteil Froschmühle und die Wohnplätze Gewerbegebiet, Johannishof und Mühlhof.
Im Aurachtal zwischen Steinhof und Wollersdorf befand sich der Girkenhof, der im 14. Jahrhundert zur Wüstung wurde und von dem es heute keinerlei Überreste mehr gibt.

### Dorfanlage

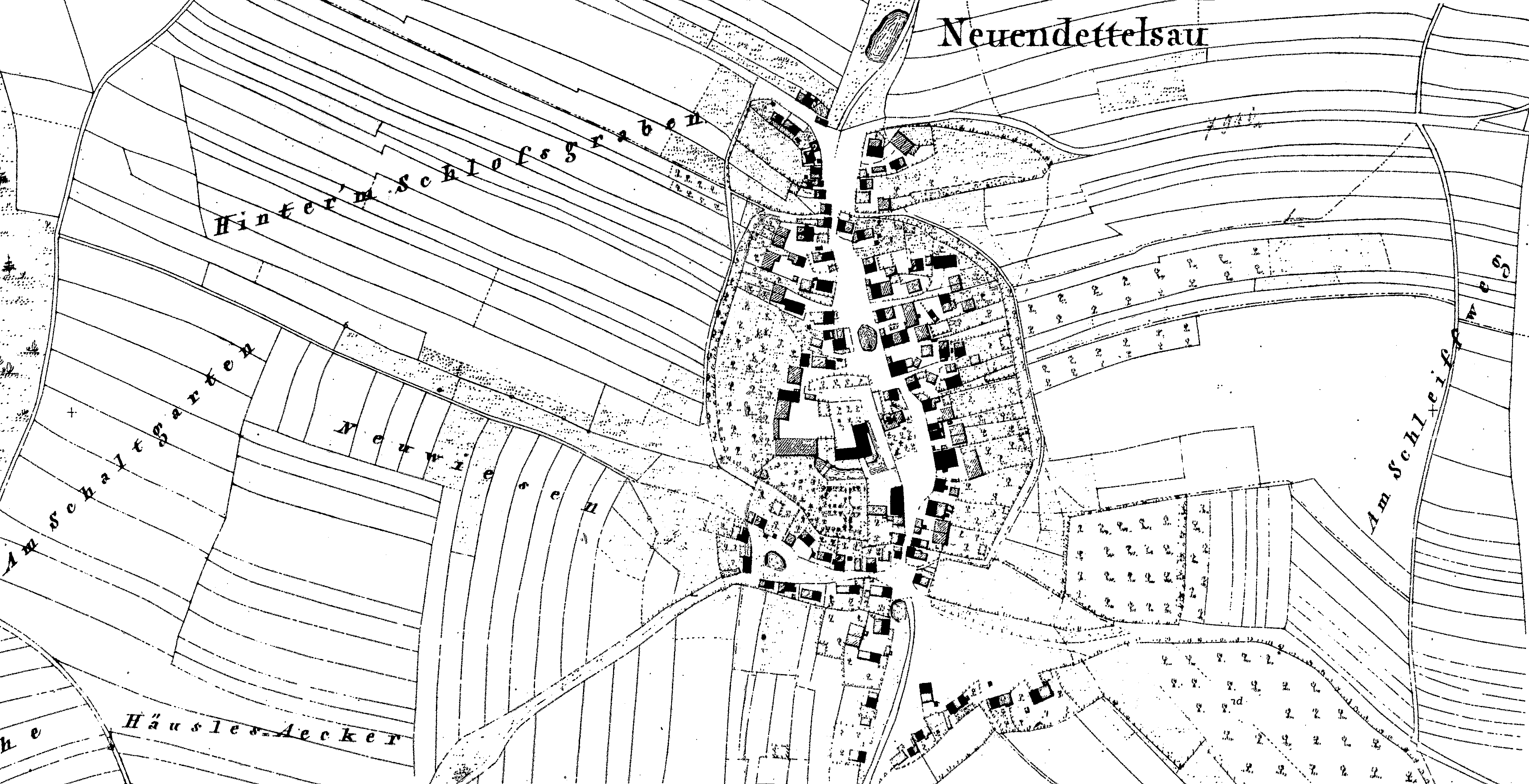
Dorfplan aus dem Jahr 1835

Neuendettelsau wurde als Straßenangerdorf planmäßig angelegt. Das damalige Dorf bildete ein Oval mit einer Länge in Nord-Süd-Richtung von 280 Metern und einer Breite in Ost-West-Richtung von 250 Metern, umgeben von einem Etter. Die Angerbreite betrug rund 30 Meter. Innerhalb des Etters gab es vier Teile: Der südwestliche Teil wurde vom Schloss eingenommen, der nordwestliche Teil wies einen etwas unregelmäßigen Baubestand auf, der nordöstliche Teil hatte eine geordnete, gerade verlaufende Baulinie der Gebäude am Anger, der südöstliche Teil hatte eine ebenfalls geordnete, jedoch etwas gekrümmte Baulinie der an den Anger angrenzenden Gebäude.
Einige der heutigen Straßen lassen sich auf Wege und Straßen zurückführen, die bereits im frühen 19. Jahrhundert oder vorher angelegt wurden. Im Einzelnen sind dies die Bahnhofstraße, Haager Straße, Hauptstraße, Heilsbronner Straße, Reuther Straße, Riegelgasse, Schlauersbacher Straße, der Sternplatz, die Wilhelm-Löhe-Straße und die Windsbacher Straße. Die Johann-Flierl-Straße und die Friedrich-Bauer-Straße orientieren sich am Verlauf des früheren Dorfangers.
Die Straßennamen wurden 1926 eingeführt. Lediglich die Riegelgasse hat ihren Namen seit dem 17. Jahrhundert. Ansonsten orientierte man sich an den Hausnummern, die es seit 1792 gab, und den Ortsbezeichnungen Oberes Dorf, Unteres Dorf, Unteres Thor (Reuther Straße), Oberes Thor (Wilhelm-Löhe-Straße), Badgasse, Badhaus (bei der Hauptstraße) und Dirschenlache (heute Sternplatz).
Die nach dem Zweiten Weltkrieg angelegten Siedlungen wurden einheitlich nach Bäumen, Blumen, Vögeln und (ehemaligen) deutschen Städten benannt. Weiterhin wurden die alten Flurnamen und Ortsbezeichnungen berücksichtigt oder Personen, die in Neuendettelsau wirkten.

### Flächennutzung
Die Gebietsfläche beträgt 33,81 km². Sie wird folgendermaßen genutzt (Stand: 2019):
| Aufteilung der Gemeindefläche | Aufteilung der Gemeindefläche | Aufteilung der Gemeindefläche | Aufteilung der Gemeindefläche | Aufteilung der Gemeindefläche |
| ----------------------------- | ----------------------------- | ----------------------------- | ----------------------------- | ----------------------------- |
|                               |                               |                               |                               |                               |
| Landwirtschaft                | Landwirtschaft                |                               | 1747 ha (51,7 %)              | 1747 ha (51,7 %)              |
| Wald                          | Wald                          |                               | 991 ha (29,3 %)               | 991 ha (29,3 %)               |
| Biotope, Öko- und Ödflächen   | Biotope, Öko- und Ödflächen   |                               | 118 ha 0(3,5 %)               | 118 ha 0(3,5 %)               |
| Wasser                        | Wasser                        |                               | 21 ha 0(0,6 %)                | 21 ha 0(0,6 %)                |
| Siedlungsfläche               | Siedlungsfläche               |                               | 301 ha 0(8,9 %)               | 301 ha 0(8,9 %)               |
| Verkehrsfläche                | Verkehrsfläche                |                               | 202 ha 0(6,0 %)               | 202 ha 0(6,0 %)               |
|                               |                               |                               |                               |                               |

## Geschichte
In diesem Abschnitt wird hauptsächlich die Geschichte des Ortes Neuendettelsau behandelt. Zur Geschichte der Gemeindeteile siehe die jeweiligen Artikel.

### Ortsname
Der Ortsname leitet sich von dem gleichnamigen Flurnamen ab. Das Grundwort ist mhd. ouwe, owe für ‚von Wasser umflossenes Land, wasserreiches Wiesenland‘, das Bestimmungswort ist der Personenname Tatili, Detel. Als Erklärung ergibt sich somit Zu den Auen des Tatili. Der ursprünglichere Ort ist Altendettelsau, der bereits 1141 erstmals schriftlich erwähnt wurde. Neuendettelsau ist eine Ausgründung und erhielt dementsprechend das Präfix Neu(en)-. Da es aber bald wesentlich bedeutender als Altendettelsau war, wurde es bis ins 16. Jahrhundert hinein meist einfach nur Dettelsau genannt.
Für Neuendettelsau lassen sich folgende Belege sicher zuordnen:
- 1298/00 castrum Tetelsau
- 1307/00 Tetelsawe apud Windsbach
- 1321/22 Nuwentetelsauwe
- 1380/00 Detelsawe
- 1397/00 Tetelsaw
- 1453/00 Tettelsau
- 1504/00 Tettelsaw
- 1528/00 Tetelsau
- 1531/00 Dettelßau
- 1691/00 Neuen Tettelsau
- 1698/00 Neuendetdlsaw
- 1712/44 Neuendettelsau

Im fränkischen Dialekt wird der Ort „Deddlsa“ oder „Beddlhē“ genannt, wobei die letztgenannte Form heute kaum noch im Gebrauch ist.

### Frühgeschichte
Bei Mausendorf wurde 1990 ein Faustkeil gefunden, der dem Acheuléen zuzuordnen ist, also über 100.000 Jahre alt ist. In Neuendettelsau wurden Funde aus dem Paläolithikum gemacht. Eine größere Anzahl von Fundstücken aus dem Mesolithikum gibt es in Neuendettelsau, Mausendorf und Wernsbach. Nördlich des Ortes fand man neolithische Silexartefakte und Scherben aus der Urnenfelderzeit. Ab dem 5. Jahrtausend vor Christus weisen archäologische Funde auf eine gewisse Siedlungskontinuität hin. Neuendettelsau lag an einem alten Handelsweg, der in Süd-Nord-Richtung verlaufenden „Hochstraße“; auch die Flur Weinstraße verweist auf eine früher bedeutende Fernverbindung.

### Mittelalter
Die Flurnamen Brühl in Bechhofen sowie Breiten in Wernsbach und Breitleite, Breite Büsche in Wollersdorf lassen alamannisch-juthungische bzw. bairische Wurzeln erkennen und auf eine Erstbesiedlung zwischen 750 und 900 schließen, die vom Rezatgrund ausging. Das in der Nähe gelegene Wassermungenau wurde 800 erstmals urkundlich erwähnt, für Windsbach, Wernsbach, Bechhofen, Schlauersbach und Immeldorf kann dies ebenfalls angenommen werden. Die Besiedlung des Aurachtals erfolgte zeitgleich. In Rudelsdorf wurde ein karolingisches Reihengrab gefunden, das um 750 zu datieren ist. Einzelne Funde dieser Zeit gibt es auch in Hergersbach und Kitschendorf. Die Orte Aich, Bertholdsdorf, Girkenhof, Petersaurach, Steinhof, Veitsaurach und Wollersdorf könnten in diesem Zeitraum gegründet worden sein. Ausbauorte, die zwischen 800 und 1000 entstanden, sind vermutlich Altendettelsau, Mausendorf und Watzendorf. Neuendettelsau, Haag und Reuth sind Rodungssiedlungen, die im Zeitraum zwischen 900 und 1100 entstanden, als das fruchtbare Land im Aurachtal bereits besiedelt war.
Der erste Beleg, der sich eindeutig auf Neuendettelsau bezieht, findet sich in einer Urkunde des Heilsbronner Zisterzienserklosters von 1298. Hier wird ein „castrum Tetelsau“ erwähnt. Die Burg samt den Fronhof und den Hufen gab es wahrscheinlich bereits vor 1200, was aus der Verwendung von Buckelquadern für die Burg geschlossen werden kann. Die zugehörigen Felder befanden sich nördlich und südlich davon. Vermutlich war das Hochstift Würzburg zu dieser Zeit Lehnsherr des Ortes, was für die benachbarten Orte Altendettelsau, Aich, Bechhofen, Watzendorf, Petersaurach und Reuth ausdrücklich belegt ist. Anfang des 13. Jahrhunderts wurden drei Bauernlehen ausgegliedert, gleichzeitig entstanden die ersten Sölden. Schon zu dieser Zeit gab es eine Kirche, was durch ein Siegel, das sich um 1215/20 datieren lässt und im Reliquienkästchen der alten Nikolaikirche gefunden wurde, belegt ist. Im 13. Jahrhundert wurde das Dorf in den Heilsbronner Wald hinein planmäßig erweitert. Wer ursprünglich mit der Vogtei und dem Grundbesitz belehnt war, ist unklar. Seit dem 13. Jahrhundert hatten die Herren von Dornberg die Vogtei über Dettelsau. Wolfram von Dornberg war der letzte seines Geschlechts, da er keine männliche Nachkommen hatte. Mit dessen Tod im Jahr 1288 erbte sein Schwiegersohn Gottfried von Heideck die Vogteirechte.
Gegen Ende des 13. Jahrhunderts saßen die Herren von Vestenberg auf der Burg Dettelsau: 1295 wurde ein Hermann von Vestenberg zu Dettelsau genannt, und auf der Burg Dettelsau stellte 1298 eine Gattin eines Vestenbergers eine Urkunde aus. Wahrscheinlich gehörten Äcker, Wiesen und Wälder dazu. Der Besitz eines Waldgebiets „Zuckenreisich“ geht aus einer Verkaufsurkunde von 1334 hervor. Ob die Vestenberger auch Anwesen in Dettelsau besaßen, lässt sich aufgrund der Quellenlage nicht klären.
Im ältesten Lehenbuch des Hochstifts Würzburg, das zwischen 1303 und 1313 entstand, erscheinen die Herren von Heideck zu Vestenberg als Lehensnehmer, denen auch die Vogtei über Neuendettelsau zustand. Grundbesitz und Zehntansprüche hatten sie jedoch nicht. Vom Würzburger Bischof Gottfried III. (1317–1322) erhielten die Nürnberger Patrizier Pfinzing u. a. in „Nuwentetelsauwe“ zwei Hofkomplexe (duo predia) als Lehen. 1370 verkauften sie ihren Dettelsauer Besitz an den Nürnberger Patrizier Hermann Grundherr.
Im 14. Jahrhundert gewann die Burggrafschaft Nürnberg in der Gegend Einfluss. 1356 wurde Konrad von Seckendorff-Nolt als burggräflicher Richter in Windsbach erwähnt. Er war zugleich Burgherr von Dettelsau, was in einer Urkunde von 1369 ausdrücklich bezeugt wird. Ob das Hochstift Würzburg zu dieser Zeit noch Lehensherr war oder bereits die Burggrafschaft Nürnberg, ist unklar. 1380 gibt es den ersten sicheren Beleg, dass die Burggrafen Lehensherrn von Dettelsau waren. 1398 verliehen sie das Rittergut an Hiplold von Seckendorff. Die Lehnsherrschaft ging 1427 an das neu entstandene Markgraftum Brandenburg-Ansbach über; sie waren die Rechtsnachfolger der Burggrafschaft Nürnberg. 1460 überfiel Herzog Ludwig IX. von Bayern und dessen Verbündete den Ansbacher Markgrafen Albrecht Achilles. Hierbei ging auch die Burg samt Ort im September 1461 in Flammen auf. 1479 wurde das Rittergut unter Sebastian von Seckendorff neu errichtet. Um 1506/10 verkauften die Seckendorffer Neuendettelsau an ihren Verwandten Fritz von Lidwach, der bis 1517 als Besitzer erschien.

### Neuendettelsau unter den Freiherren von Eyb

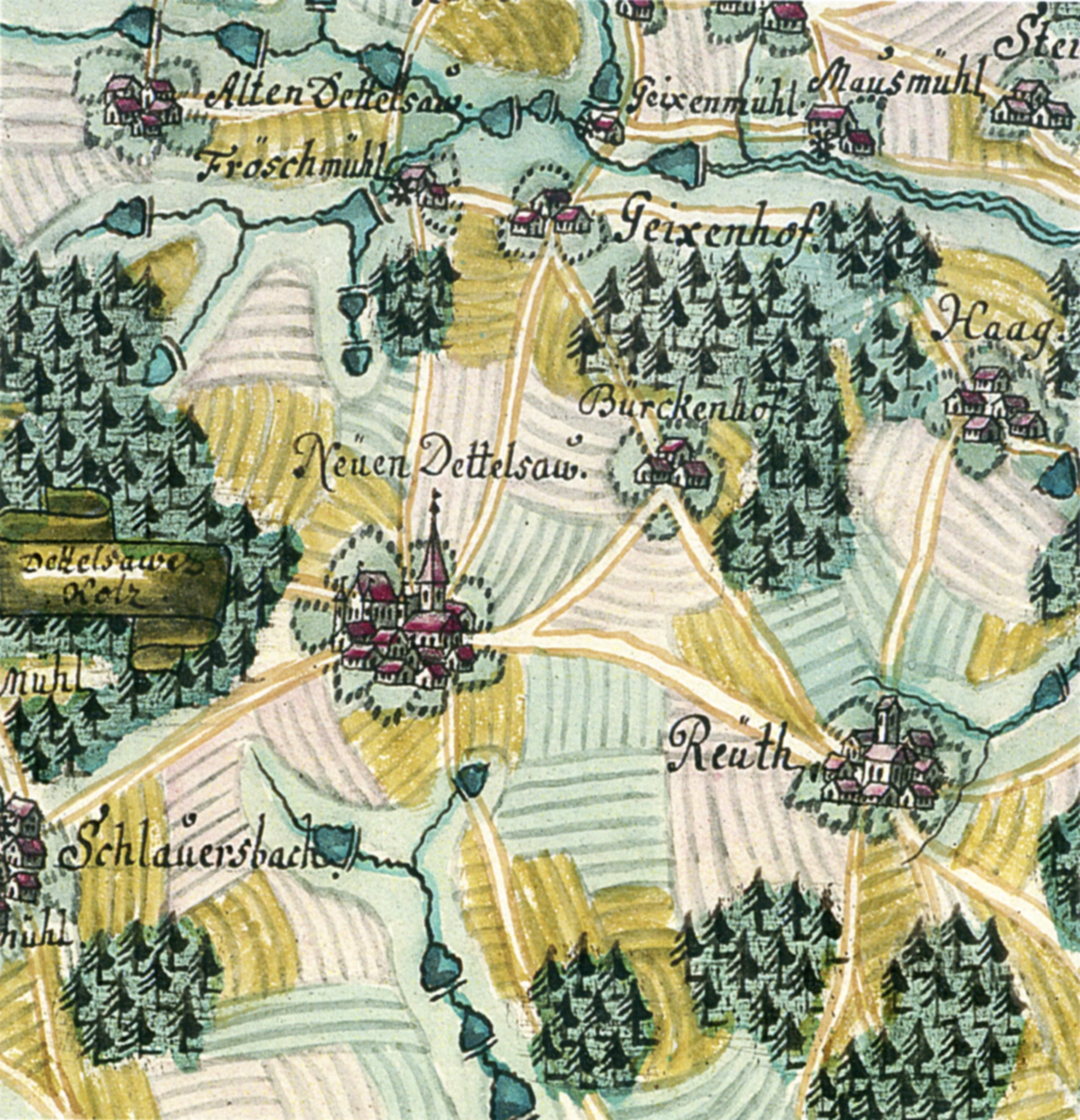
Neuendettelsau in einer von Johann Georg Vetter angefertigten Karte (1741)

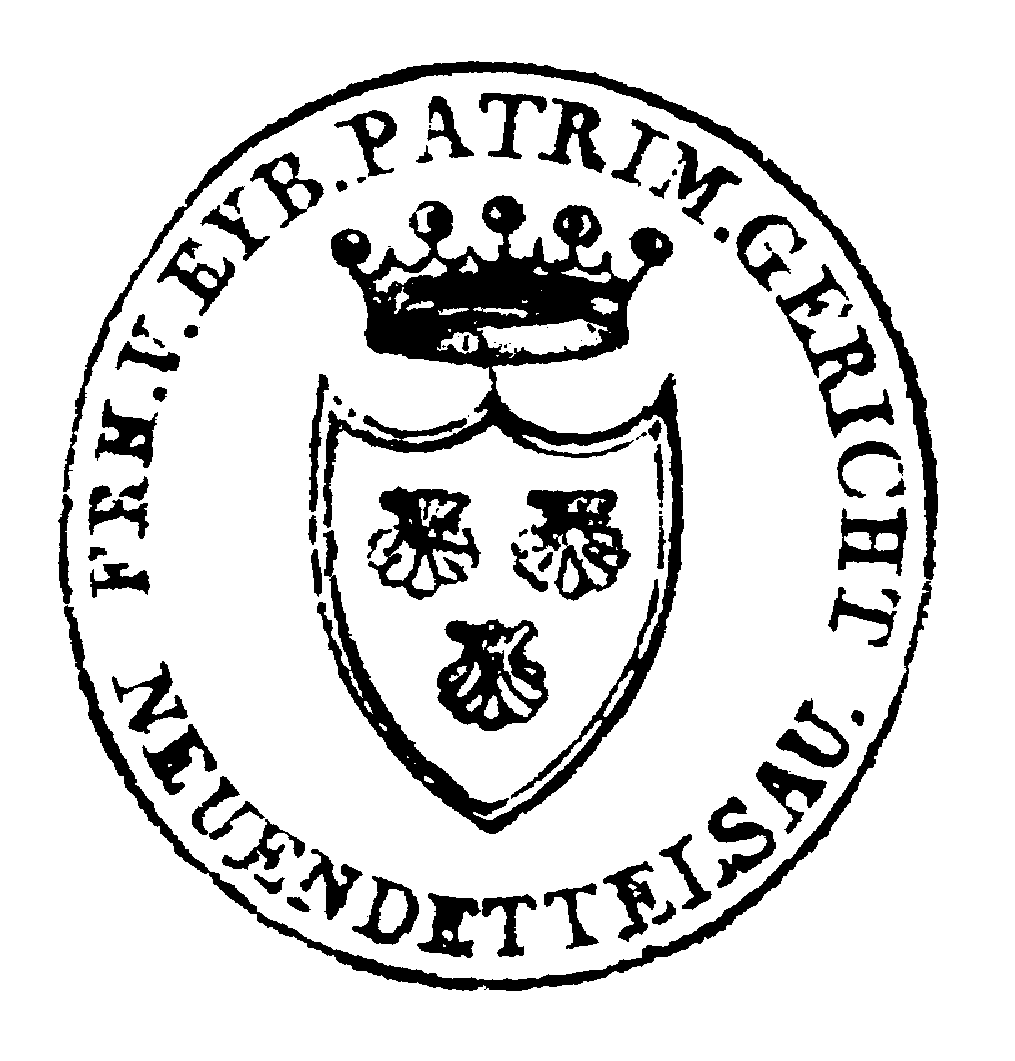
Siegel des Eyb’schen Patrimonialgerichts Neuendettelsau

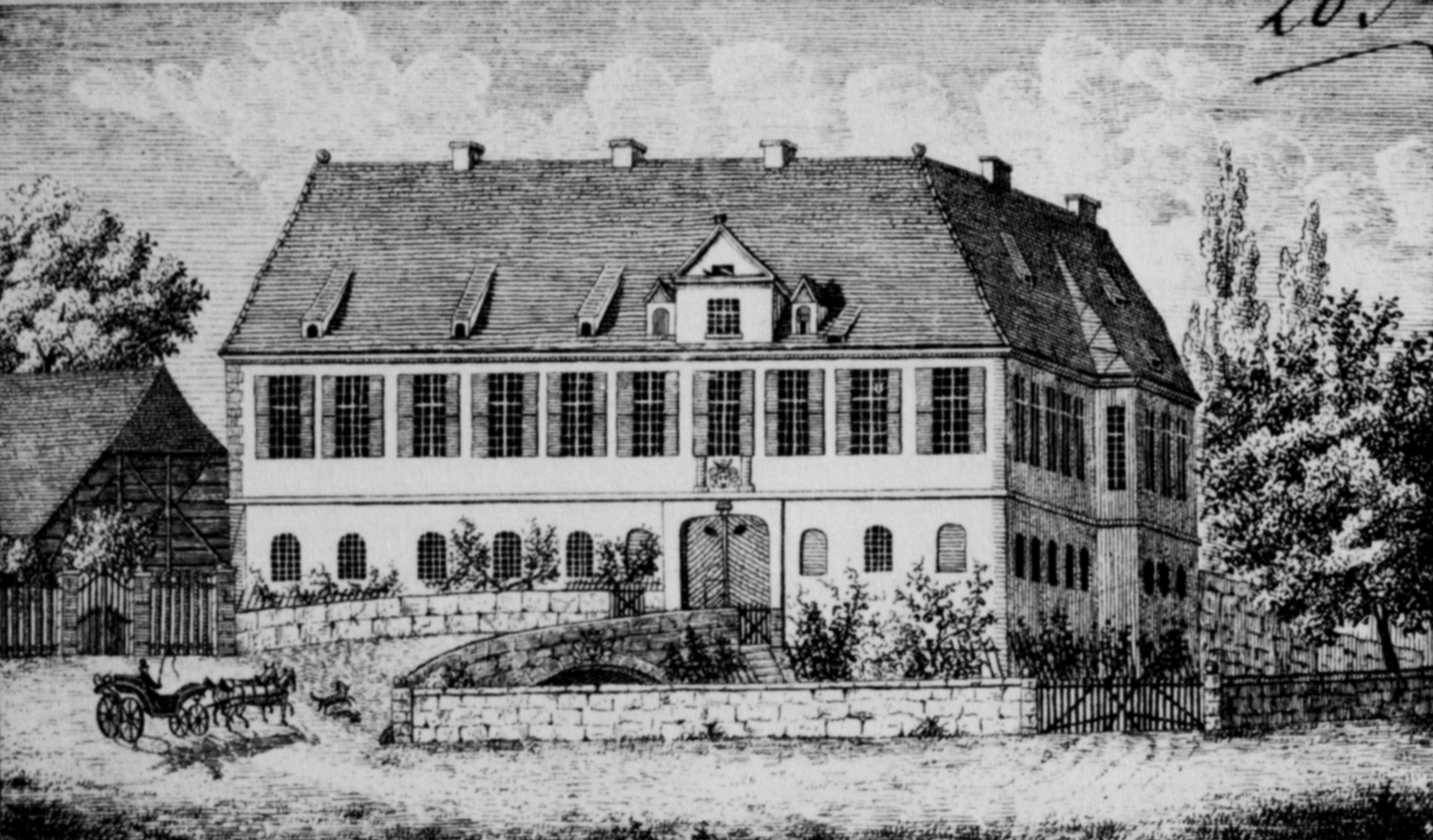
Schloss Neuendettelsau im ursprünglichen Zustand

Das an die Markgrafen heimgefallene Lehen kaufte 1518 Sebastian von Eyb für 8500 fl. Das Lehen umfasste das Rittergut zuzüglich zweier Gärten, neunzehn Weiher, fünf Wiesen mit insgesamt 9 Tagewerk, zweier Halbbauernhöfe und einer Schäferei. Der Ort bestand zu dieser Zeit aus 11 Höfen, 22 Gütern, einer Hofstatt, dem Hirtenhaus und einem Wirtshaus. Insgesamt gab es also 36 Untertansfamilien. Sie alle waren nun den Herren von Eyb mit Zins und Gült abgabenpflichtig. Hierzu gehörten sechs weitere abgabenpflichtige Untertansfamilien (Schlauersbach: 4, Altendettelsau: 1, Wernsbach: 1) und sechs Eigengüter (Bechhofen: 4, Schlauersbach: 1, Wernsbach: 1), die er als Mannlehen vom Markgrafen empfangen hatte.
Im Jahre 1545 verkaufte Hieronymus Gregor von Eyb wegen Überschuldung einen Teil des Rittergutes für 12.100 fl. an den Windsbacher Amtmann Rüdiger von Westernach. Im Jahre 1555 starb Rüdiger von Westernach. Bereits 1558 mussten seine Witwe und sein Sohn das Rittergut an Hieronymus Gregor wieder verkaufen, da sie selber überschuldet waren.
Im 16-Punkte-Bericht von 1608 des brandenburg-ansbachischen Amtes Windsbach, dem die Fraisch oblag, heißt es, dass es in Neuendettelsau 53 Mannschaften gab (12 Höfe und 41 Sölden), die alle Eyb’scher Besitz waren.
Infolge des Dreißigjährigen Krieges wurde der Ort schwer getroffen: Viele Untertanen starben, das Schloss und die meisten Höfe und Güter wurden niedergebrannt. 1627 rollte zudem die erste Pestwelle über Neuendettelsau, die von umherziehenden Soldaten eingeschleppt wurde. Nach dem Tod des damaligen Neuendettelsauer Pfarrers Christoph Lienhard blieb die Pfarrei von 1633 bis 1659 unbesetzt. Nach dem Krieg siedelten sich evangelische Exulanten aus Oberösterreich an, die wesentlich zum Wiederaufstieg beitrugen. Im Jahre 1654 waren von den 23 Untertansfamilien in Neuendettelsau zwölf Exulanten. 1663/64 waren immer noch zwei Drittel von den 60 Neuendettelsauer Anwesen unbesetzt und verödet. 1670 musste eine neue Dorf- und Gemeindeordnung erlassen werden, weil die Exulanten mit dem Landesbrauch nicht vertraut waren. Aus dieser Ordnung geht u. a. hervor, dass das Tabakrauchen Einzug in Neuendettelsau gehalten hat, was in den Gemeindeversammlungen strengstens verboten war. 1685 waren immer noch einige Höfe – trotz Vergünstigungen – unbesetzt. Um 1700 wurde es den Herren von Eyb – wie im Übrigen allen Reichsrittern – erlaubt, Anwesen zu teilen und dadurch die Zahl der Untertansfamilien zu erhöhen. Durch diese Peuplierungspolitik konnten die geteilten Anwesen zwar günstig verkauft werden, den Untertanen solch kleiner Gütlein war es aber kaum möglich vom Ertrag zu leben.
Im Jahre 1729 ereignete sich – was für diese Gegend ungewöhnlich ist – ein Erdbeben, das in Neuendettelsau und Umgebung an den Häusern Schaden anrichtete. Eine außerordentliche Kälteperiode von November 1739 bis Mai 1740 führte dazu, dass die Neuendettelsauer genötigt waren, das Stroh ihrer Dächer an das Vieh zu verfüttern.
Im Jahre 1764 wurde von Christoph von Eyb die erste Feuerwehrordnung für Neuendettelsau erlassen. Als erste Maßnahme waren die Strohdächer durch Dachziegel zu ersetzen. Von 72 Anwesen hatten zu dieser Zeit noch 41 Strohdächer. Als zweite Maßnahme sollten öffentliche Backöfen errichtet werden, die die häuslichen ersetzen sollten. Daneben gab es zahlreiche Einzelbestimmungen: Zum Beispiel sollten Ofenlöcher durch eiserne Türen gesichert werden, Asche durfte nicht auf den Misthaufen geworfen werden, das Tabakrauchen wurde in den Scheunen und Ställen verboten, das Neujahrsschießen wurde untersagt. Zur Brandbekämpfung waren alle Einwohner des Ortes, Frauen wie Männer zwischen 15 und 60 Jahren, verpflichtet. Sie hatten einen Feuereimer im Haus bereitzuhalten. Der Schulmeister musste den Brandalarm auslösen, der Amtsverwalter des Schloss- und Dorfherrn war zusammen mit dem Richter und den beiden Dorfbürgermeistern für das Kommando an der Brandstätte zuständig. Auch für die Rettung von Hausgerät und Vieh wurden Personen eingeteilt.
Von 1770 bis 1772 wurde Neuendettelsau von einer außerordentlichen Kältewelle heimgesucht, die die Aussaat im Boden zugrunde gehen und folglich die Getreidepreise explodieren ließ. Dies führte dazu, dass mit dem Anbau von „Erdbirnen“ begonnen wurde.
Gegen Ende des 18. Jahrhunderts bestand das von Eyb’sche Rittergut Neuendettelsau aus 70 Anwesen im Ort (1 Hof, 5 Halbhöfe, 13 Viertelhöfe, 28 Güter, 16 Gütlein, 1 Tafernwirtschaft, 1 Gut mit Backrecht, 1 Schmiedgütlein, 3 Leerhäuser, 1 Widdumgut der Pfarrei Neuendettelsau). 1796 wurde das von Eyb’sche Rittergut von Preußen mediatisiert. Ab 1796 bestand ein preußisches Patrimonialgericht derer von Eyb zu Neuendettelsau, das das aufgelöste Rittergut ersetzen sollte. Dieses unterstand von 1797 bis 1808 dem Justiz- und Kammeramt Windsbach.
Im Jahre 1806 kam Neuendettelsau an das Königreich Bayern. Die preußische Verwaltungsstruktur wurde zunächst übernommen. Sie wurde 1808 durch das bayerische Landgericht Heilsbronn und Rentamt Windsbach abgelöst. Im Rahmen des Gemeindeedikts entstand im Jahre 1808 der Steuerdistrikt Neuendettelsau und 1810 die Ruralgemeinde Neuendettelsau. Von 1819 bis 1848 hatten die Freiherren von Eyb eine Patrimonialgerichtsbarkeit II. Klasse für ihr Gut Neuendettelsau, dem 81 Familien unterstanden. Dieses war nur in Niedergerichtssachen und Eigentumsverwaltung befugt. Mit dessen Aufhebung gingen auch diese gerichtlichen Befugnisse an das Landgericht Heilsbronn über und die Eyb’schen Untertanen bekamen die bisher bewirtschafteten Flächen gegen eine Ablöse zum Eigentum.

### Neuendettelsau im Wandel durch Löhes Wirken

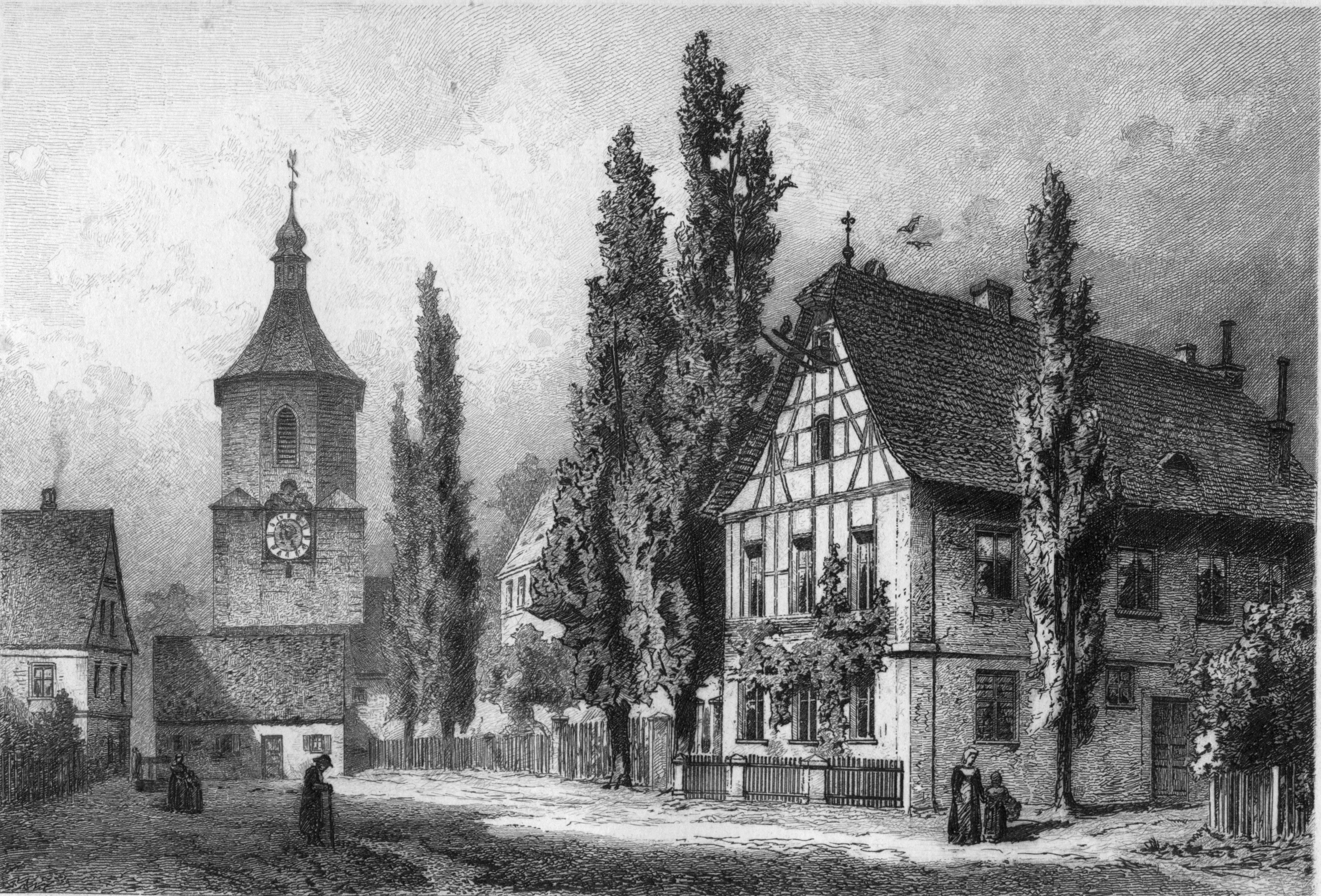
Die Nikolaikirche und das Pfarrhaus Neuendettelsau zu Zeiten Löhes

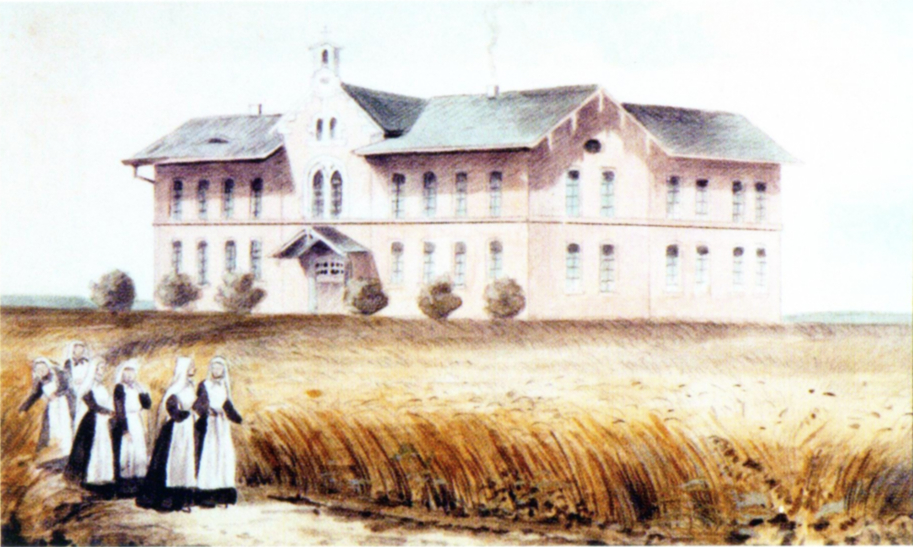
Das neu gegründete Diakonissenhaus

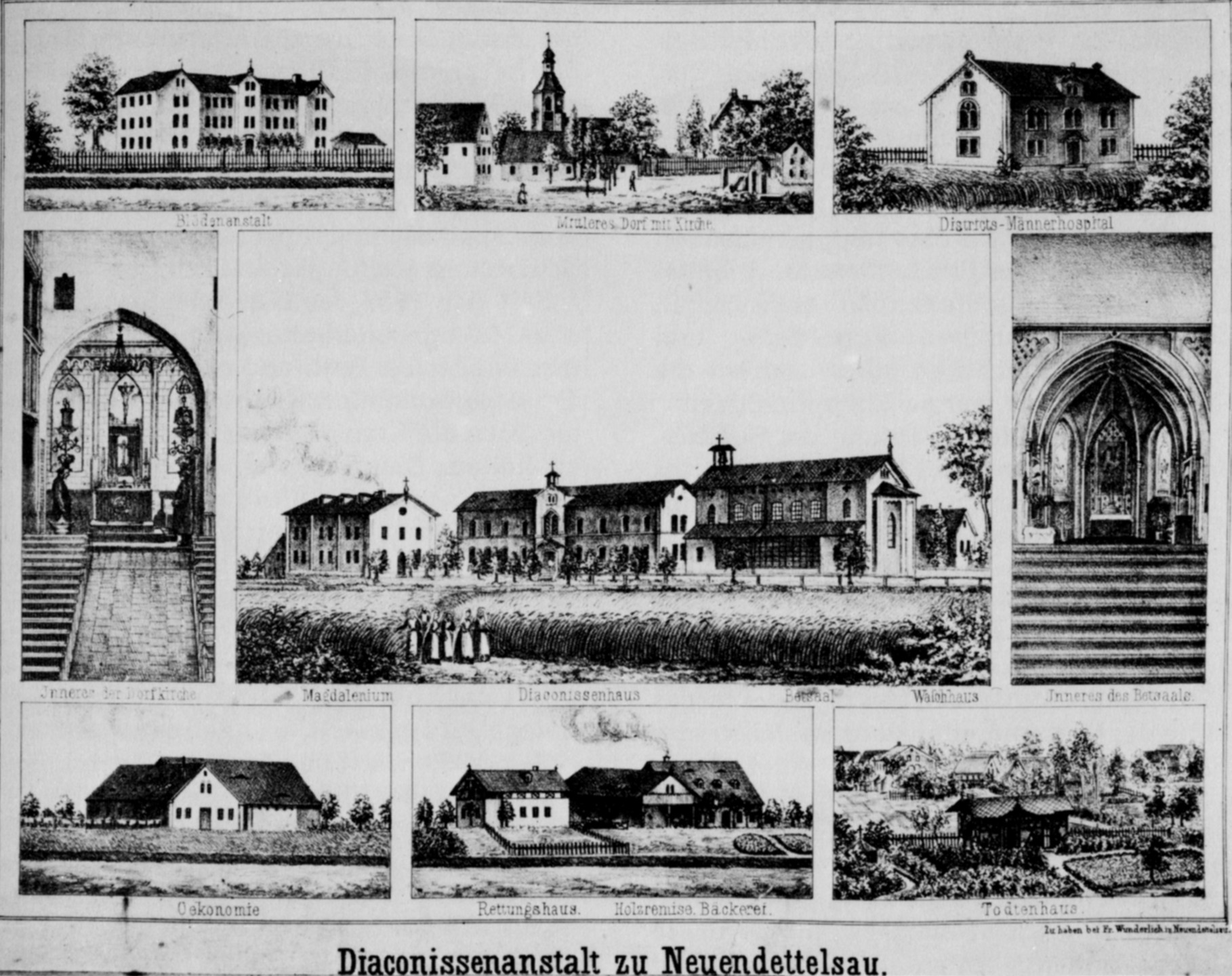
Die Diakonissenanstalt im Jahre 1869

Im Jahre 1837 kam Wilhelm Löhe als Dorfpfarrer nach Neuendettelsau. Zwölf Jahre später, 1849, gründete er die Gesellschaft für Innere und Äußere Mission und im Mai 1854 die Bildungsanstalt des weiblichen Geschlechts zum Dienste der Unmündigen und Leidenden, die heutige Diakonie Neuendettelsau. Unter seiner Mitwirkung entstand ein Betsaal, ein Diakonissenhaus mit Schule, eine Blödenanstalt für Menschen mit Behinderung, ein Magdalenium und ein Frauen- und ein Männerhospital. 1868/69 waren insgesamt 166 Frauen in der Diakonissenanstalt beschäftigt, einige von ihnen wurden auch in andere Orte ausgesandt.
1846 gründete Friedrich Bauer, der mit Wilhelm Löhe befreundet war, in Nürnberg eine „Vorbereitungsanstalt“, an der Missionare ausgebildet wurden. 1853 zog die Anstalt nach Neuendettelsau um. Bis 1913 wurden 512 Missionare ausgesandt, vornehmlich nach Amerika, Australien, Papua-Neuguinea und Brasilien. Aus ihr ist die heutige Mission EineWelt hervorgegangen.
Unter Friedrich Meyer, dem Nachfolger Wilhelm Löhes, fällt die Gründung eines Feierabendhauses für alte, dienstunfähige Schwestern (1876), die Erweiterung der von Löhe gegründeten Industrieschule (1878), der Erwerb des Gasthauses „Zum Anker“ (1880), das zugleich auch als Postexpedition diente, und der Bau der St. Laurentiuskirche für die diakonische Gemeinschaft (1887). Einen weiteren Aufschwung brachte die 1894 eröffnete Bahnstrecke Wicklesgreuth–Windsbach mit sich, durch die Neuendettelsau an die Bahnstrecke Nürnberg–Crailsheim angebunden wurde. Unter Hermann Bezzel, dem dritten Rektor der Diakonissenanstalt, entstand 1903 die Höhere Töchterschule, aus der sich später das Laurentius-Schulzentrum entwickelte. So wurde die Diakonissenanstalt mit ihren zahlreichen sozialen Einrichtungen nach und nach zum Hauptarbeitgeber in Neuendettelsau. Aus der kleinen Landgemeinde, die über Jahrhunderte nie mehr als 400 Einwohner hatte und rein bäuerlich geprägt war, wurde ein ansehnliches, modernes Dorf mit etwa 2000 Einwohnern (Stand: 1910).
Infolge des Ersten Weltkriegs wurden die große Glocke der Nikolaikirche in Neuendettelsau und die kleine Glocke der Laurentiuskirche in Wernsbach vom Kriegsamt beschlagnahmt und eingeschmolzen. An Toten hatte der Kernort 51 zu beklagen. Ihnen zum Gedächtnis wurde am 14. Oktober 1928 ein Kriegerdenkmal auf dem südlichen Kirchplatz der Nikolaikirche errichtet.
1917 wurde die Azetylgasanlage der Diakonissenanstalt, die zur Beleuchtung durch Laternen genutzt wurde, ins Dorf verlängert. Am 12. November 1921 wurde Neuendettelsau an die elektrische Leitung des Fränkischen Überlandwerks angeschlossen. Der Strom kam vom Großkraftwerk Franken. Am 26. Januar 1925 war der Spatenstich für den Bau der Kanalisation. Der Hauptkanal führte in der Heilsbronner Straße beginnend durch die Hauptstraße bis fast zum Friedhof. Von dort liefen die Abwässer zum Wernsbacher Weiher. Die Arbeiten wurden am 22. Mai vollendet. 1929 wurde am Waldrand in Richtung Altendettelsau ein modernes Schwimmbad errichtet. Der Wasserzulauf kam aus einer kleinen Quelle, dem sogenannten Froschwasser, einem rechten Zufluss des Heiligenbächls.
Im Jahre 1930 unterhielt die Neuendettelsauer Diakonissenanstalt folgende Einrichtungen: Mutterhaus für die Diakonissen mit Diakonissenschule, Industrieschule mit Pensionat für konfirmierte Mädchen, die in Haus- und Handarbeiten unterwiesen wurden, Höhere Töchterschule, Lehrerinnenseminar, Kindergärtnerinnenseminar, Feierabendhaus für dienstunfähige Schwestern, Blödenanstalt, psychopathisches Asyl für schwer erziehbare Kinder, Rettungshaus für verwahrloste Mädchen (Magdalenium) mit Staatserziehungsanstalt, Missionsanstalt, Brüderhaus und Hostienbäckerei.

### Zeit des Nationalsozialismus

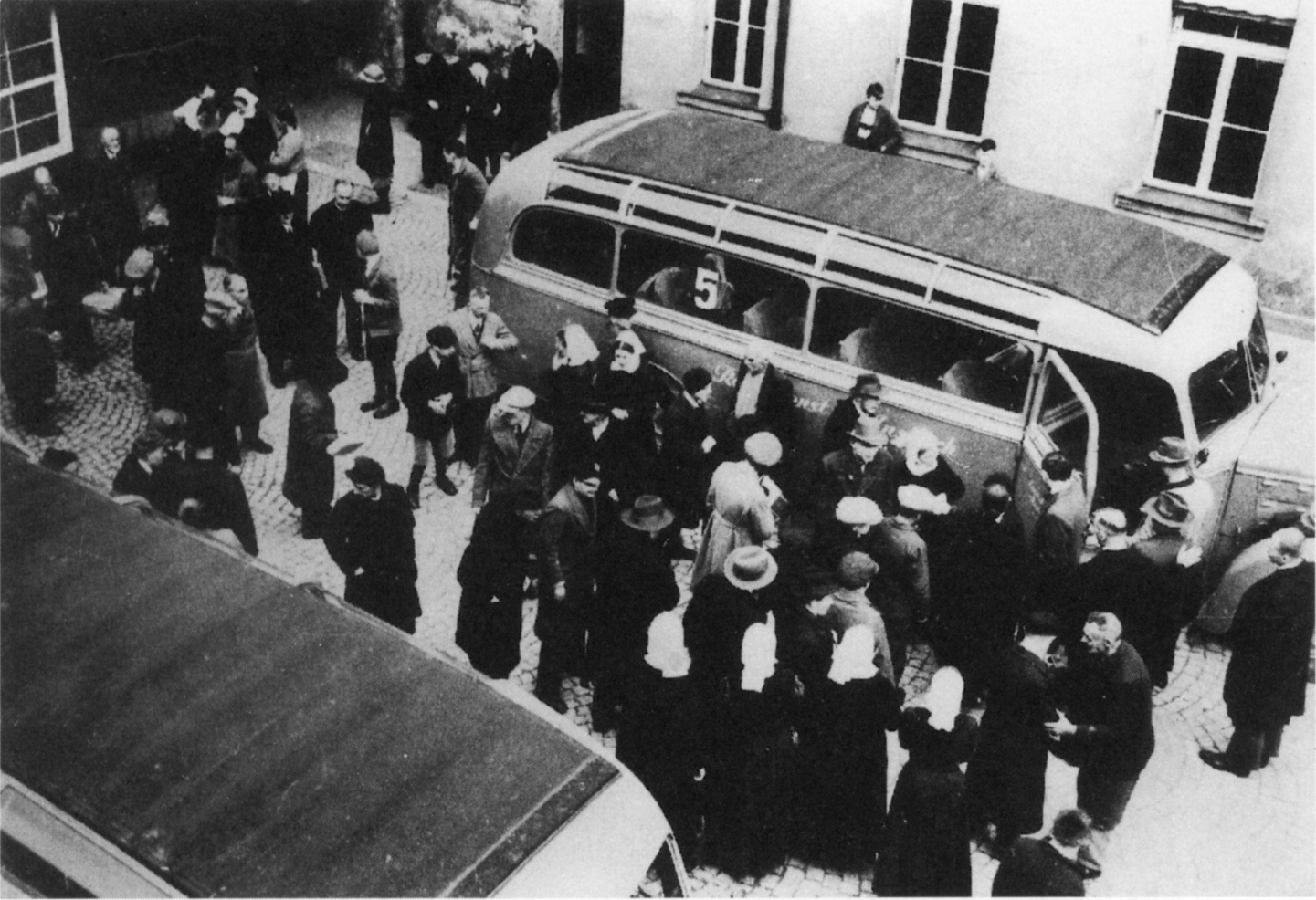
Verlegung von Behinderten im Rahmen der Euthanasie-„Aktion T 4“ aus der Pflegeanstalt „Schloß“ Bruckberg der Diakonissenanstalt Neuendettelsau in staatliche Heil- und Pflegeanstalten (Frühling 1941)

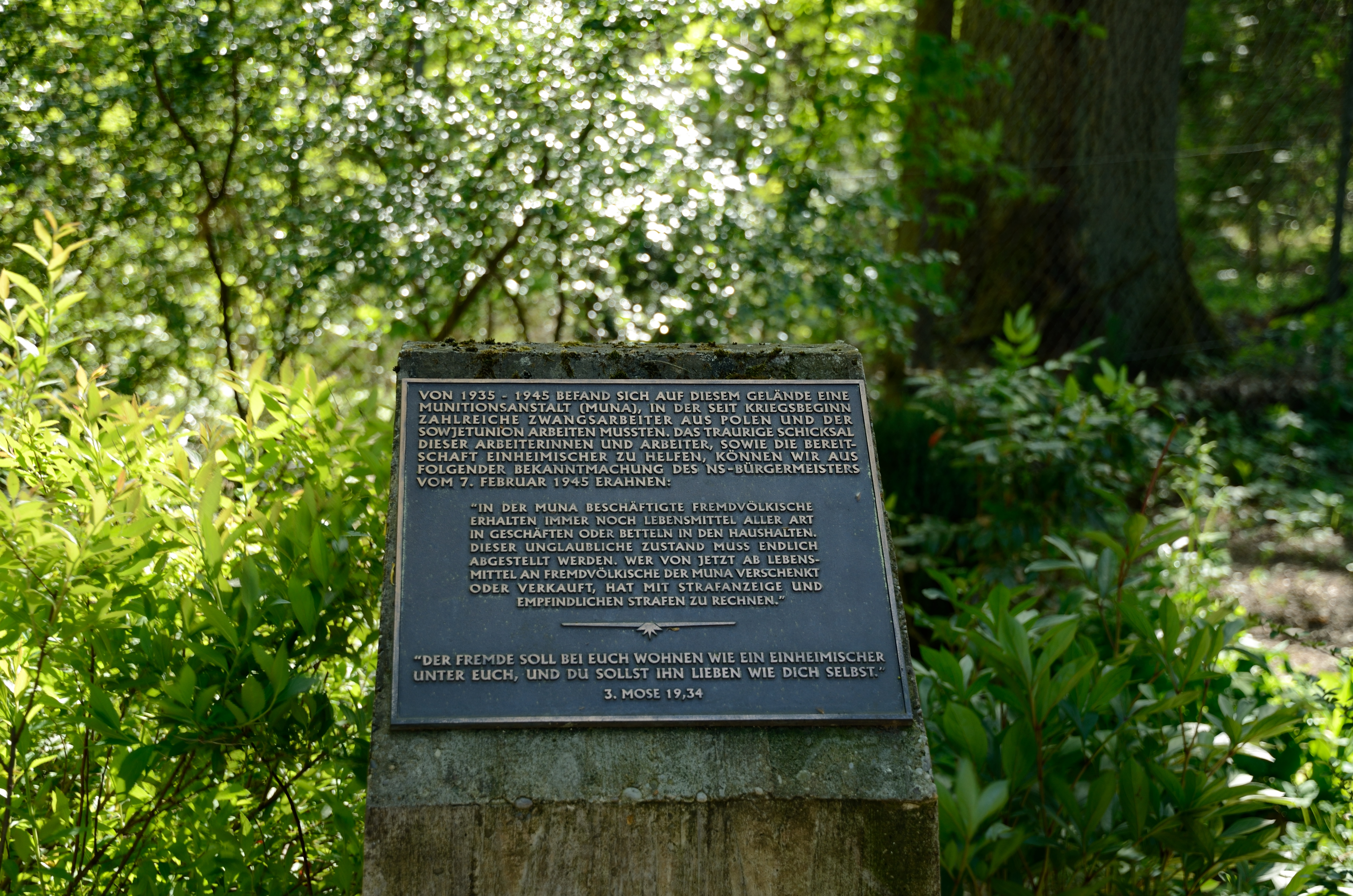
Mahnmal für die Zwangsarbeiter der Muna

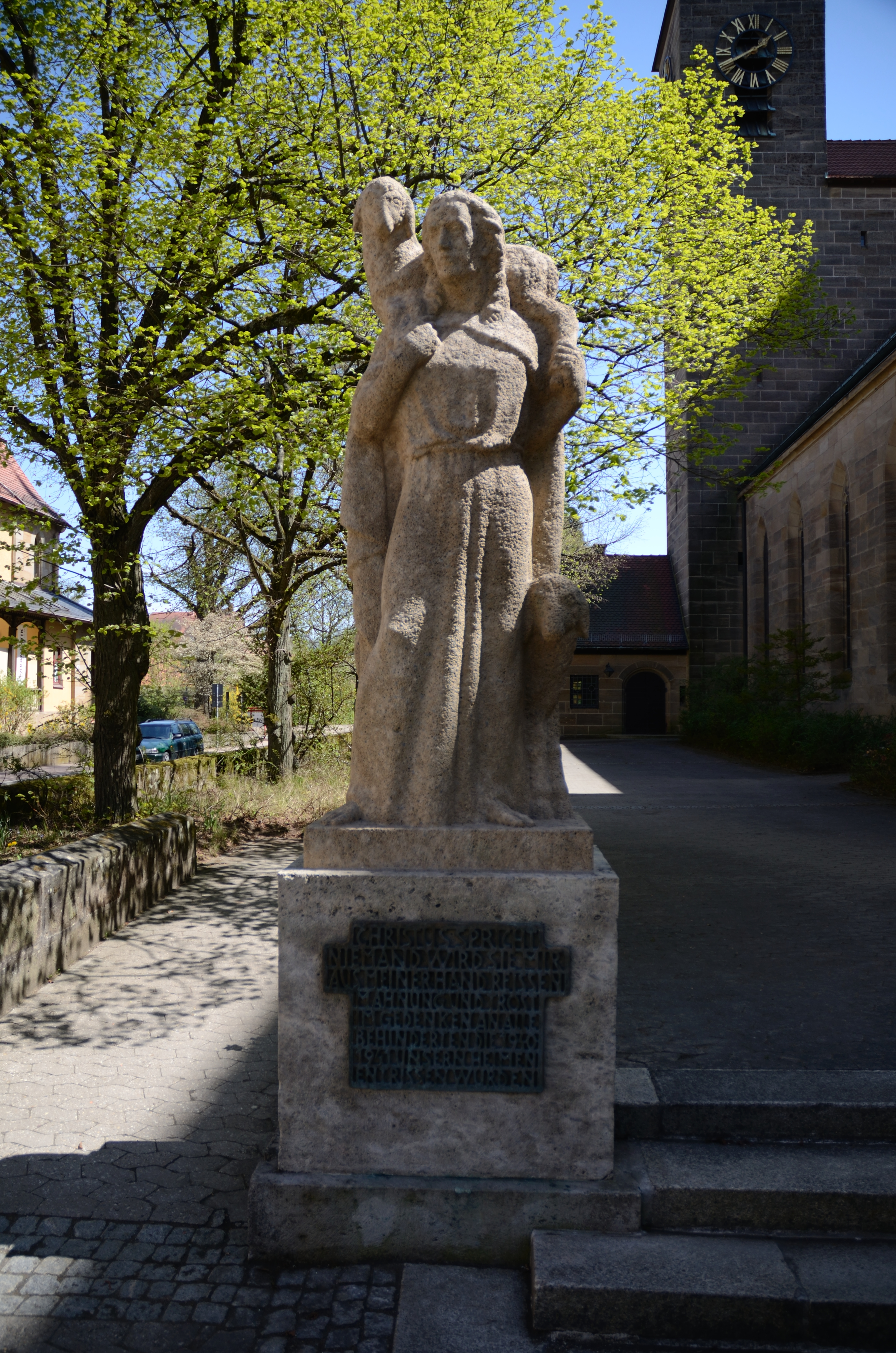
Mahnmal für die Euthanasieopfer

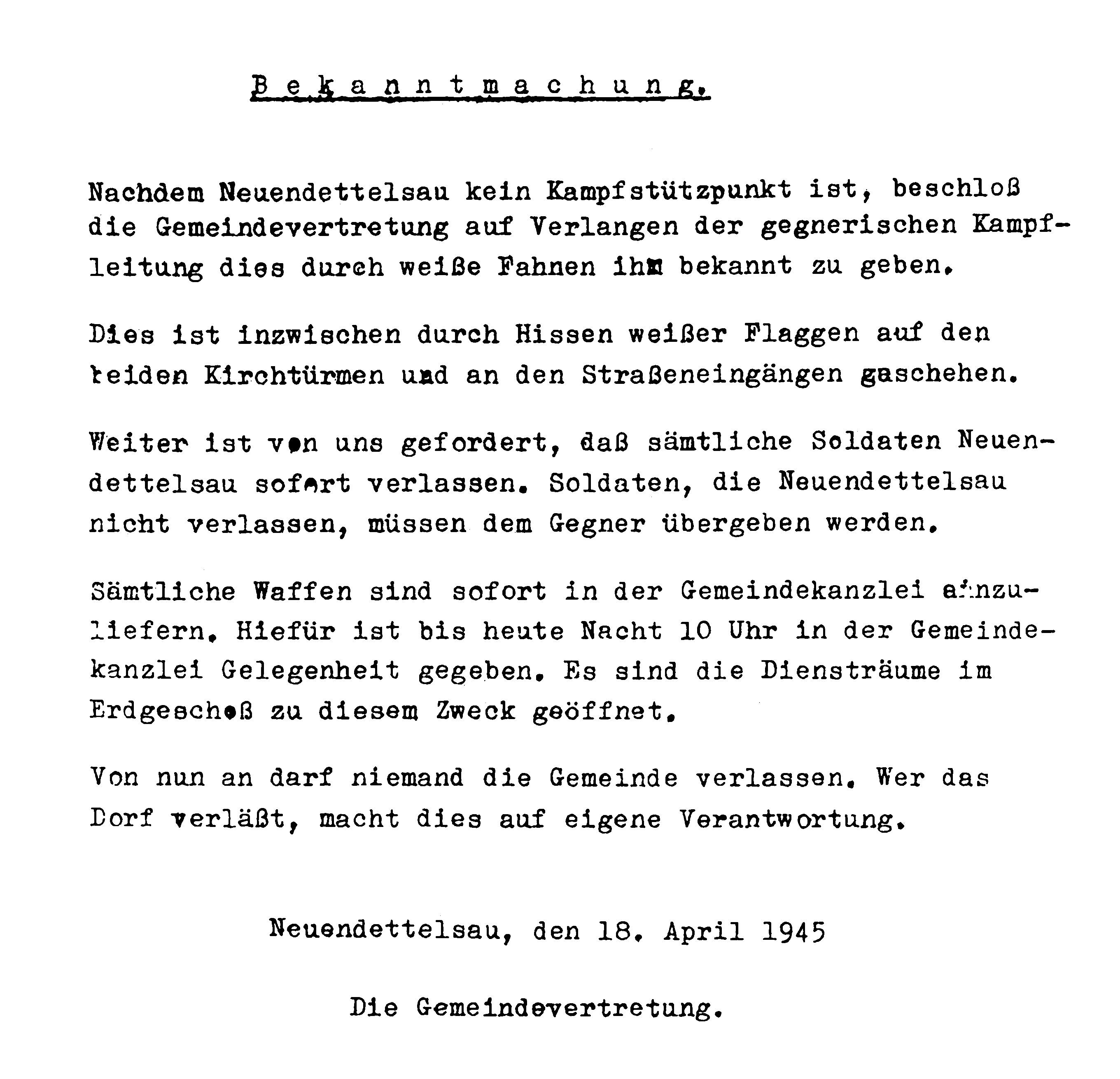
Die Kapitulation am 18. April 1945

Bei der Reichstagswahl im Mai 1924 erhielt der rechtsextreme Völkische Block in Neuendettelsau 264 Stimmen und damit einen Anteil von 28,0 % (Wahlergebnis in Franken: 20,7 %). Dieses überdurchschnittliche Ergebnis dürfte wahrscheinlich in Zusammenhang mit einer Wahlempfehlung von Hans Lauerer, dem damaligen Rektor der Diakonissenanstalt, stehen, der die Diakonissen, die die größte Wählergruppe in Neuendettelsau stellten, nachgekommen sind.
Nach der Wiedergründung der NSDAP im Jahre 1925 gab es in Neuendettelsau nur einzelne Parteimitglieder, die zunächst zur Ortsgruppe Ansbach gehörten. Am 29. September 1927 wurde unter Hans Fronmüller die NSDAP-Ortsgruppe Neuendettelsau gegründet, die aber bis 1930 trotz unermüdlicher Parteiarbeit nur ca. 20 Mitglieder zählte und zeitweise an die Ortsgruppe Windsbach angegliedert wurde. Bei der Reichstagswahl 1930 erzielte die NSDAP in Neuendettelsau mit 348 Stimmen einen Anteil von 32 %, womit wiederum das Ergebnis für Franken deutlich übertroffen wurde. Noch extremer fiel das Ergebnis bei der Reichstagswahl Juli 1932 aus: Hier erhielt die NSDAP 700 Stimmen und damit einen Anteil von 66,6 %, während in Franken der Anteil mit 39,8 % ungefähr dem Reichsdurchschnitt von 37,3 % entsprach.
Die Neuendettelsauer Kirche mit ihren Anstalten begrüßte die Machtergreifung Hitlers am 28. Februar 1933. Zu seinem 44. Geburtstag am 20. April 1933 wurde vom Neuendettelsauer Missionar Christian Keyßer ein Hitler-Lied gedichtet. Am 7. Mai 1933 pflanzte man auf einem Grundstück der Diakonissenanstalt im feierlichen Rahmen eine „Hitler-Eiche“. Die Feier gestalteten Schülerinnen der Anstalt. Von Friedrich Eppelein, dem Leiter der Missionsanstalt, und von Pfarrer Helmut Kern wurden bereits seit 1930 Volksmissionsveranstaltungen zugunsten der NSDAP durchgeführt. Das wohlwollende Verhalten der Kirche, die sich auf den Artikel 24 des NS-Parteiprogramms („positives Christentum“) berief, wurde vom Neuendettelsauer NS-Regime nicht erwidert: Die NSDAP entzog 1935 dem Missionsdirektor Eppelein die Mitgliedschaft, die SA schloss ein Jahr später den Seminardirektor Adolf Burkert aus. Zudem wurden Lauerer und Eppelein aus der Reichspressekammer ausgeschlossen, wodurch ihnen das Publizieren verboten war. Von besonderer Naivität zeugten die Anstrengungen von Burkert und Eppelein, ihren jeweiligen Ausschluss rückgängig zu machen, weil sie der Meinung waren, den Nationalsozialismus von innen im christlichen Geist beeinflussen zu können. Dass die Kirche aber keinen Sonderstatus mehr bei den Nationalsozialisten hatte, zeigte sich außerdem in den Beschlagnahmungen verschiedener Einrichtungen der Diakonissenanstalt (Lehrerinnenseminar, Kapitelsaal, Gemeindehaus, Friedenshort, Schulgebäude) und der Gesellschaft für Mission, um diese für eigene Zwecke zu gebrauchen.
Bereits am 1. August 1933 wurden durch Gemeinderatsbeschluss drei Ortsstraßen umbenannt: Die Hauptstraße hieß nun Adolf-Hitler-Straße, die Blumenstraße Hermann-Göring-Straße und die Rosenstraße Julius-Streicher-Straße.
Im Jahre 1934 erwarb das Deutsche Reich von der Erbengemeinschaft Kurt und Otto von Eyb den Neuendettelsauer Wald (im Volksmund „Baronswald“ genannt). Das Gebiet wurde durch Zukäufe von Privateigentümern im Bereich Kreuzlach und Schlauersbacher Straße erweitert. Im September 1934 begannen die Bauarbeiten für die Munitionsanstalt 2/XIII, kurz Muna genannt, die bis 1939 andauerten und ein Gesamtvolumen von 5,2 Millionen RM erreichten. Von 1935 bis 1945 war die Muna in Betrieb. In den Hauptstoßzeiten waren dort bis zu 2000 Arbeiter beschäftigt, seit Kriegsbeginn auch zahlreiche Zwangsarbeiter aus Polen – später auch aus der Sowjetunion.
In Einzelfällen erwiesen die Bürger Neuendettelsaus Zivilcourage, indem sie den Zwangsarbeitern der Muna – trotz Androhung von Strafe – Lebensmittel zukommen ließen oder Behinderte durch Entlassung oder Verlegung vor dem Abtransport im Rahmen der „Aktion T4“ (Ausrottung „lebensunwerten“ Lebens) 1940/41 zur NS-Tötungsanstalt Hartheim bewahrten. Ansonsten gab es in Neuendettelsau keinen nennenswerten Widerstand gegen den Nationalsozialismus. Als Mahnmal der Euthanasieopfer steht heute der Gute Hirte bei der St.-Laurentius-Kirche.
Im September 1943 wurden zwischen dem Krankenhaus und dem Birkenhof eine schwere Bombe und etwa 20 kleinere Brandbomben abgeworfen. Die schwere Bombe explodierte erst nach 20 Stunden; verletzt wurde dabei niemand. Am 2. Januar 1945 erfolgte durch die Royal Air Force ein Großangriff auf Nürnberg mit über 1000 Bombern. Hunderte von den Ausgebombten kamen nach Neuendettelsau und suchten dort ein Unterkommen. Am 17. April 1945 bombardierte die US Air Force in einem zweistündigen Fliegerangriff die Muna. Dabei wurden einige Bunker getroffen, durch die Druckwelle der Explosionen kam es auch zu leichten Beschädigungen im Kernort. Am 18. April 1945 fiel der Ansbacher Apotheker Karl Schüle in die Hände einer Einheit der 12. US-Panzerdivision „Hellcats“: Sie erteilten ihm den Auftrag, dass Neuendettelsau von Militärpersonen freizumachen sei. Vom Neuendettelsauer Verwaltungs-Oberinspektor Konrad Raum und den Gemeindevertretern wurde noch am selben Tag die bedingungslose Kapitulation beschlossen, obwohl in den benachbarten Orten Fischbach und Elpersdorf noch SS-Einheiten stationiert waren. Spähtrupps dieser Einheiten entfernten tags darauf die weißen Fahnen in Neuendettelsau und wollten die Verantwortlichen zur Rechenschaft ziehen, jedoch ohne Erfolg. Als eine der letzten Maßnahmen wurde ein Zug mit Munition beladen und bei Wernsbach in die Luft gesprengt. Am 21. April konnten amerikanische Einheiten Neuendettelsau kampflos einnehmen und besetzen. Anfangs erfolgten in Einzelfällen Übergriffe amerikanischer Soldaten auf die Bevölkerung. Die Kirchengemeinde Neuendettelsau mit ihren Filialen Wernsbach und Reuth hatte 118 gefallene und 45 vermisste Soldaten zu beklagen, die Diakonissenanstalt 27 gefallene und 5 vermisste Soldaten und die Missionsanstalt 7 gefallene und 1 vermissten Soldat.

### Nachkriegszeit und Gegenwart

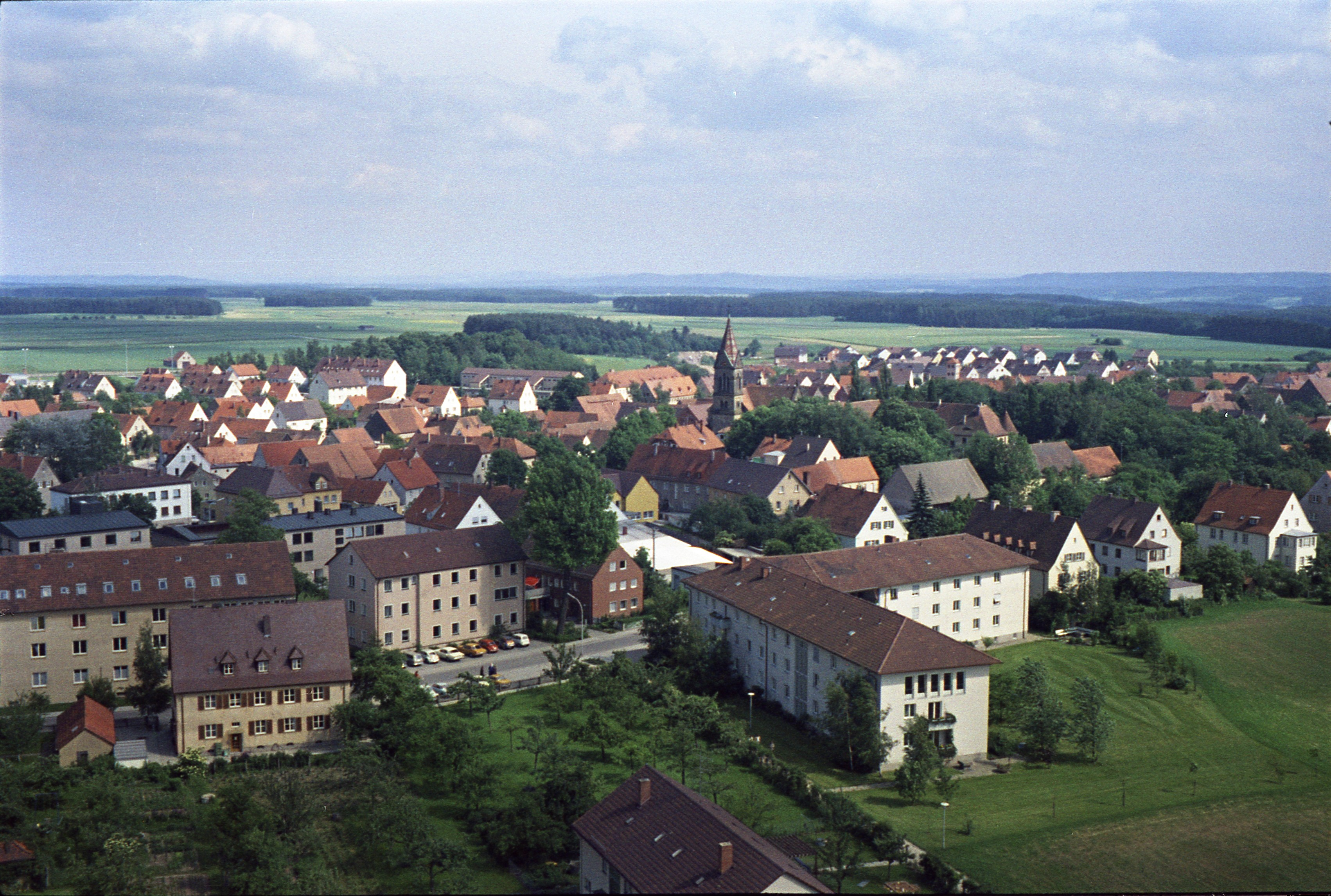
Neuendettelsau in den 1970er Jahren

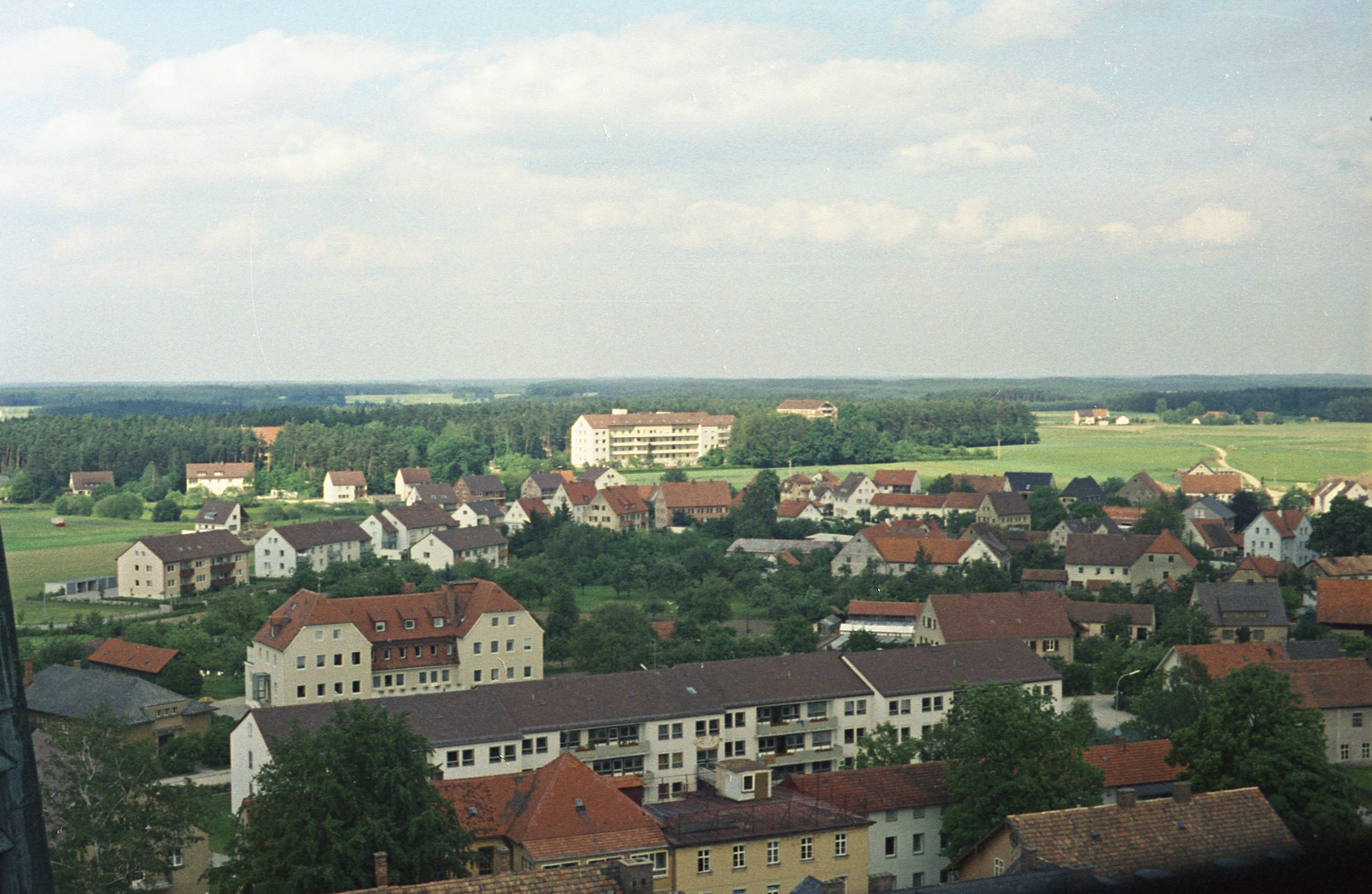

Nach Kriegsende richteten die amerikanischen Besatzer auf dem Munagebiet eine Signal Corps School ein. Auch von der STEG (Staatliche Erfassungsstelle für öffentliches Gut m.b.H.) wurde ein Teil des Geländes genutzt. Hauptaufgabe war die Entschärfung und Sprengung der verbliebenen Munitions- und Sprengstoffteile. Im November 1948 gab die amerikanische Militärregierung das Gelände der ehemaligen Luftmunitionsanstalt rückwirkend zum 1. Juli 1948 an die deutschen Behörden zurück. Im Februar 1949 beendete die STEG ihre Arbeit in der Muna. Nun konnte mit der Umwidmung des großflächigen Munaareals begonnen werden.
Ab Mai 1949 nutzte die zwei Jahre zuvor gegründete Augustana-Hochschule einen Teil der Baracken als Studentenwohnheime und Vorlesungssäle. Der größte Teil der Muna wurde an über ein Dutzend Gewerbebetriebe verkauft, die bedeutendsten waren die Strumpffabrik Kurt Tauscher, deren Inhaber vor dem Krieg schon eine Fabrik in Oberlungwitz hatte, und das Baugeschäft Peter Beil. 1958 richtete die Zollhundeschule einen Standort in Neuendettelsau ein und nutzt vor allem das im Wald gelegene Bunkergelände für die Ausbildung ihrer Spürhunde. Auch der Wertstoff- und Bauhof der Gemeinde nutzt bis heute einen Teil der bestehenden Gebäude und Flächen der Muna.
Wesentlich verändert wurde das Ortsbild durch den Zuzug von über 1500 Kriegsflüchtlingen. Lebten 1939 noch 2930 Personen in Neuendettelsau, so waren es 1946 bereits 4063 und 1950 sogar 4491. Da sich unter den Flüchtlingen über 1000 Katholiken befanden, wurde über den Bau einer katholischen Kirche nachgedacht. 1961 baute man im südlich vom Kernort neu erschlossenem Siedlungsgebiet die Franziskuskirche. Im Zeitraum von 1957 bis 1963 wurden die bis dahin unbefestigten Innerortsstraßen geteert und mit Gehwegen versehen. Das Stromnetz wurde erweitert, da sich der Stromverbrauch von 500.000 kWh im Jahre 1951 auf 4.489.800 kWh im Jahre 1963 fast verneunfacht hatte. Neuendettelsau wandelte sich vollends vom landwirtschaftlich geprägten Ort zum Industriestandort, ganz im Gegensatz zu den Gemeindeteilen, die sich kaum veränderten.

### Eingemeindungen
Im Zuge der Gebietsreform kam es zu folgenden Eingemeindungen:
| Gemeinde       | Einwohner (1970) | Eingemeindungs- datum | Bemerkungen |
| -------------- | ---------------- | --------------------- | --- |
| Aich           | 343              | 1. Juli 1972          | mit Birkenhof, Geichsenhof, Geichsenmühle, Hammerschmiede, Mausendorf und Mausenmühle                                                |
| Altendettelsau | 172              | 1. Januar 1972        | Eingliederung von Froschmühle (5 der 172 Einwohner), Umgliederung der anderen Orte (Altendettelsau und Ziegendorf) nach Petersaurach |
| Bechhofen      | 128              | 1. Juli 1971          | |
| Haag           | 225              | 1. Januar 1972        | mit Jakobsruh, Reuth, Steinhof und Steinmühle                                                                                        |
| Wernsbach      | 372              | 1. Januar 1972        | Eingliederung des Ortes Wernsbach (134 der 372 Einwohner), Umgliederung der anderen Orte (Neuses und Wernsmühle) nach Windsbach      |
| Wollersdorf    | 181              | 1. Januar 1972        | mit Watzendorf |

## Demografie

### Bevölkerungsgeschichte
Bis zum Dreißigjährigen Krieg war die Bevölkerung homogen (fränkisch, protestantisch und bäuerlich) und unterschied sich kaum von den Nachbarorten. Nach diesem Krieg kam es im gesamten brandenburg-ansbachischen Hoheitsgebiet wegen der Entvölkerung zur Ansiedlung von evangelischen Exulanten aus Oberösterreich. Da diese andere Gepflogenheiten hatten, kamen Konflikte auf. Im Jahre 1670 musste in Neuendettelsau deswegen eine neue Dorf- und Gemeindeordnung erlassen werden, die regelte, was erlaubt oder verboten war. Durch das Wirken Wilhelm Löhes und seiner Mitarbeiter ab den 1840er Jahren wurde die Bevölkerungsstruktur wesentlich verändert: Zum einen durch die Diakonissen, die in die von Löhe ins Leben gerufene Diakonissenanstalt eintraten und aus dem gesamtfränkischen und auch aus dem schwäbischen Raum kamen, zum anderen durch die Bewohner der verschiedenen Einrichtungen und Schulen, die es nun gab und ebenfalls aus einem weiteren Umkreis kamen. Viele Diakonissen kamen auch aus dem Bildungsbürgertum, das es bis dahin in Neuendettelsau überhaupt nicht gab. Um 1900 waren 72 % der Bevölkerung weiblich, da Diakonissen oder Schülerinnen die Mehrheit der Bevölkerung stellten. Die einzige bis zum Ende des Zweiten Weltkriegs noch übrig gebliebene Homogenität war das Bekenntnis zur evangelisch-lutherischen Kirche (99,8 %). Durch die Heimatvertriebenen wurde Neuendettelsau ähnlich stark verändert wie das gesamte Umfeld. Es kamen v. a. Sudetendeutsche, Preußen und Schlesier hinzu. Dadurch gab es nun auch eine katholische Minderheit von 10 %. Die weitere Entwicklung ist ähnlich mit der Gesamtentwicklung in Deutschland. Einen besonderen Einfluss, den Neuendettelsau von seinen Nachbarorten unterscheidet, haben die zahlreichen kirchlichen Einrichtungen (v. a. Diakoneo, Mission EineWelt, Augustana-Hochschule).

### Bevölkerungsentwicklung
Bis zur Gebietsreform in den 1970er Jahren war Neuendettelsau die größte Gemeinde im Altlandkreis Ansbach. Derzeit (Stand 31. Dezember 2024) ist sie mit 8138 Einwohnern die sechstgrößte Gemeinde. Neuendettelsau selbst ist der viertgrößte Ort im Landkreis Ansbach.
Laut der Bertelsmann-Stiftung entspricht Neuendettelsau dem „Demographietyp 4“, das ist ein Ort der Kategorie „Stabile Städte/Gemeinden im ländlichen Regionen“. Die jährliche Bevölkerungsbewegung liegt seit den letzten 40 Jahren bei ±10 % der Gesamtbevölkerung. Hiervon entfallen 10 % auf natürliche Bevölkerungsbewegung (Geburt, Tod) und 90 % auf Bevölkerungsbewegung durch Migration (Zuzug, Fortzug), die in der Regel Binnenwanderung innerhalb Deutschlands ist. Im Saldo erfährt die Gemeinde einen leichten Zuwachs durch Wanderung.
Gemeinde Neuendettelsau (bis zur Gebietsreform 1971/72 inklusive sämtlicher Orte der heutigen Gemeinde):
| Jahr      | 1840    | 1871    | 1900    | 1925    | 1939    | 1950    | 1961    | 1970    | 1987    | 1991 | 1995 | 2000 | 2005 | 2007    | 2008    | 2009    | 2010    | 2011    | 2012    | 2013    | 2014    | 2015    | 2016    | 2017    | 2018    | 2020    | 2023 |
| Einwohner | 1369    | 1786    | 2451    | 3305    | 3875    | 5659    | 6185    | 6525    | 6448    | 7090 | 7583 | 7669 | 7853 | 7832    | 7773    | 7809    | 7766    | 7435    | 7407    | 7535    | 7585    | 7674    | 7807    | 7853    | 7899    | 7936    | 7991 |
| Häuser    |         |         |         |         |         |         |         |         | 1192    |      |      |      |      |         |         |         |         | 1621    | 1632    | 1644    | 1660    | 1678    | 1699    | 1718    | 1741    | 1774    |      |
| Quelle    | [ 133 ] | [ 133 ] | [ 133 ] | [ 133 ] | [ 133 ] | [ 133 ] | [ 133 ] | [ 133 ] | [ 134 ] |      |      |      |      | [ 135 ] | [ 135 ] | [ 135 ] | [ 135 ] | [ 135 ] | [ 135 ] | [ 136 ] | [ 136 ] | [ 136 ] | [ 137 ] | [ 137 ] | [ 138 ] | [ 139 ] |      |

Ort Neuendettelsau (= Gemeinde Neuendettelsau bis zur Gebietsreform):
| Jahr      | 1818    | 1840    | 1852    | 1855    | 1861    | 1867    | 1871    | 1875    | 1880    | 1885    | 1890    | 1895   | 1900    | 1905   | 1910    | 1919   | 1925    | 1933   | 1939   | 1946   | 1950    | 1952   | 1961    | 1970    | 1987    | 2013    |
| Einwohner | 403     | 427     | 454     | 610     | 594     | 751     | 785     | 857     | 959     | 1106    | 1260    | 1367   | 1451    | 1695   | 1934    | 2152   | 2284    | 2568   | 2930   | 4063   | 4491    | 4702   | 5268    | 5509    | 5513    | 6725    |
| Häuser    | 81      | 86      |         |         |         |         | 108     |         |         | 123     | 127     |        | 158     |        |         |        | 229     |        |        |        | 303     |        | 461     |         | 976     |         |
| Quelle    | [ 140 ] | [ 141 ] | [ 122 ] | [ 122 ] | [ 142 ] | [ 143 ] | [ 144 ] | [ 145 ] | [ 146 ] | [ 147 ] | [ 148 ] | [ 87 ] | [ 149 ] | [ 87 ] | [ 150 ] | [ 87 ] | [ 151 ] | [ 87 ] | [ 87 ] | [ 87 ] | [ 123 ] | [ 87 ] | [ 152 ] | [ 153 ] | [ 134 ] | [ 154 ] |

Zu der Einwohnerentwicklung der Gemeindeteile siehe die jeweiligen Artikel.

### Altersstruktur
Das Durchschnittsalter der Gemeinde Neuendettelsau beträgt 41,8 Jahre (männlich: 39,1 Jahre, weiblich: 44,2 Jahre). Dies entspricht ungefähr dem Durchschnittsalter des Landkreises Ansbach (gesamt: 42,1 Jahre, männlich: 40,8 Jahre, weiblich: 43,4 Jahre), das im Vergleich zu Deutschland etwas niedriger ist (gesamt: 43,3 Jahre, männlich: 41,8 Jahre, weiblich: 44,6 Jahre). Stand: Zensus 2011.
Die Bevölkerung der Gemeinde setzt sich aus folgenden Altersgruppen zusammen:
| Jahr       | 1987   | 1987   | 1987     | 1987     | 1987     | 1987     | 2011   | 2011   | 2011     | 2011     | 2011     | 2011     | 2017   | 2017   | 2017     | 2017     | 2017     | 2017     |
| Geschlecht | gesamt | gesamt | männlich | männlich | weiblich | weiblich | gesamt | gesamt | männlich | männlich | weiblich | weiblich | gesamt | gesamt | männlich | männlich | weiblich | weiblich |
|            | Anzahl | %      | Anzahl   | %        | Anzahl   | %        | Anzahl | %      | Anzahl   | %        | Anzahl   | %        | Anzahl | %      | Anzahl   | %        | Anzahl   | %        |
| 00 bis 05  | 441    | 6,8    | 234      | 8,9      | 207      | 5,4      | 375    | 5,1    | 195      | 5,7      | 180      | 4,5      | 461    | 5,9    | 239      | 6,5      | 222      | 5,3      |
| 06 bis 14  | 656    | 10,2   | 318      | 12,1     | 338      | 8,8      | 700    | 9,5    | 375      | 11,0     | 325      | 8,2      | 702    | 8,9    | 383      | 10,4     | 319      | 7,7      |
| 15 bis 17  | 391    | 6,1    | 123      | 4,7      | 268      | 7,0      | 305    | 4,1    | 144      | 4,2      | 161      | 4,1      | 255    | 3,2    | 138      | 3,7      | 117      | 2,8      |
| 18 bis 24  | 974    | 15,1   | 394      | 15,0     | 580      | 15,1     | 755    | 10,2   | 377      | 11,0     | 378      | 9,6      | 651    | 8,3    | 320      | 8,7      | 331      | 8,0      |
| 25 bis 29  | 497    | 7,7    | 252      | 9,6      | 245      | 6,4      | 423    | 5,7    | 220      | 6,4      | 203      | 5,1      | 586    | 7,5    | 292      | 7,9      | 294      | 7,1      |
| 30 bis 39  | 701    | 10,9   | 332      | 12,7     | 369      | 9,6      | 837    | 11,3   | 401      | 11,7     | 436      | 11,0     | 997    | 12,7   | 475      | 12,9     | 522      | 12,6     |
| 40 bis 49  | 664    | 10,3   | 317      | 12,1     | 347      | 9,1      | 1174   | 15,9   | 553      | 16,2     | 621      | 15,7     | 992    | 12,6   | 476      | 12,9     | 516      | 12,4     |
| 40 bis 65  | 950    | 14,7   | 394      | 15,0     | 556      | 14,5     | 1314   | 17,8   | 609      | 17,8     | 705      | 17,8     | 1671   | 21,3   | 788      | 21,3     | 883      | 21,2     |
| 65+        | 1174   | 18,2   | 255      | 9,7      | 919      | 24,0     | 1494   | 20,3   | 545      | 15,9     | 949      | 24,0     | 1538   | 19,6   | 583      | 15,8     | 955      | 23,0     |
| Insgesamt  | 6448   | 100,0  | 2619     | 100,0    | 3829     | 100,0    | 7377   | 100,0  | 3419     | 100,0    | 3958     | 100,0    | 7853   | 100,0  | 3694     | 100,0    | 4159     | 100,0    |

### Geschlecht
An Geschlechtern wird zwischen männlich und weiblich unterschieden. Der seit 2018 mögliche Geschlechtseintrag divers bleibt in der aktuellen amtlichen Statistik zu Neuendettelsau bislang unberücksichtigt. Die signifikante Abweichung im Geschlechterverhältnis im vergangenen Jahrhundert erklärt sich durch die Diakonissenanstalt Neuendettelsau, in der bis zu 1000 Diakonissen und Schülerinnen lebten. Seit den 1960er Jahren ist die Zahl der Eintritte rückläufig, seit den 1990er Jahren gibt es nur noch vereinzelt Eintritte, so dass sich das Geschlechterverhältnis mittlerweile an den Bundesdurchschnitt angeglichen hat.

#### Gemeinde Neuendettelsau
| Jahr     | 001867  | 001880  | 001890  | 001900  | 001910  | 001950  | 001956  | 001987  | 002011  | 002019  |
| männlich | 44,57 % | 41,50 % | 38,12 % | 36,76 % | 35,53 % | 35,28 % | 34,35 % | 40,61 % | 46,35 % | 47,66 % |
| weiblich | 55,43 % | 58,50 % | 61,88 % | 63,24 % | 64,47 % | 64,72 % | 65,65 % | 59,39 % | 53,65 % | 52,34 % |
| Quelle   | [ 143 ] | [ 146 ] | [ 148 ] | [ 157 ] | [ 150 ] | [ 158 ] | [ 159 ] | [ 137 ] | [ 137 ] | [ 137 ] |

#### Neuendettelsau
| Jahr     | 001867  | 001880  | 001890  | 001900  | 001910  | 001950  | 001956  |
| männlich | 38,48 % | 32,50 % | 28,25 % | 28,19 % | 28,18 % | 31,73 % | 30,8 %  |
| weiblich | 61,52 % | 67,50 % | 71,75 % | 71,81 % | 71,82 % | 68,27 % | 69,2 %  |
| Quelle   | [ 143 ] | [ 146 ] | [ 148 ] | [ 157 ] | [ 150 ] | [ 158 ] | [ 159 ] |

#### Ehemalige Gemeinden Aich, Bechhofen, Haag, Wernsbach, Wollersdorf
| Jahr     | 001867  | 001880  | 001890  | 001900  | 001910  | 001950  | 001956  |
| männlich | 48,53 % | 49,53 % | 49,72 % | 47,97 % | 48,10 % | 46,93 % | 48,12 % |
| weiblich | 51,47 % | 50,47 % | 50,28 % | 52,03 % | 51,90 % | 53,07 % | 51,88 % |
| Quelle   | [ 143 ] | [ 146 ] | [ 148 ] | [ 157 ] | [ 150 ] | [ 158 ] | [ 159 ] |

### Religion
Ursprünglich war St. Nikolai in Neuendettelsau eine Filiale der Pfarrei St. Peter in Petersaurach. Am 2. Oktober 1402 wurde St. Nikolai durch Bischof Johann von Würzburg zur Pfarrkirche erhoben und von Petersaurach abgetrennt. Das Patronatsrecht hatte ursprünglich das Ansbacher Gumbertusstift, seit 1518 die Herrschaft von Eyb. 1528 hielt die Reformation in Neuendettelsau Einzug. Der damalige Pfarrer Sixtus Közler wurde seines Amtes enthoben und durch den Lutheraner Leonhard Windisch ersetzt. Wegen der Kirchenhoheit lagen die Herren von Eyb mit Brandenburg-Ansbach beständig im Streit. Dieser konnte erst 1724 durch einen Rezess beigelegt werden, der den Herren von Eyb das Besetzungsrecht der Pfarrstelle sicherte, während den Markgrafen das Examinationsrecht zugestanden wurde.
1810 wurde St. Laurentius Wernsbach zur Filiale von Neuendettelsau. 1848 wurde St. Kunigund Reuth, ursprünglich eine Filiale von Weißenbronn, von dort abgetrennt und der Pfarrei Neuendettelsau zugeordnet.
Durch das Wirken Wilhelm Löhes und seiner Nachfolger wuchs Neuendettelsau rasch. Da die Diakonissen keinen Platz mehr in der kleinen Dorfkirche fanden, wurde 1860 für sie ein Betsaal errichtet. Da die Schwesternschaft stetig weiter wuchs, wurde dieser bereits 1887 durch die neu errichtete Laurentiuskirche ersetzt. 1899 musste die alte Dorfkirche von Neuendettelsau abgerissen werden, da sie für die Kirchengemeinde nicht mehr genügend Platz bot. An ihrer Stelle wurde eine Kirche im neuromanischen Stil errichtet, die am 7. Juli 1901 geweiht wurde.
In Neuendettelsau gab es seit der Reformation nur noch vereinzelt Katholiken. Diese wurden 1913 der Pfarrei St. Vitus Veitsaurach zugewiesen. Nach dem Zweiten Weltkrieg wuchs die Zahl der Katholiken durch Kriegsflüchtlinge allein in Neuendettelsau auf 1000 an. Deswegen wurde die Kuratie Neuendettelsau-Petersaurach gebildet, die zur Pfarrei Unsere Liebe Frau Heilsbronn gehörte. 1961/62 wurde die Franziskuskirche errichtet. Seit dem 25. Januar 1976 ist St. Franziskus eine eigenständige Pfarrgemeinde im Bistum Eichstätt.
Angehörige anderer Religionsgemeinschaften gab es lange Zeit nur vereinzelt. Dies änderte sich erst, als ab den 1950er Jahren Gastarbeiter aus Italien und Griechenland und seit den 1960er Jahren auch aus der Türkei kamen. Seit den 2000er Jahren sind beim Diakoniewerk Neuendettelsau Rumänen beschäftigt oder in Ausbildung. Seit 2014 leben in Neuendettelsau auch Flüchtlinge vornehmlich aus Syrien und Eritrea. Religiöse Einrichtungen anderer Glaubensgemeinschaften gibt es in Neuendettelsau jedoch nicht. Es wurden lediglich bis 2014 rumänisch-orthodoxe Gottesdienste gastweise in der Laurentiuskirche abgehalten.

#### Tabellarische Zusammenstellung der Religionszugehörigkeit für die Gemeinde Neuendettelsau
| Jahr       | 1861    | 1861    | 1867    | 1867    | 1871    | 1871    | 1880    | 1880    | 1885    | 1885    | 1900    | 1900    | 1925    | 1925    | 1950    | 1950    | 1987    | 1987    | 2011    | 2011    |
|            | Anz.    | %       | Anz.    | %       | Anz.    | %       | Anz.    | %       | Anz.    | %       | Anz.    | %       | Anz.    | %       | Anz.    | %       | Anz.    | %       | Anz.    | %       |
| röm.-kath. | 4       | 0,2     | 6       | 0,3     | 12      | 0,6     | 9       | 0,4     | 9       | 0,4     | 10      | 0,4     | 3       | 0,1     | ≈585    | 10,1    | 791     | 12,3    | 1013    | 13,7    |
| ev.-luth.  | 1718    | 99,8    | 1898    | 99,6    | 1872    | 99,3    | 2017    | 99,4    | 2191    | 99,5    | 2549    | 99,5    | 3400    | 99,8    | ≈5172   | 89,0    | 5410    | 83,9    | 5185    | 70,3    |
| andere     | 0       | 0,0     | 1       | 0,1     | 2       | 0,1     | 3       | 0,2     | 2       | 0,1     | 1       | 0,1 %   | 3       | 0,1     | ≈56     | 1,0     | 247     | 3,8     | 1179    | 16,0    |
| Quelle     | [ 142 ] | [ 142 ] | [ 143 ] | [ 143 ] | [ 144 ] | [ 144 ] | [ 146 ] | [ 146 ] | [ 147 ] | [ 147 ] | [ 149 ] | [ 149 ] | [ 151 ] | [ 151 ] | [ 159 ] | [ 159 ] | [ 137 ] | [ 137 ] | [ 137 ] | [ 137 ] |

#### Kirchengebäude der Gemeinde Neuendettelsau

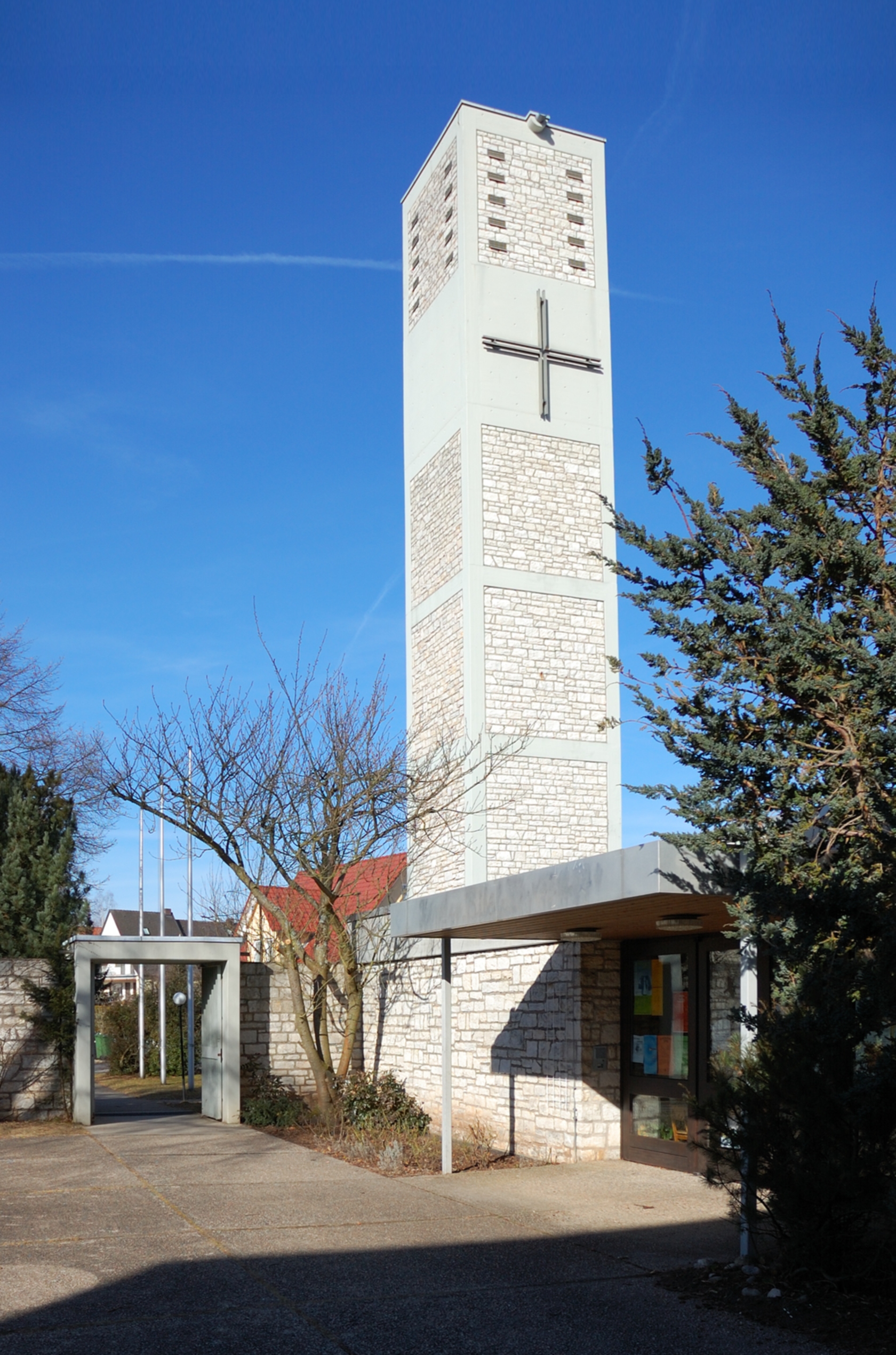
St. Franziskus Neuendettelsau
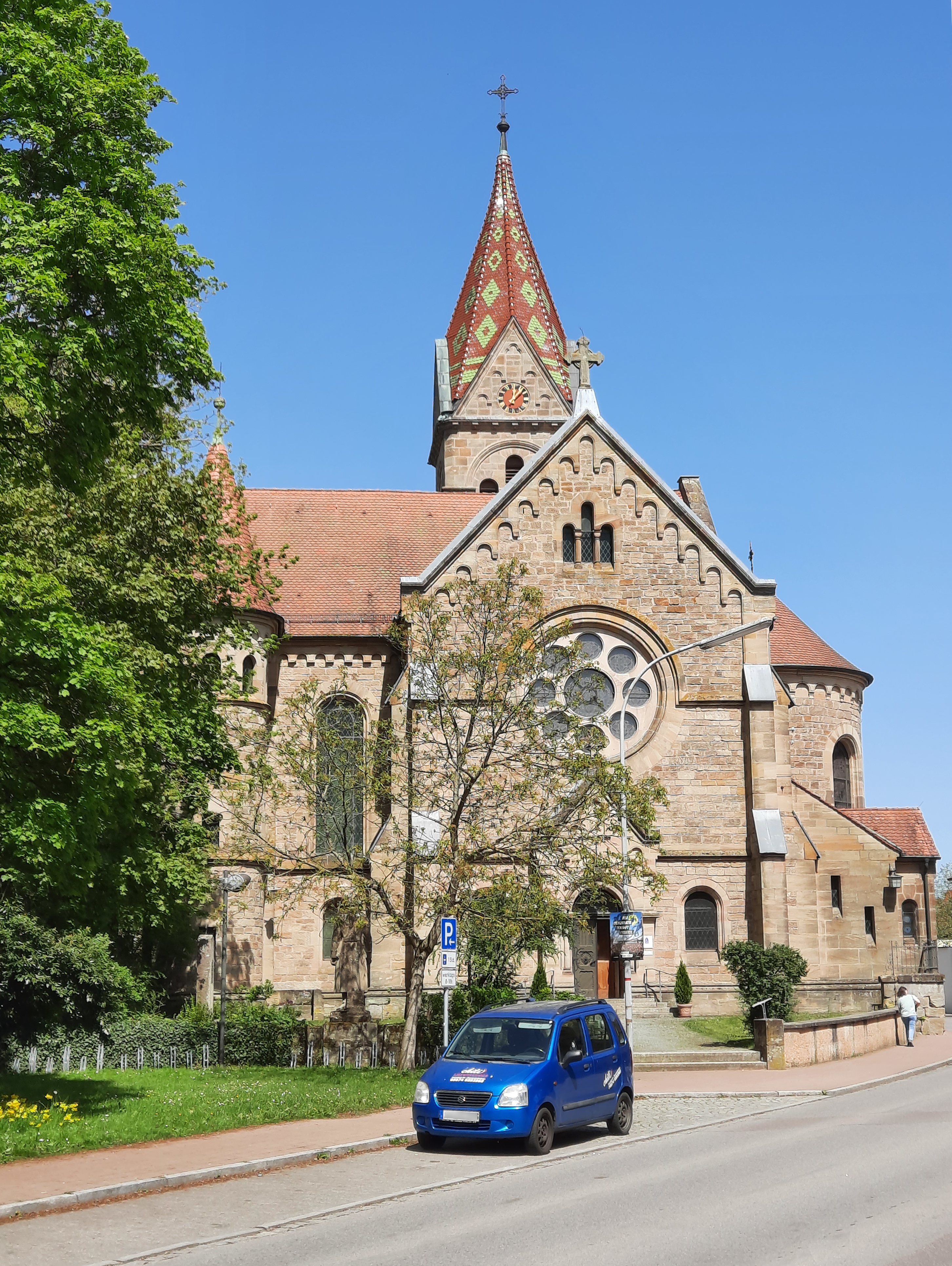
St. Nikolai Neuendettelsau
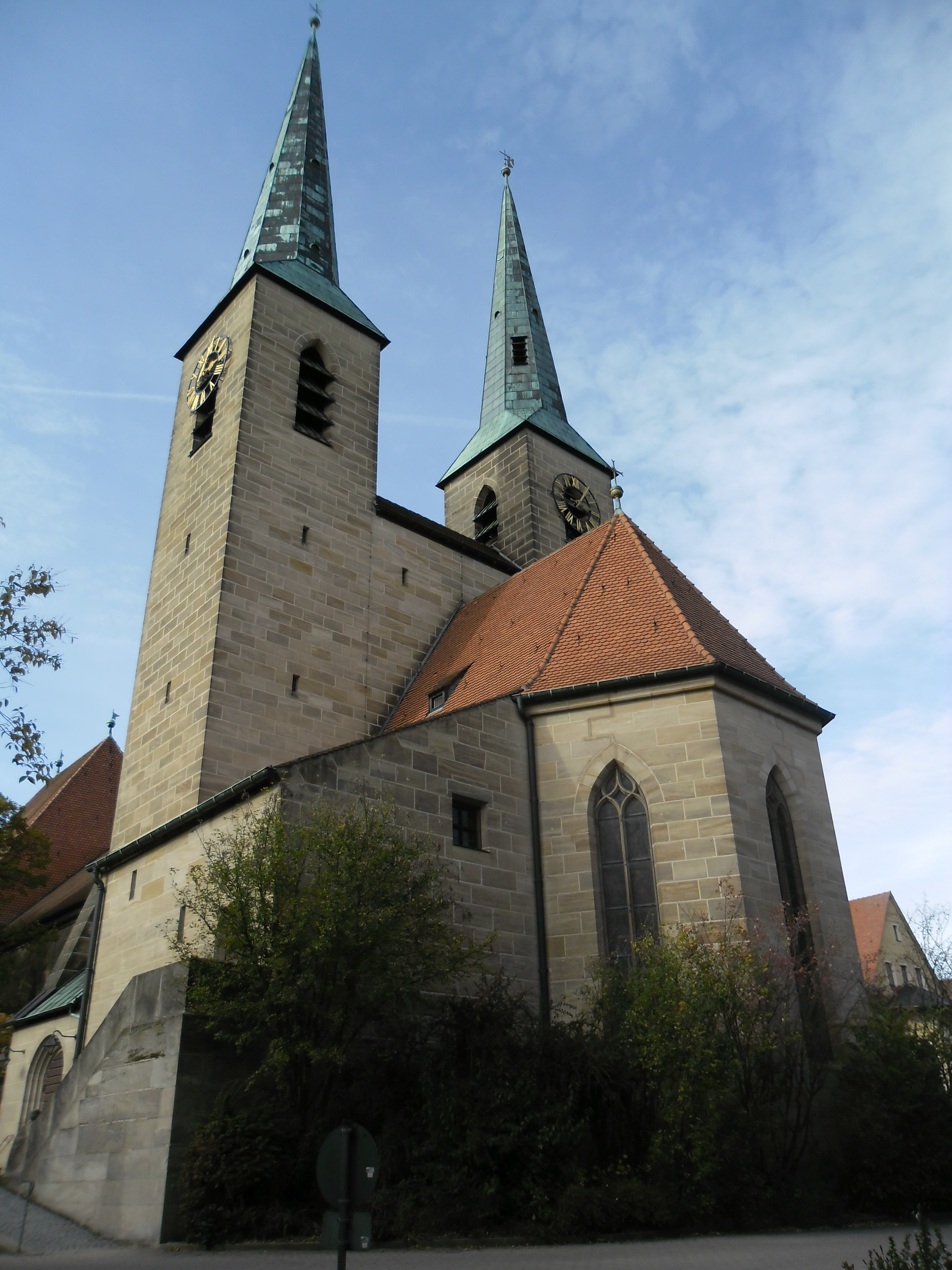
St. Laurentius Neuendettelsau
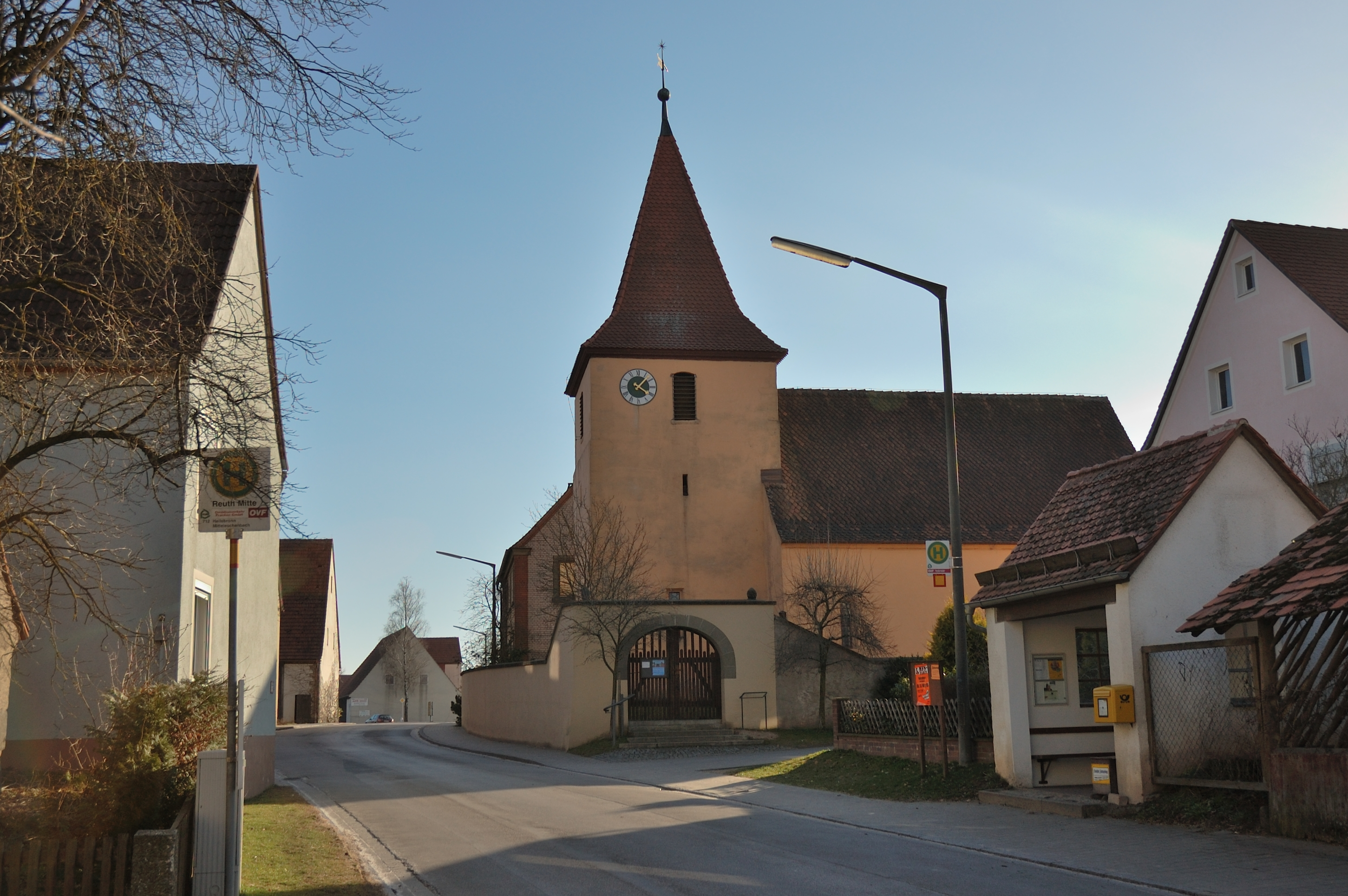
St. Kunigund Reuth
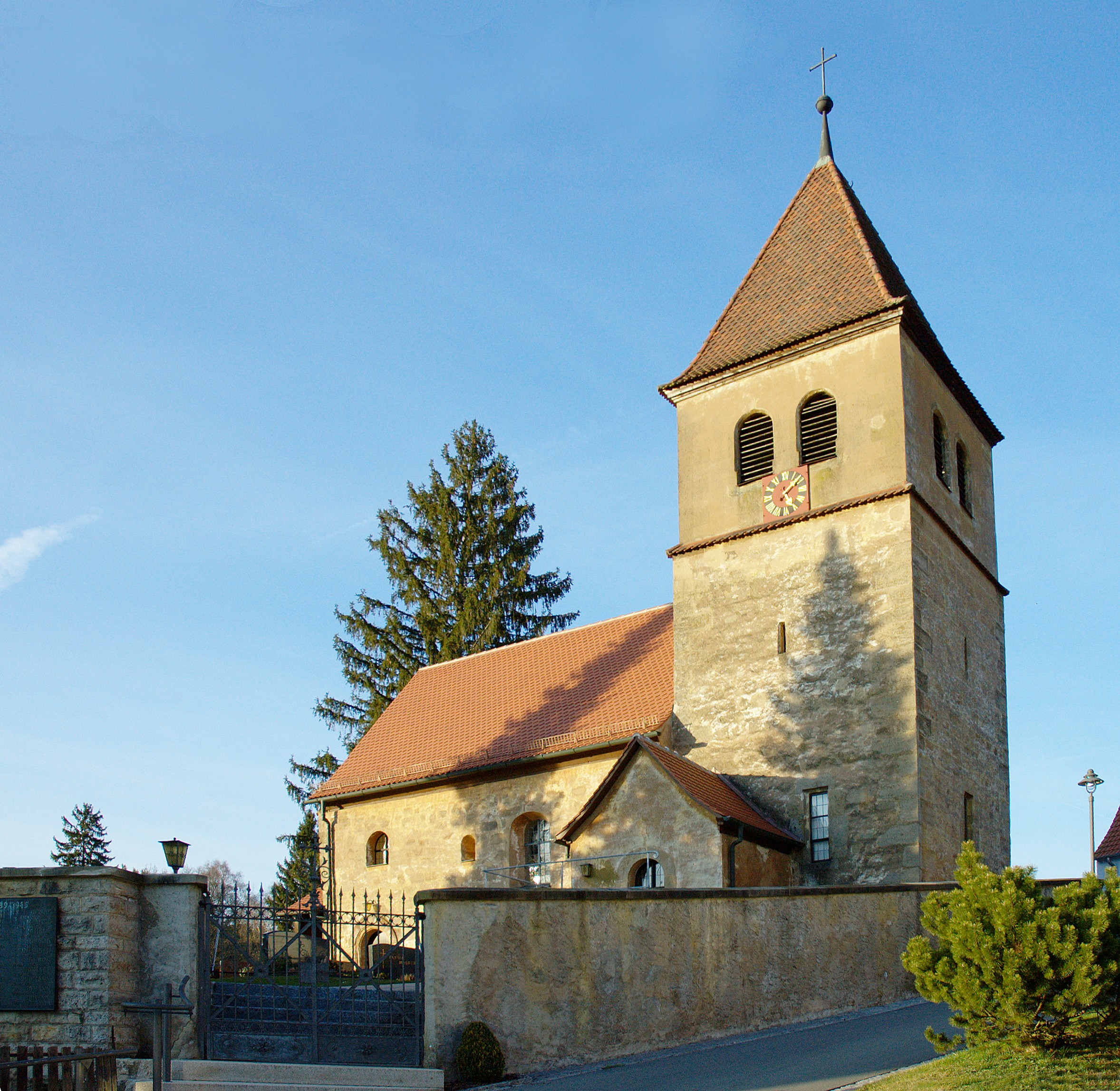
St. Laurentius Wernsbach
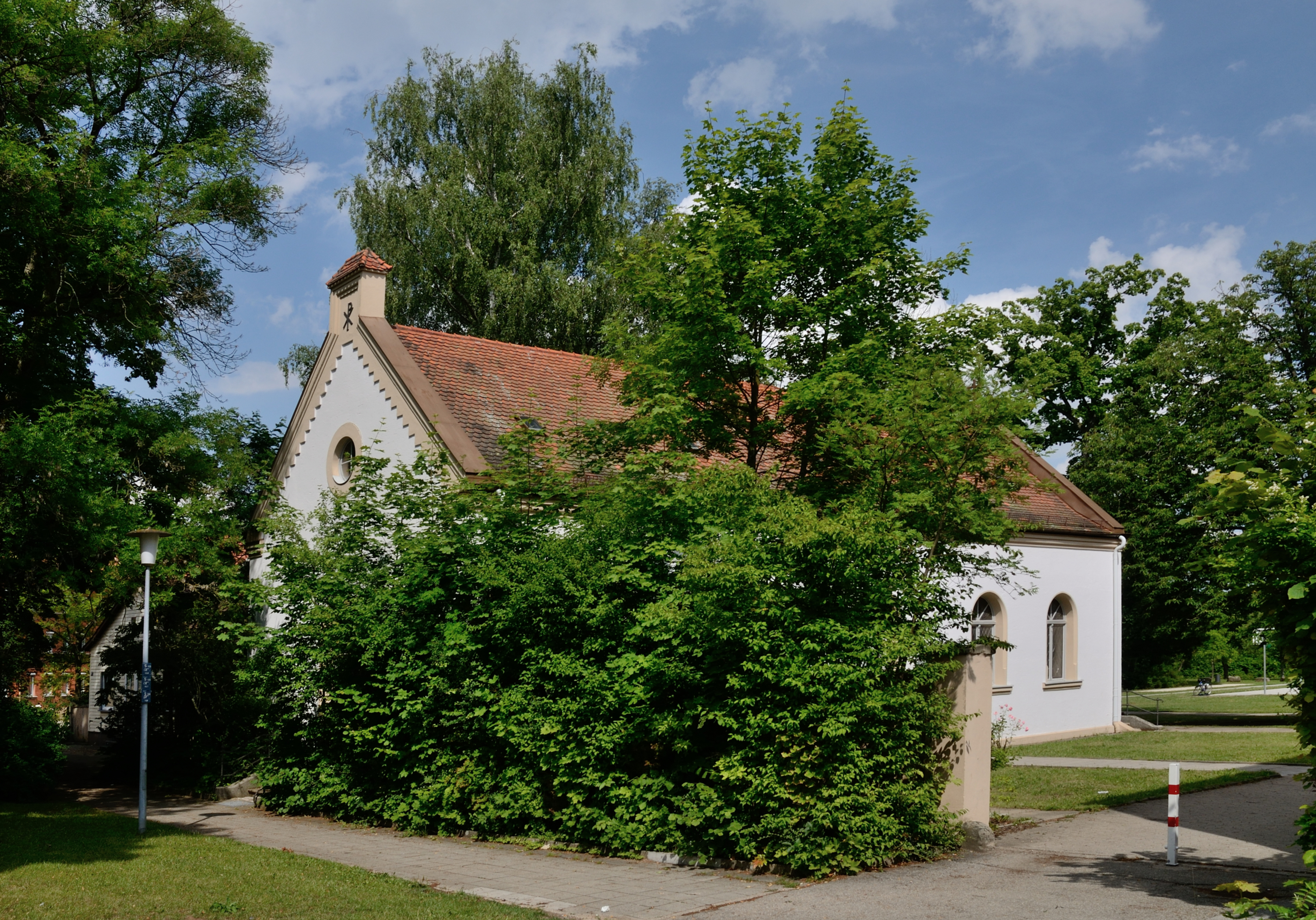
St. Christophorus Neuendettelsau
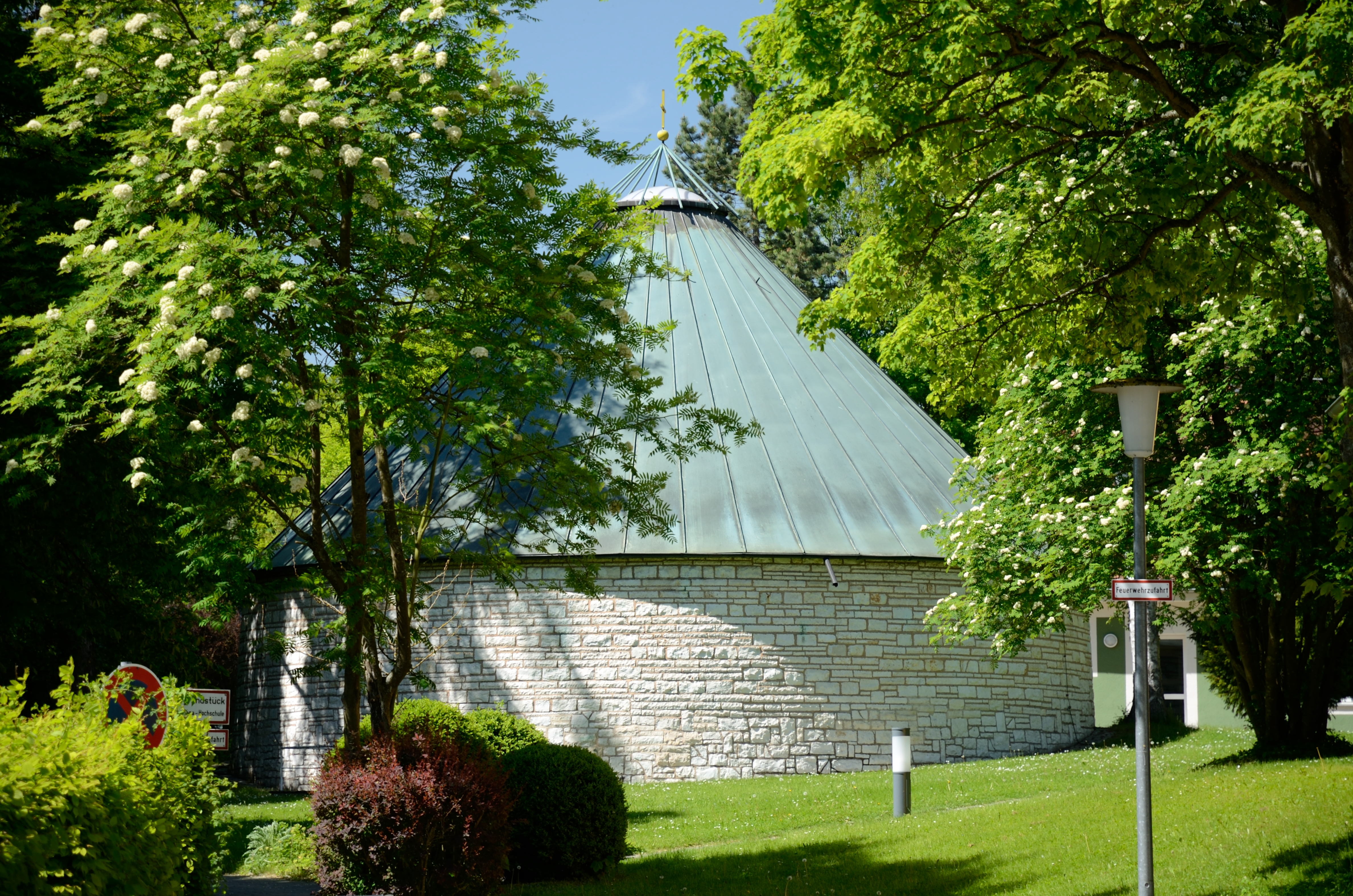
Augustana-Kapelle Neuendettelsau
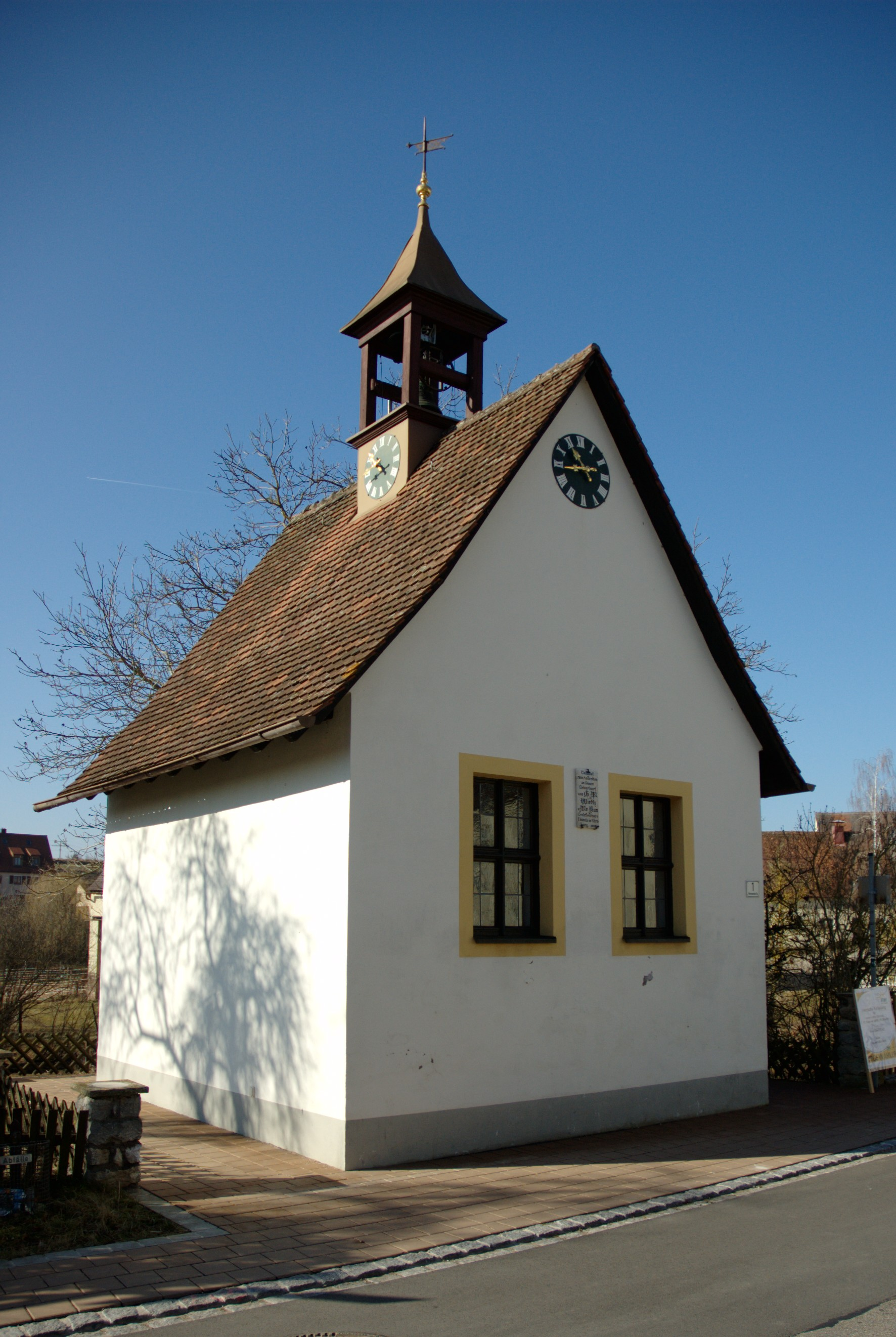
Kapelle in Aich
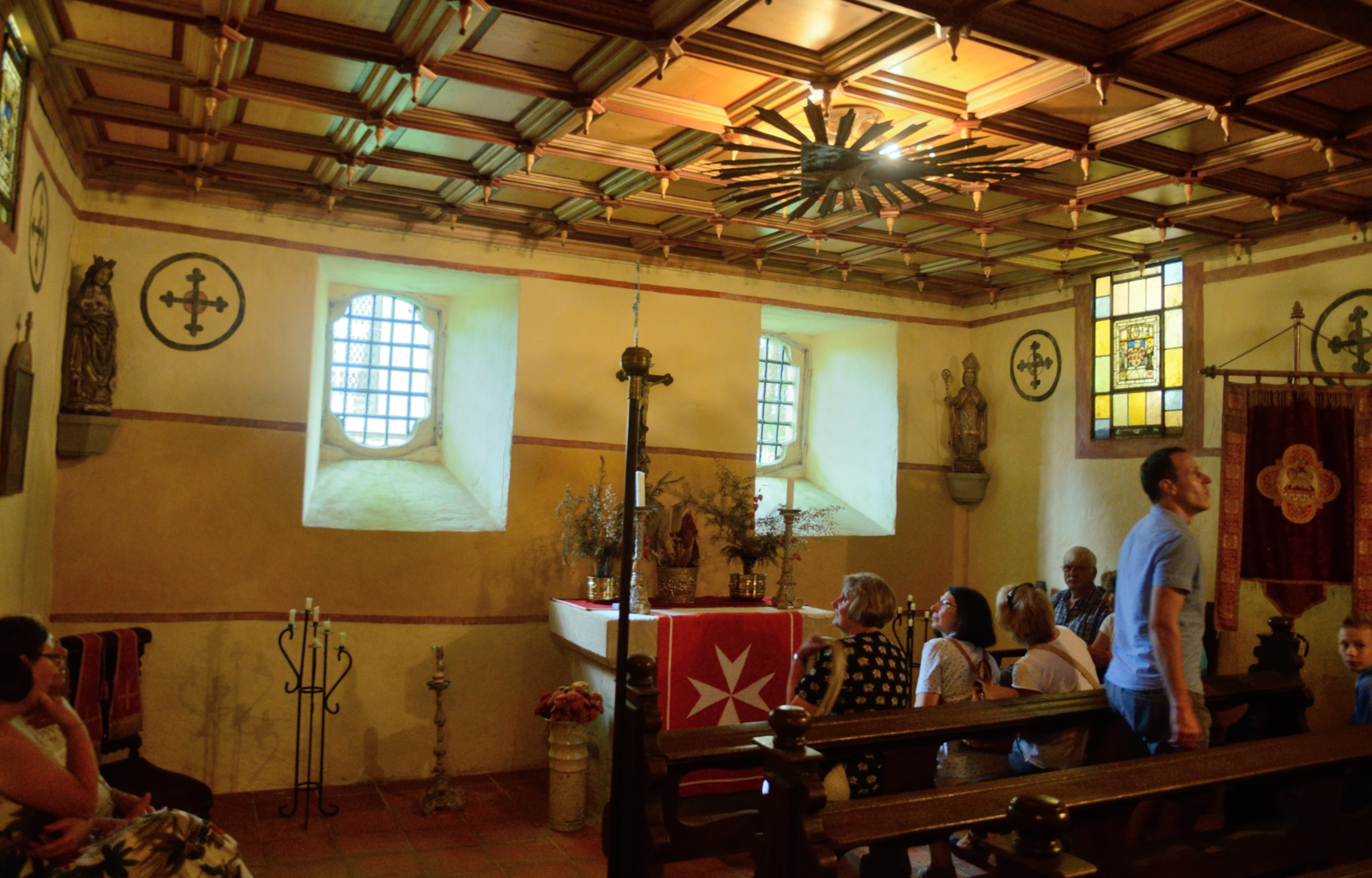
Kapelle des Neuendettelsauer Schlosses

### Wahlverhalten
Laut der Statistik kommunal: Gemeinde Neuendettelsau des Bayerischen Landesamtes für Statistik kam es in Neuendettelsau zu folgenden Ergebnissen (Die Angaben sind in %. ± bedeutet Abweichung von den jeweiligen Wahlergebnissen auf Landes-, Bundes- bzw. EU-Ebene):

| Wahl      | Datum      | Wahlbet. | ±    | CSU  | ±     | Grüne | ±    | FW   | ±    | AfD  | ±    | SPD  | ±     | FDP     | ±    | Sonstige | ±    |
| --------- | ---------- | -------- | ---- | ---- | ----- | ----- | ---- | ---- | ---- | ---- | ---- | ---- | ----- | ------- | ---- | -------- | ---- |
| Landtag   | 12.10.1986 | 74,5     | +4,4 | 51,9 | −3,1  | 08,3  | +0,8 | –    |      | –    |      | 27,2 | −0,3  | 06,9    | +3,1 | 05,6     | +0,2 |
| Landtag   | 14.10.1990 | 70,8     | +4,9 | 54,2 | −0,7  | 09,0  | +2,6 | –    |      | –    |      | 24,3 | −1,7  | 06,2    | +1,0 | 06,3     | −1,3 |
| Landtag   | 25.09.1994 | 73,1     | +5,3 | 47,3 | −5,5  | 07,8  | +1,7 | –    |      | –    |      | 34,7 | +4,7  | 03,2    | +0,4 | 07,0     | +1,2 |
| Landtag   | 13.09.1998 | 72,7     | +2,9 | 45,1 | −7,8  | 08,7  | +3,0 | 03,7 | +0,0 | –    |      | 33,7 | +5,0  | k. A. * |      | 08,8     | −0,2 |
| Landtag   | 21.09.2003 | 60,0     | +2,9 | 48,3 | −12,4 | 12,2  | +4,5 | 04,6 | +0,6 | –    |      | 21,4 | +1,8  | 06,4    | +1,8 | 07,1     | +1,9 |
| Landtag   | 28.09.2008 | 60,8     | +2,7 | 42,4 | −1,0  | 11,4  | +2,0 | 09,3 | −0,9 | –    |      | 19,3 | +0,7  | 07,0    | −1,0 | 10,5     | −1,0 |
| Landtag   | 22.09.2013 | 63,2     | −0,2 | 40,0 | −7,7  | 15,5  | +6,9 | 10,5 | +1,5 | –    |      | 19,9 | −0,7  | 02,4    | −0,9 | 11,7     | +0,9 |
| Landtag   | 14.10.2018 | 70,8     | −1,5 | 34,3 | −2,9  | 21,4  | +3,8 | 11,4 | −0,2 | 08,7 | −1,5 | 10,0 | +0,3  | 03,1    | −2,0 | 11,0     | +2,3 |
| Landtag   | 08.10.2023 | 72,3     | −1,0 | 40,0 | +3,0  | 17,1  | +2,7 | 09,8 | −6,0 | 14,5 | −0,1 | 08,7 | +0,3  | 02,2    | −0,8 | 07,5     | +0,7 |
| Bundestag | 16.10.1994 | 79,5     | +0,5 | 44,8 | +3,4  | 08,8  | +1,5 | –    |      | –    |      | 32,8 | −3,6  | 07,0    | +1,0 | 06,6     | −1,4 |
| Bundestag | 27.09.1998 | 80,0     | −2,2 | 41,1 | +6,0  | 08,8  | +2,1 | –    |      | –    |      | 38,0 | −2,9  | 05,4    | −0,8 | 06,8     | −3,3 |
| Bundestag | 22.09.2002 | 80,7     | +1,6 | 48,2 | +9,7  | 11,7  | +3,1 | –    |      | –    |      | 31,1 | −7,6  | 04,8    | −2,6 | 04,2     | −2,8 |
| Bundestag | 18.09.2005 | 78,1     | +0,4 | 41,5 | +6,3  | 11,3  | +3,2 | –    |      | –    |      | 30,6 | −3,6  | 08,7    | −1,1 | 07,9     | +4,7 |
| Bundestag | 27.09.2009 | 72,0     | +1,2 | 37,4 | +3,6  | 13,6  | +2,9 | –    |      | –    |      | 19,4 | +3,6  | 13,5    | −1,1 | 16,1     | +1,8 |
| Bundestag | 22.09.2013 | 69,5     | −2,0 | 42,8 | +1,3  | 12,4  | +4,0 | –    |      | 03,3 | −1,4 | 23,2 | −2,5  | 04,6    | +0,2 | 13,6     | −3,9 |
| Bundestag | 24.09.2017 | 75,4     | −0,8 | 37,3 | +4,4  | 11,3  | +2,4 | –    |      | 09,4 | −3,2 | 18,7 | −1,8  | 06,9    | −3,8 | 16,4     | +2,2 |
| Bundestag | 26.09.2021 | 78,2     | +1,6 | 29,1 | +5,0  | 16,3  | +1,5 | 06,1 | +3,7 | 08,2 | −2,1 | 22,4 | −3,3  | 08,0    | −3,5 | 09,9     | −1,3 |
| Bundestag | 23.02.2025 | 84,2     | +1,7 | 35,2 | +6,7  | 14,4  | +2,8 | 03,1 | +1,6 | 16,9 | −3,9 | 13,6 | −2,8  | 03,8    | −0,5 | 13,0     | −3,8 |
| EU        | 18.06.1989 | 65,9     | +3,6 | 41,9 | +4,1  | 10,8  | +2,4 | –    |      | –    |      | 26,2 | −11,1 | k. A. * |      | 21,2     | +4,7 |
| EU        | 12.06.1994 | 61,2     | +1,2 | 42,3 | +3,5  | 13,0  | +2,9 | –    |      | –    |      | 25,1 | −7,1  | k. A. * |      | 19,5     | −0,1 |
| EU        | 13.06.1999 | 47,5     | +2,3 | 54,7 | +7,0  | 09,9  | +3,5 | –    |      | –    |      | 25,0 | +5,7  | k. A. * |      | 10,4     | −3,8 |
| EU        | 13.06.2004 | 42,8     | −0,2 | 50,7 | +6,2  | 16,8  | +4,9 | –    |      | –    |      | 17,6 | −3,9  | k. A. * |      | 14,9     | −5,2 |
| EU        | 07.06.2009 | 44,4     | +1,1 | 38,3 | +0,4  | 16,0  | +3,9 | 11,2 | +9,5 | –    |      | 14,9 | −5,9  | k. A. * |      | 19,6     | −9,3 |
| EU        | 25.05.2014 | 41,3     | −7,8 | 34,0 | −1,3  | 18,9  | +8,2 | 03,5 | +2,0 | 06,8 | −0,3 | 21,1 | −6,2  | k. A. * |      | 15,8     | −2,8 |
| EU        | 26.05.2019 | 59,2     | −2,2 | 36,5 | +7,6  | 21,6  | +1,1 | 03,5 | +1,3 | 06,8 | −4,2 | 09,8 | −6,0  | k. A. * |      | 18,6     | −3,0 |
| EU        | 09.06.2024 | 64,3     | +1,9 | 38,8 | +8,8  | 13,8  | +1,9 | 06,0 | +3,3 | 10,9 | −5,0 | 10,7 | +3,2  | 02,8    | −2,4 | 17,0     | −3,4 |

Vergleich zum Landes-, Bundesdurchschnitt: Es fällt hierbei auf, dass die Wahlbeteiligung in den 1990er Jahren noch überdurchschnittlich war, in den 2000er Jahren durchschnittlich und seit den 2010er Jahren unterdurchschnittlich. Die Grünen erhielten stets überdurchschnittliche Ergebnisse, die FW meist leicht überdurchschnittliche Ergebnisse, die CSU stark schwankende Ergebnisse, die im Schnitt jedoch überdurchschnittlich sind. Die AfD hat wie die SPD unterdurchschnittliche Wahlergebnisse, wobei es bei der SPD wie bei der CSU starke Schwankungen gibt.
Vergleich zu den Kommunen des Landkreises Ansbach:
Die Wahlbeteiligung in Neuendettelsau entspricht dem Durchschnitt. Die Wahlergebnisse der CSU fallen unterdurchschnittlich aus. Die von den Grünen in Neuendettelsau erzielten Wahlergebnisse sind überdurchschnittlich. Die Wahlergebnisse der übrigen Parteien entsprechen ungefähr dem Durchschnitt.

## Politik

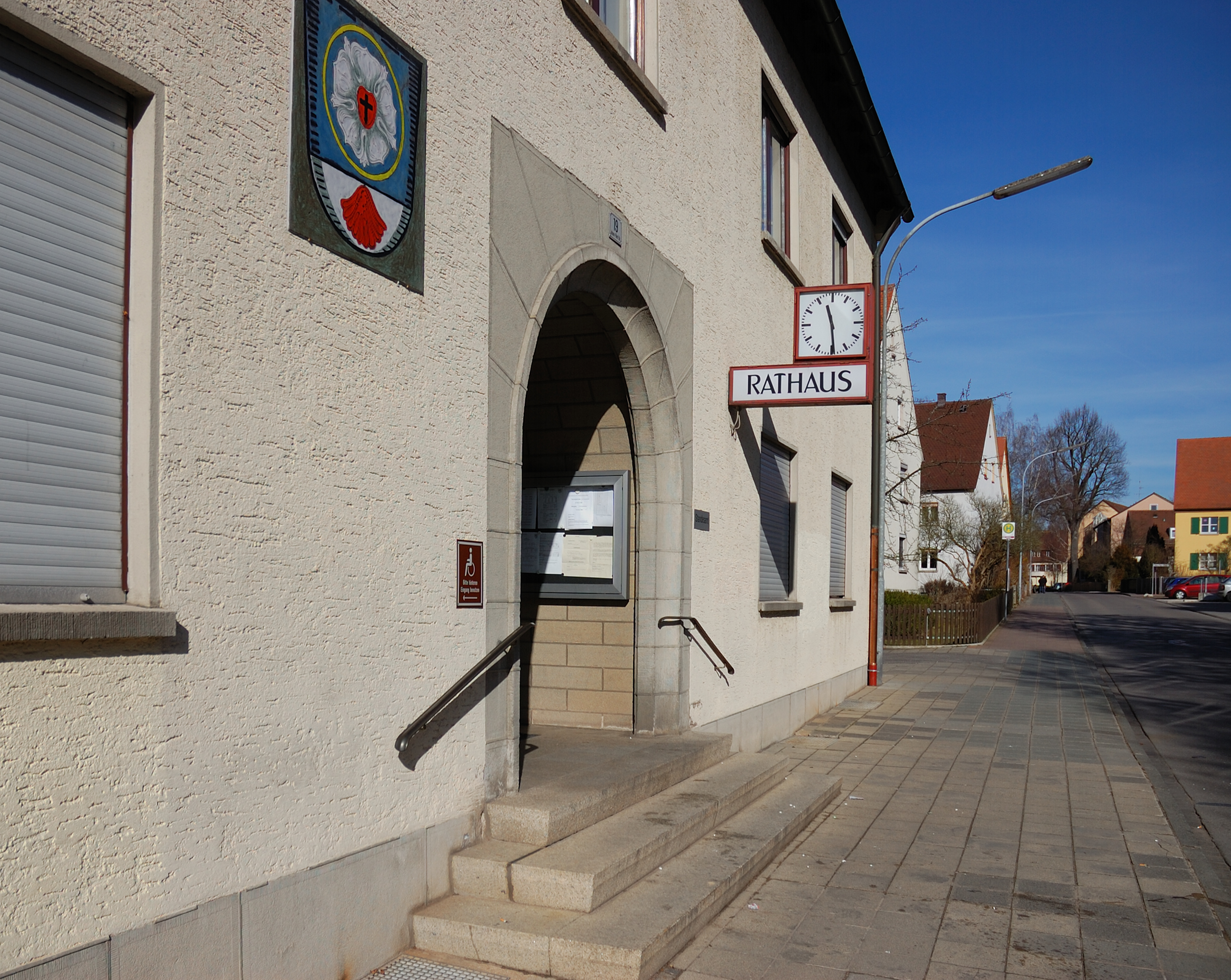
Rathaus

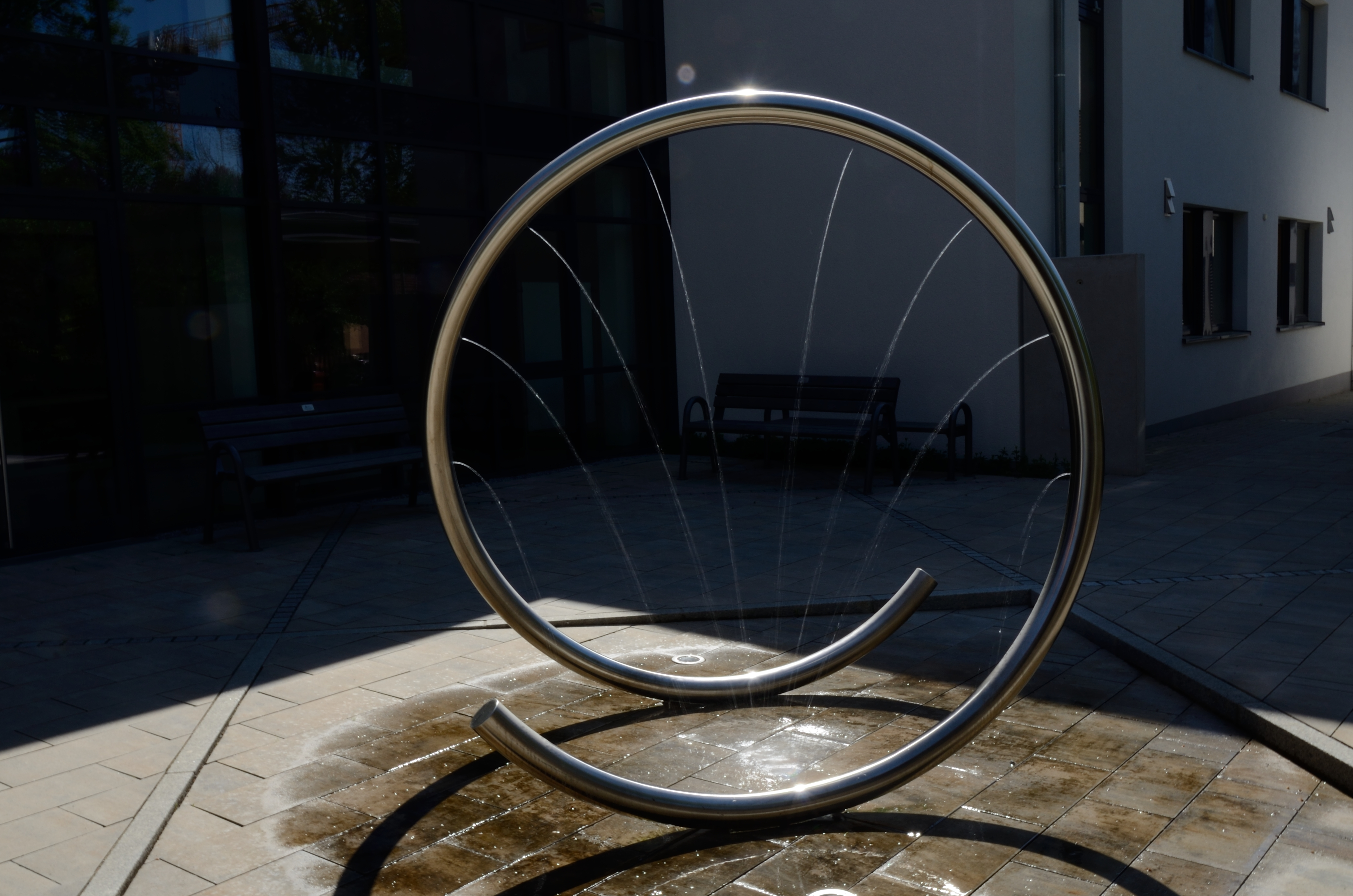
Brunnenanlage im Rathausinnenhof

### Verwaltung
Neuendettelsau gehörte von 1862 bis 1879 zum Bezirksamt Heilsbronn, seit 1880 zum Bezirksamt Ansbach (1939 in Landkreis Ansbach umbenannt). In der Finanzverwaltung war das Rentamt Heilsbronn zuständig (1919 in Finanzamt Heilsbronn umbenannt), seit 1929 ist es das Finanzamt Ansbach. Die Gerichtsbarkeit lag beim Landgericht Heilsbronn (1879 in Amtsgericht Heilsbronn umbenannt), seit 1956 beim Amtsgericht Ansbach. Die Gemeinde hatte bis zur Gebietsreform eine Fläche von 7,860 km².

### Bürgermeister
Christoph Schmoll (SPD) wurde 2020 mit 61,9 % zum Ersten Bürgermeister gewählt. Der Kandidat Andreas Steinbauer (CSU) erhielt 38,1 % der Stimmen. In der Gemeinderatssitzung des 11. Mai 2020 wurden Andreas Steinbauer zum zweiten Bürgermeister und Siegfried Horn (FW) zum dritten Bürgermeister gewählt. Vorgänger waren:
| Name                                | Beruf                                | Partei | Amtszeit   | Quelle  |
| ----------------------------------- | ------------------------------------ | ------ | ---------- | ------- |
| Johann Martin Ordner                |                                      |        | um 1846    | [ 141 ] |
| Konrad Wörrlein                     |                                      |        | um 1856    | [ 174 ] |
| Georg Brunner                       |                                      |        | um 1864    | [ 175 ] |
| Andreas Vollet (1842–1893)          | Landwirt                             |        | 1876–1893  | [ 176 ] |
| Simon Heckel                        |                                      |        | 1894–1895  |         |
| Johann Koch (1857–1925)             | Schreinermeister                     |        | 1895–1911  | [ 176 ] |
| Johann Kolb (1870–1944)             | Posthalter und Kaufmann              | CSVD   | 1912–1933  | [ 176 ] |
| Hans Loscher (1885–1940)            | Zimmermeister                        | NSDAP0 | 1933–1940  | [ 176 ] |
| Adolf Traunfelder (1899–1975)       | Lehrer                               | NSDAP  | 1940–1945  | [ 176 ] |
| Hans Högner (1888–1946) *           | Baumeister                           |        | 1945       | [ 176 ] |
| Michael Errerd (1898–1978)          | Landwirt                             | CSU    | 1945–1956  | [ 176 ] |
| Alfred Kolb (1909–1998)             | Landwirt                             | CSU    | 1956–1972  | [ 176 ] |
| Hermann Schreiber (* 1938)          | Oberregierungsrat                    | CSU    | 1972–1990  | [ 176 ] |
| Klaus Klenner                       | Regierungsdirektor                   | CSU    | 1990–1996  |         |
| Hans-Werner Landshuter (1944–2017)0 | Reg.-Amtsrat, Dipl.-Verw.-Wirt (FH)0 | SPD    | 1996–2008  |         |
| Gerhard Korn (* 1961)               | Bauingenieur, Diplom-Ing. (FH)       | CSU    | 2008–20200 |         |
| Christoph Schmoll (* 1976)          | Umweltsicherung (FH)                 | SPD    | seit 2020  | [ 177 ] |

### Gemeinderat
Der Gemeinderat hat einschließlich des Ersten Bürgermeisters 21 Mitglieder:
| Wahltag       | CSU  | SPD | FW | Grüne | FDP | o. Frak. | Listenverbindungen |
| ------------- | ---- | --- | -- | ----- | --- | -------- | ------------------ |
| 03. März 2002 | 07*  | 8   | 3  | 2     | 1   |          | SPD und Grüne      |
| 02. März 2008 | 10*  | 7   | 1  | 2     | 1   |          | CSU und FDP        |
| 16. März 2014 | 08*  | 5   | 3  | 4     | 1   |          |                    |
| 15. März 2020 | 06 * | 7   | 3  | 4     |     | 1 *      |                    |

### Haushalt und Finanzen
Im Jahr 2019 betrugen die Bruttoausgaben der Gemeinde 19.280.000 Euro. Demgegenüber standen Einnahmen in Höhe von 23.728.000 € (Gemeindesteuer: 7.598.000 €, Steuereinnahmekraft: 7.801.000 €, Steuerkraftmesszahl: 5.692.000 €, Gemeindeschlüsselzuweisungen: 2.637.000 €). Die Finanzkraft betrug 4.707.000 €. Die Gesamtverschuldung konnte von 5.183.000 € (2013) auf 230.000 € gesenkt werden, was einer Pro-Kopf-Verschuldung von 29 Euro entspricht.

### Gemeindeeinrichtungen
An Gemeindeeinrichtungen bestehen die Gemeindewerke, der Wertstoffhof, die Bücherei, die Feuerwehr, die Kläranlage und das Freizeitbad NovaMare.

### Hoheitszeichen
Neuendettelsau führt seit dem 17. März 1960 als Hoheitszeichen ein Wappen, eine Flagge und ein Dienstsiegel. Von den 1971/72 eingemeindeten Orten hatte nur Wernsbach ein eigenes Wappen. Das Neuendettelsauer Wappen blieb auch nach den Eingemeindungen unverändert.

#### Wappen
| Wappen von Neuendettelsau | Blasonierung: „Über silbernem Schildfuß, darin eine rote Muschel, in Blau die mit goldenem Ring umgebene silberne Lutherrose mit herzförmigem rotem Butzen, darin ein schwarzes Kreuz.“ |
| Wappen von Neuendettelsau | Wappenbegründung: Die Muschel im Schildfuß ist eine Pilgermuschel, dem Familienwappen der Freiherren von Eyb entnommen, die seit 1518 in Neuendettelsau ansässig sind. Die Lutherrose ist ein Symbol der Evangelisch-lutherische Kirchen, die seit Wilhelm Löhes Wirken im 19. Jahrhundert den Ortscharakter wesentlich prägen. |

#### Flagge
Die Gemeindeflagge ist weiß-rot.

### Gemeindelogo
Seit 2020 hat die Gemeinde Neuendettelsau ein Logo. Es ist eine Kombination aus Bild- und Schriftzeichen. Das Bildzeichen ist abstrakt gehalten. Es soll gleichermaßen Menschen, Bücher oder Pflanzen darstellen. Die Menschen verweisen auf die vielfältigen sozialen Einrichtungen, die es im Ort gibt, die Bücher auf die Bildungseinrichtungen und die Pflanzen auf den Umweltschutz, der in der Gemeinde eine besondere Rolle spielt.

### Gemeindepartnerschaft

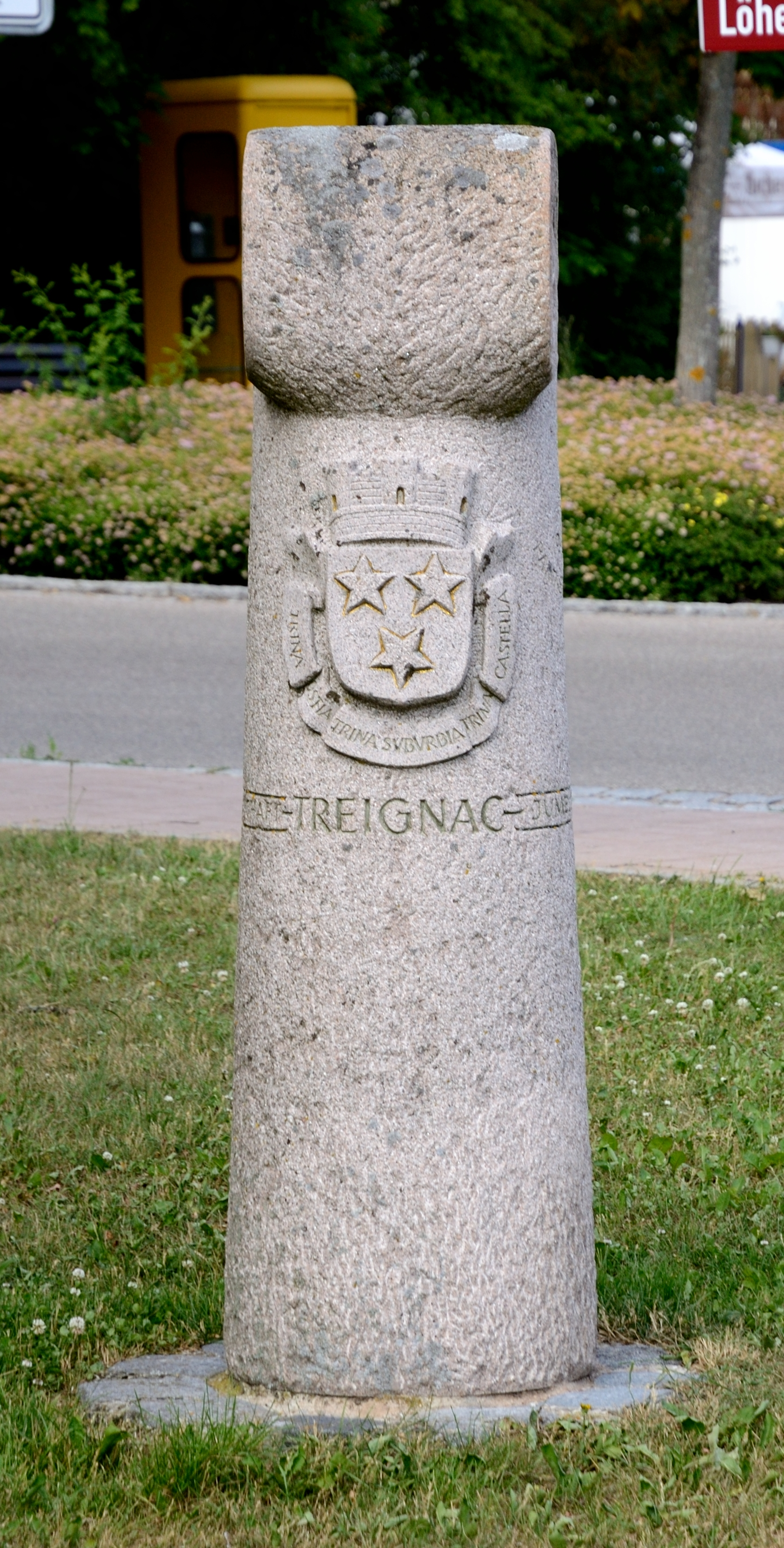
Säule zu Ehren der Gemeindepartnerschaft Neuendettelsau-Treignac

Seit 1995 besteht eine Gemeindepartnerschaft mit Treignac, einer kleinen Landgemeinde mit ca. 1400 Einwohnern im Département Corrèze in der Region Nouvelle-Aquitaine.

### Raumordnung
Die Gemeinde Neuendettelsau weist mit 235 Einwohnern pro km² die dritthöchste Bevölkerungsdichte im Landkreis Ansbach auf. Seit 2016 bilden die ehemaligen Unterzentren Neuendettelsau, Heilsbronn und Windsbach gemeinsam ein Mittelzentrum. Die Gemeinde Neuendettelsau gehört zur Metropolregion Nürnberg und Planungsregion Westmittelfranken.
Von 2004 bis 2016 gehörte Neuendettelsau zur Kommunalen Allianz (Komm,A). Weitere Mitglieder waren Bruckberg, Dietenhofen, Heilsbronn, Petersaurach und Windsbach. 2016 entstand die Allianz Kernfranken durch den Zusammenschluss von Komm,A und LiSa (Lichtenau, Sachsen bei Ansbach). Kernfranken ist ein Integriertes ländliches Entwicklungskonzept. Kernfranken bildet mit den benachbarten Allianzen NorA und Aurach-Zenn die Lokale Aktionsgruppe Rangau. Bis zum zweiten Quartal 2022 soll die Aufnahme ins LEADER-Programm abgeschlossen sein.
Seit 2019 ist Neuendettelsau eine Fair-Trade-Gemeinde.

### Bürgerbeteiligung
In Neuendettelsau gibt es einen Jugendrat bestehend aus fünf Mitgliedern, der alle zwei Jahre neu gewählt wird, und einen Seniorenbeirat bestehend aus zehn Mitgliedern, die von den mit Seniorenarbeit befassten örtlichen Vereinen, Wohlfahrtsverbänden, Kirchen, Seniorengruppen und Altenpflegeeinrichtungen vorgeschlagen werden. Beide können Vorschläge und Anträge an die Mandatsträger des Gemeinderats richten.

## Kultur

### Baudenkmäler
Gemäß der Bayerischen Denkmalliste gibt es im Gemeindegebiet 22 Baudenkmäler, davon 13 im Gemeindeteil Neuendettelsau. Die ältesten sind das ehemalige Wasserschloss Neuendettelsau, das im Kern spätmittelalterlich ist, und die Filialkirchen St. Laurentius in Wernsbach (13.–15. Jahrhundert) und St. Kunigund in Reuth (1453). Von dem ursprünglichen Ortsbild des Kernortes und seiner Gemeindeteile ist – mit Ausnahme des Bäckerhauses – nichts mehr erhalten geblieben.

### Bodendenkmäler
Auf dem Gemeindegebiet gibt es an 45 Standorten 55 Bodendenkmäler, darunter 13 Freilandstationen, 33 Siedlungen und drei Grabhügel. 21 dieser Denkmäler sind vorgeschichtlicher Zeitstellung, 26 steinzeitlich (darunter 13 Mesolithikum, acht Neolithikum), eines aus der Urnenfelder- und Latènezeit, eines aus der Eisenzeit und sechs aus dem Mittelalter bzw. aus der Frühneuzeit.

### Museen

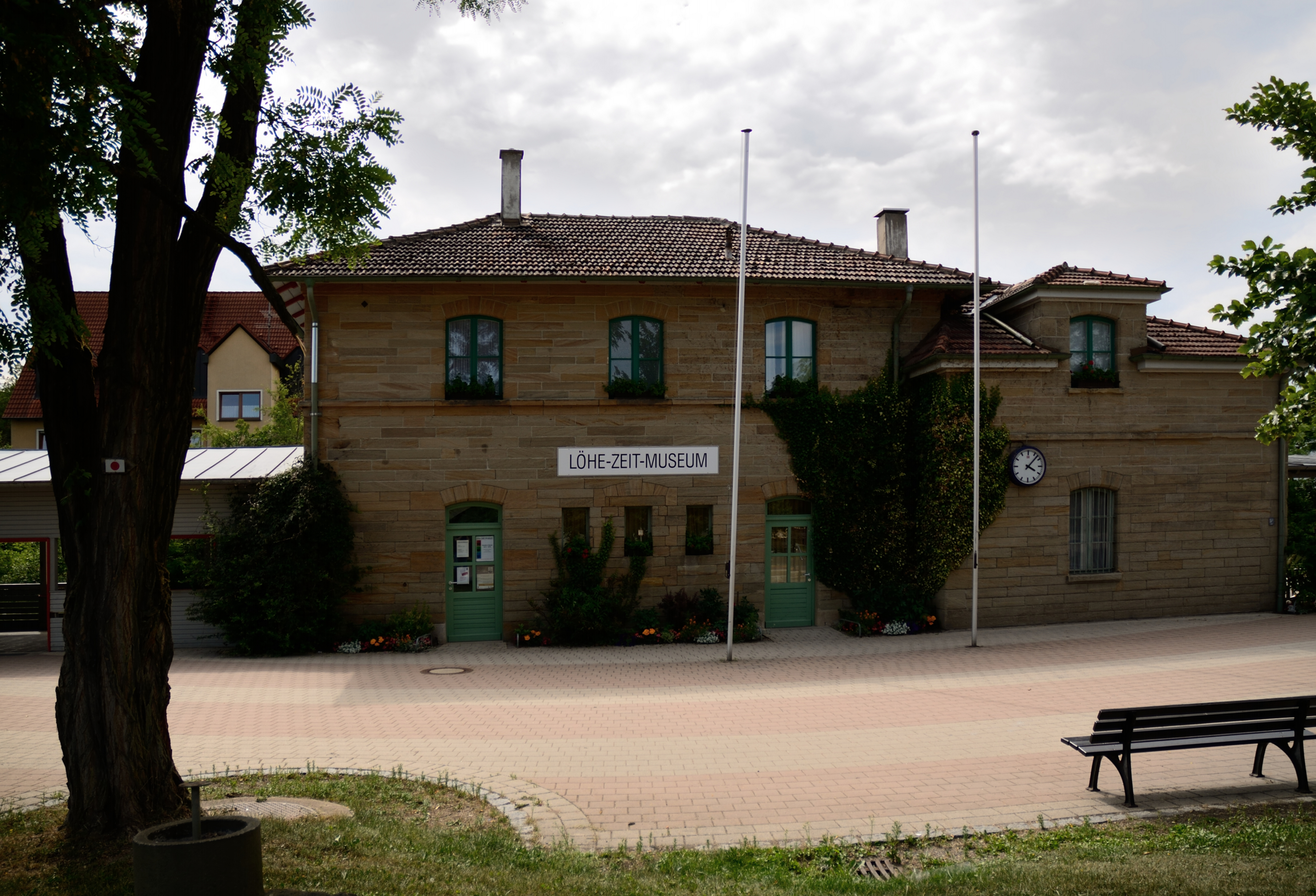
Löhe-Zeit-Museum

- Das EMMA-Museum in Watzendorf informiert zur Geschichte des Ortes und bietet eine Ausstellung von landwirtschaftlichen Gerätschaften aus der Zeit vor der Elektrifizierung.
- Das Löhe-Zeit-Museum in Neuendettelsau (Standort), das 1998 ins Leben gerufen wurde, ist ein sozialgeschichtliches Museum, das das Leben der dort ansässigen Bevölkerung der zweiten Hälfte des 19. Jahrhunderts zeigt. Als einziges Museum Bayerns thematisiert das Museum die fränkische Auswanderung nach Amerika. Außerdem gab es bislang 47 Sonderausstellungen, die sich mit Gegenständen und Ereignissen aus der Lokalgeschichte befassten.[194]
- einBlick (Standort) ist eine Dauerausstellung der Mission EineWelt, die anhand von Fotos, Kunst- und Alltagsgegenständen und Filmclips das Leben der Menschen der Partnerkirchen in Asien, Südamerika und Afrika vorstellt.[195]

### Vereine

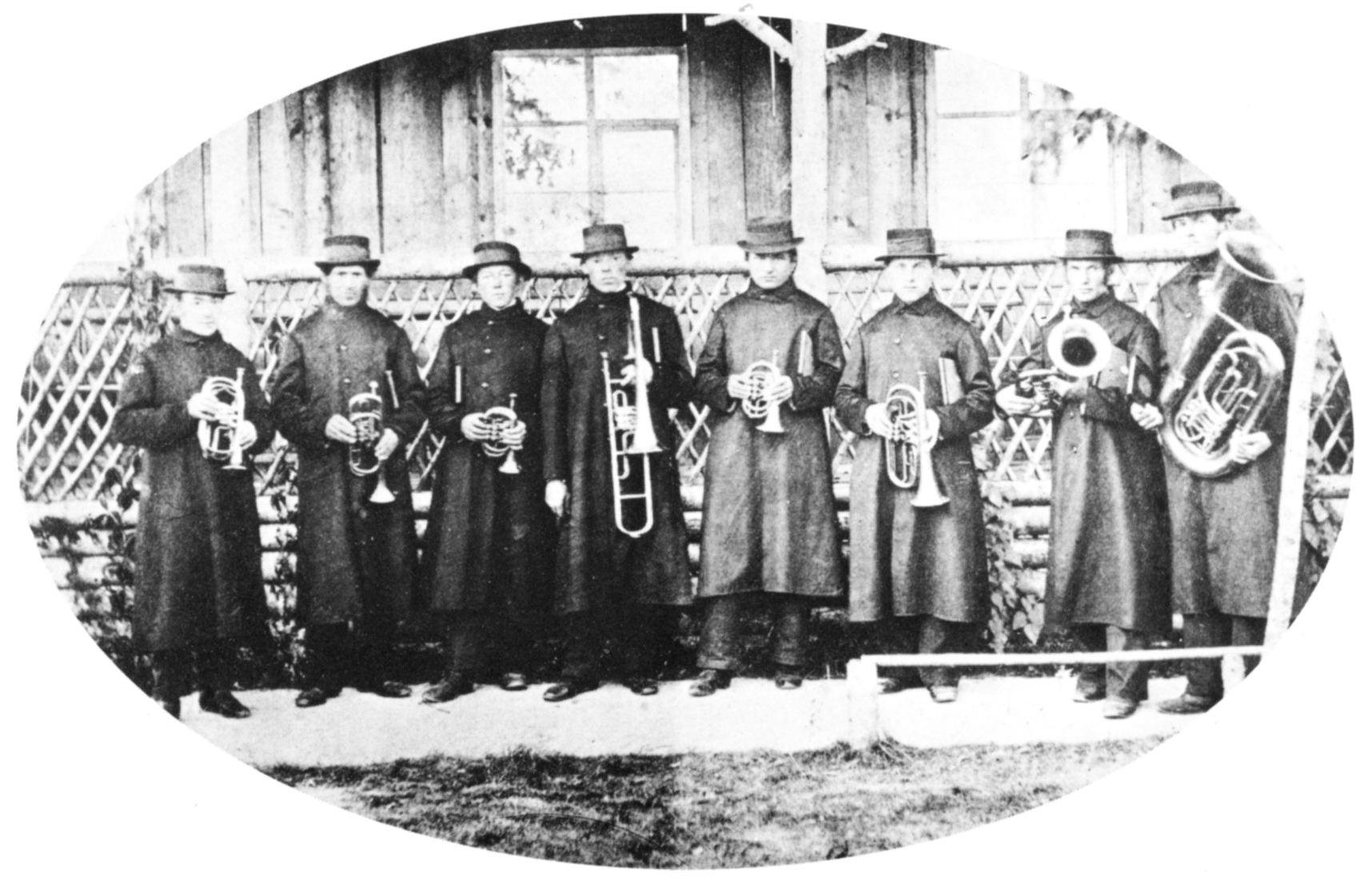
Gründungsmitglieder des Neuendettelsauer Posaunenchors

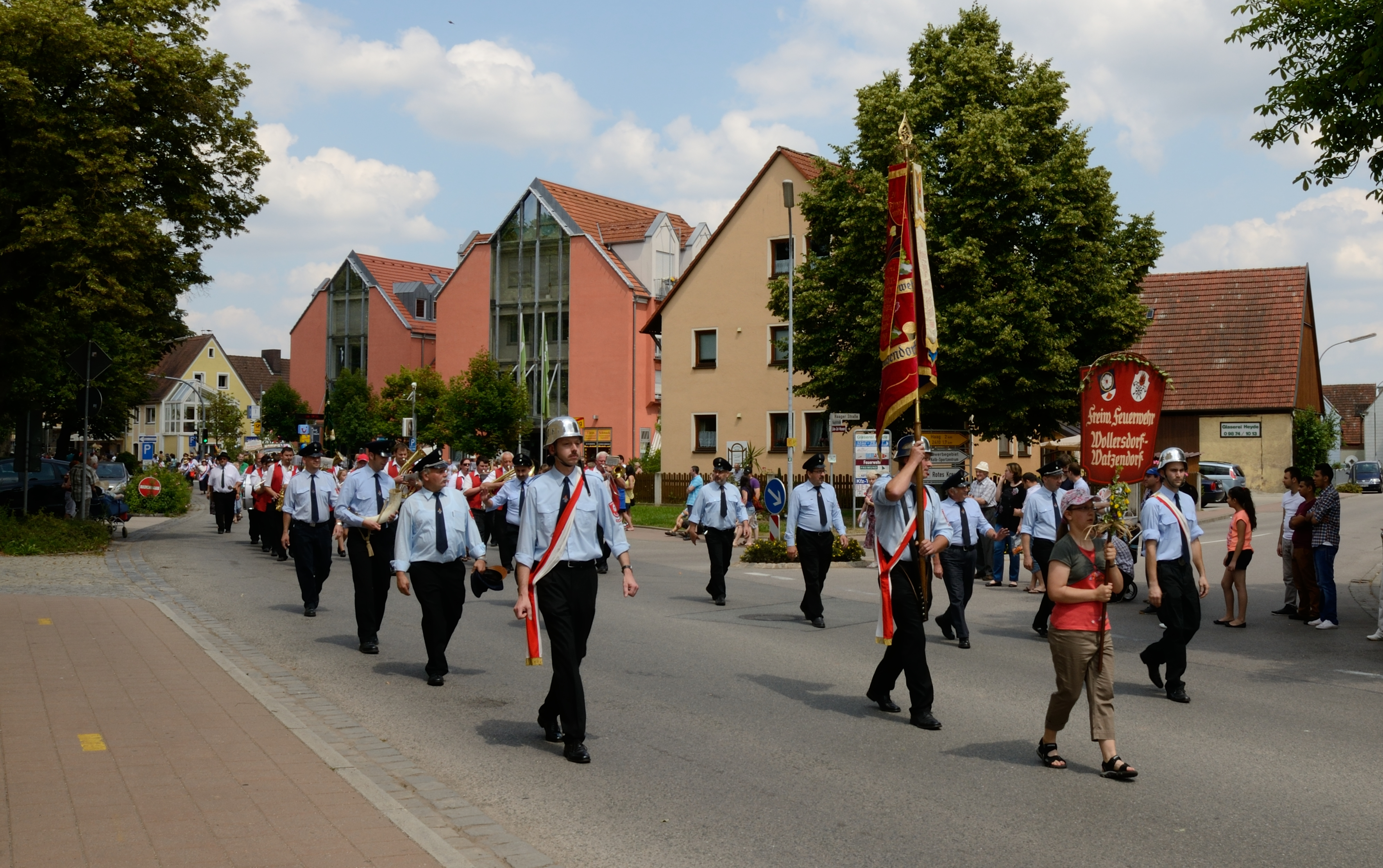
Freiwillige Feuerwehr Wollersdorf-Watzendorf auf dem Festumzug der Neuendettelsauer Kirchweih 2013

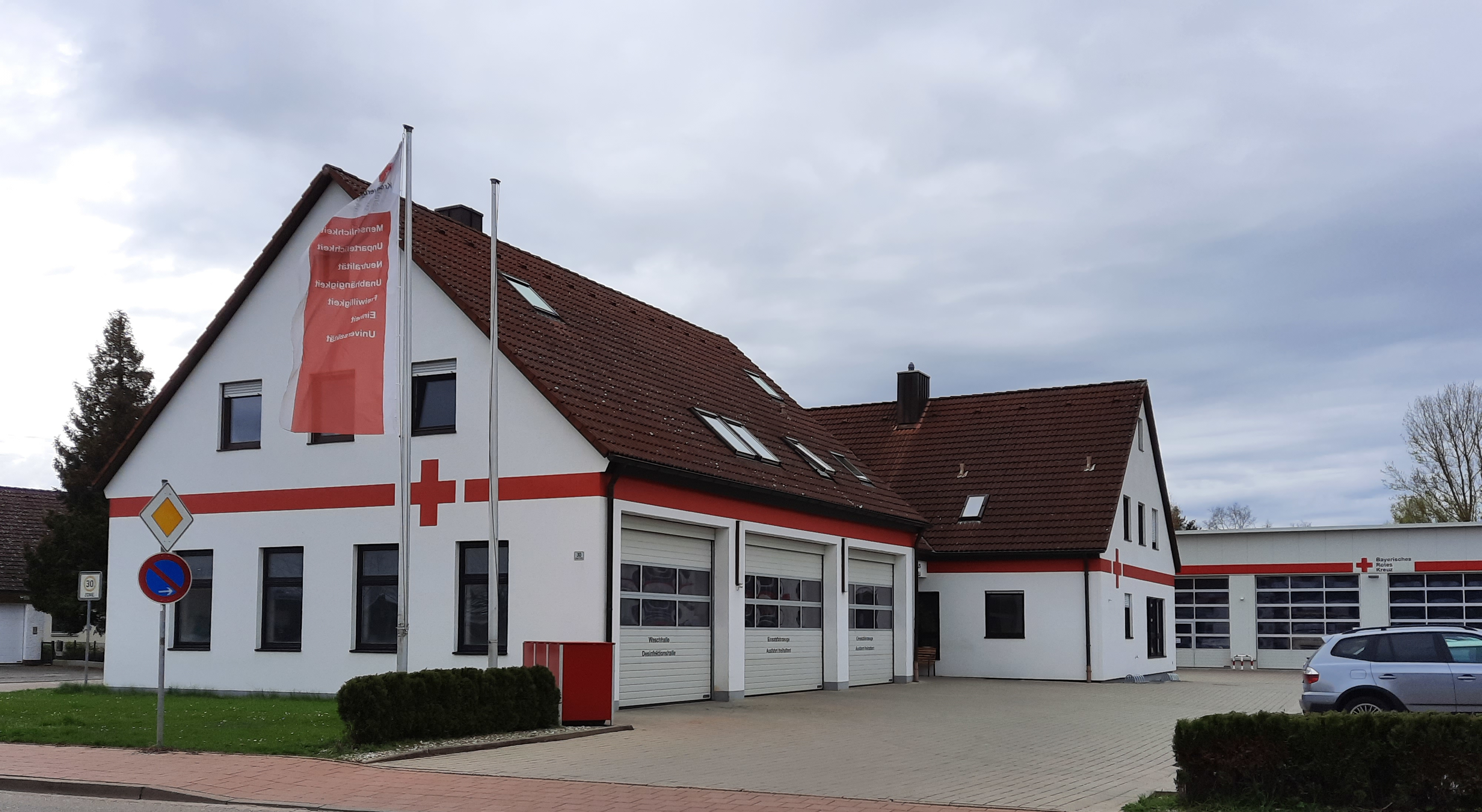
Rettungswache des BRK Neuendettelsau

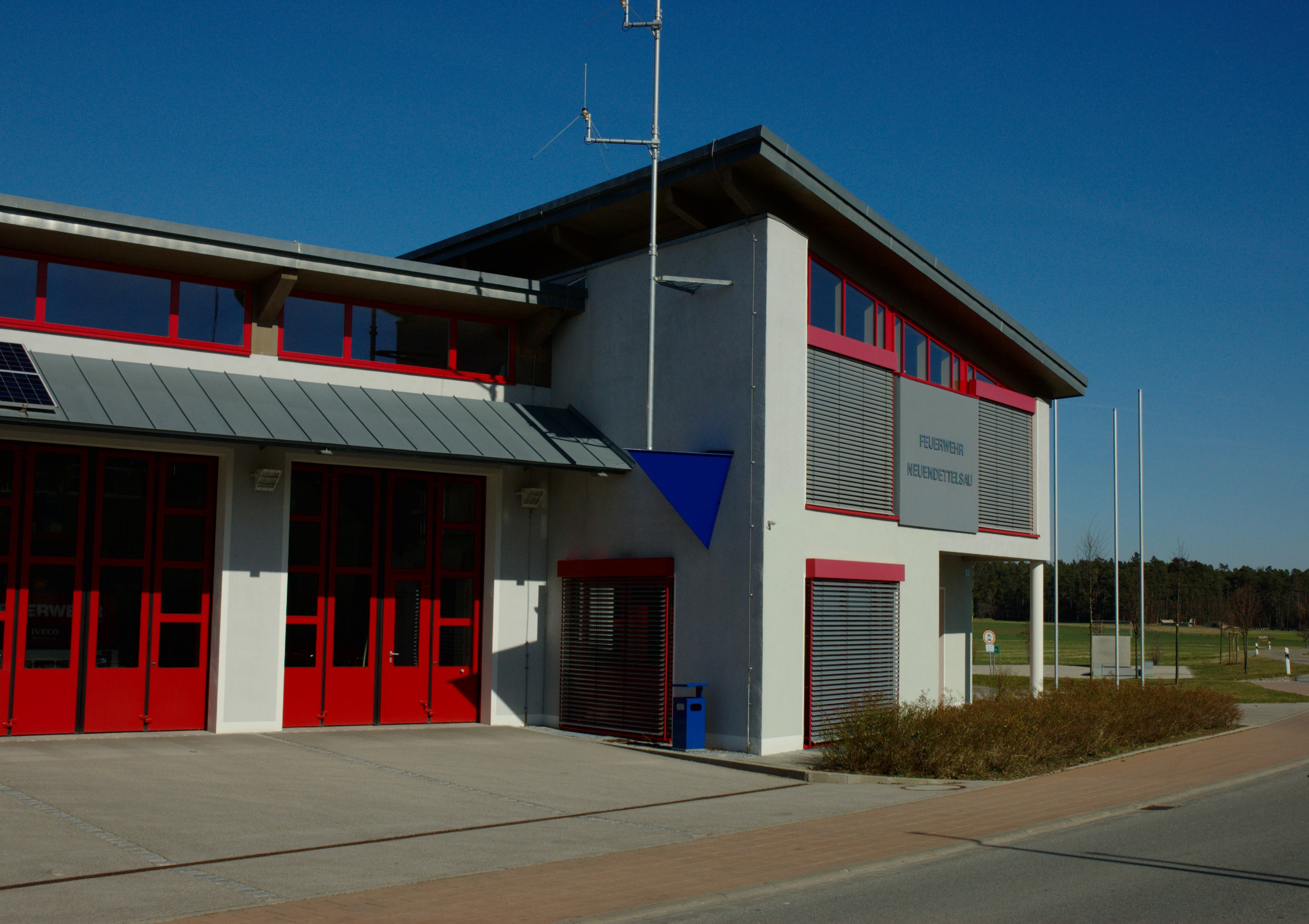
Feuerwehr Neuendettelsau

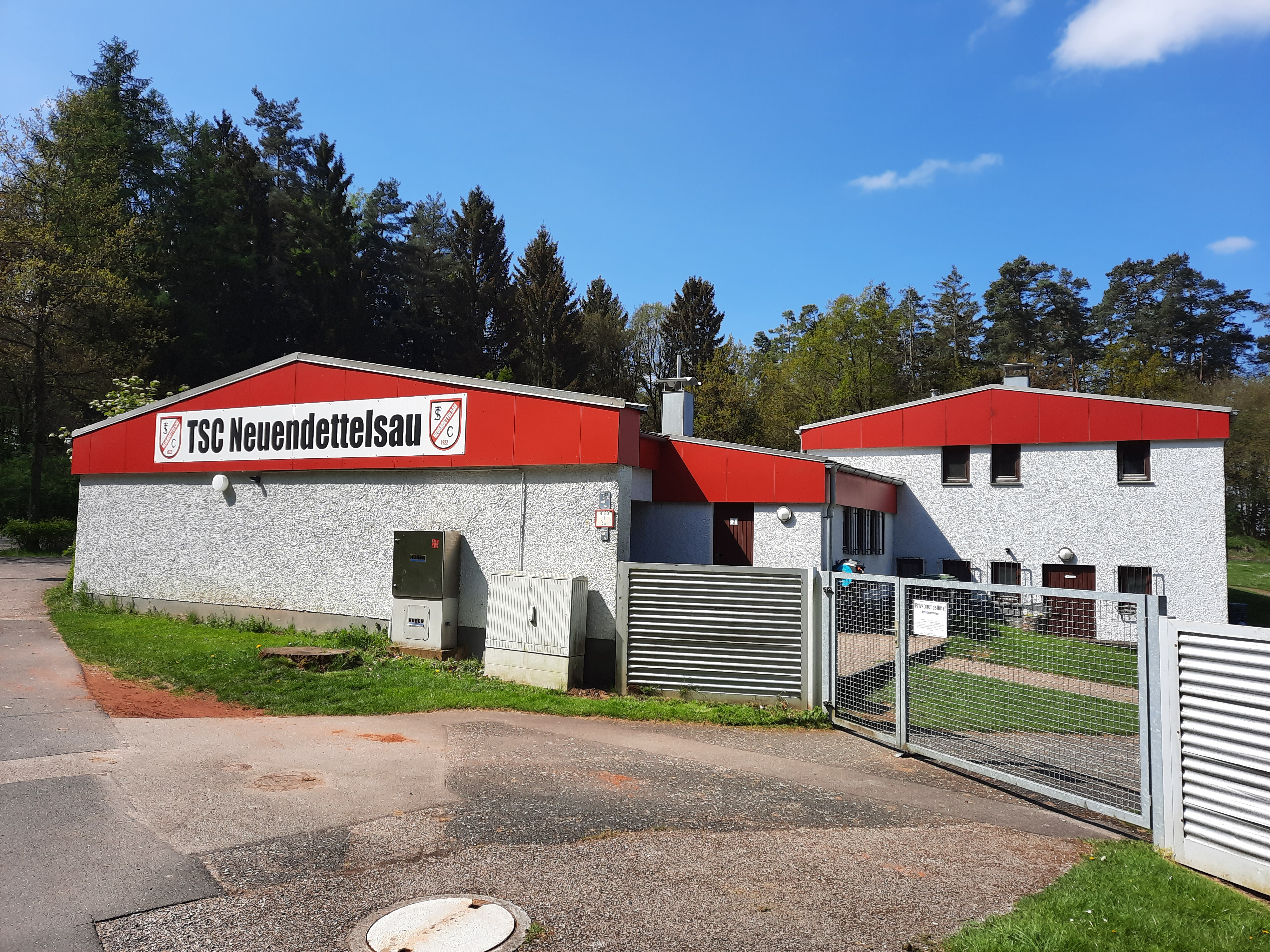
TSC Neuendettelsau, Vereinsheim

In Neuendettelsau mit seinen Gemeindeteilen gibt es insgesamt 54 Vereine und Verbände.
- Der Posaunenchor Neuendettelsau wurde 1865 gegründet und ist damit der älteste Posaunenchor Bayerns. Die Bläser setzten sich aus der Kirchengemeinde, der Missionsanstalt und der Neuendettelsauer Brüderschaft zusammen.[197]
- Der Männergesangsverein Neuendettelsau wurde 1882 gegründet und ist mittlerweile zum gemischten Chor geworden. 2014 wurde der Chor mit dem Prädikat Leistungschor ausgezeichnet.[198]
- Die Freiwillige Feuerwehr Neuendettelsau wurde am 8. September 1895 gegründet. Sie hatte damals 35 Mitglieder. An Geräten standen eine Saug- und Druckpumpe, Hängeleiter, Schläuche und Schlauchhaspeln zur Verfügung. Sie waren ursprünglich im Feuerwehrhaus an der Ecke Heilsbronner-/Haagerstraße untergebracht, ab 1954 Reuther Straße 8,[199] seit 2002 in der Haager Straße 29. Die Stützpunktwehr hat 70 aktive Mitglieder und ist Einsatzzentrale für den östlichen Landkreis Ansbach. Sie verfügt über sieben Fahrzeuge (Kommandowagen, Mehrzweckfahrzeug, Löschgruppenfahrzeug 20, Löschgruppenfahrzeug 16/12, Tanklöschfahrzeug 16/25, Drehleiter DL(A)K 23/12, Rüstwagen RW 2) sowie zwei Anhänger (Verkehrssicherungsanhänger, Mehrzweckanhänger). Außerdem gibt es die Jugendfeuerwehr und eine Blaskapelle.[200]
- Aich/Mausendorf, Bechhofen, Haag/Reuth, Wollersdorf/Watzendorf haben eigene Freiwillige Feuerwehren.
- Der TSC Neuendettelsau wurde 1922 gegründet. Er hat derzeit zehn Abteilungen (Badminton, Fußball, Unified, Herzsport, Karate, Leichtathletik, Tennis, Tischtennis, Turnen, Lenkball) mit insgesamt über 1500 Mitgliedern (Stand 2005). Die Turnabteilung hat durch ihre acht gewonnenen deutschen Meisterschaften (2002–2009) überregionale Bekanntheit erlangt. Das Dojo Gomekan (Karateabteilung, Stilrichtung Shotokan) war bislang dreimal Austräger des sogenannten Bayerischen Breitensportweekends (2001, 2003, 2005), bei dem Lehrgänge mit international bedeutsamen Sensei stattfanden.[201]
- Der Schießsportverein SV Edelweiß 1922 Neuendettelsau bietet Luftgewehr-, Böller- und Bogenschießen an.[202]
- Der Amadeus-Chor wurde 1970 von Karl-Friedrich Beringer gegründet. Heute besteht der gemischte Chor aus 35 Mitgliedern. Der Schwerpunkt der Chorarbeit liegt auf zeitgenössischer und Chormusik der Romantik. Der Amadeus-Chor tourt deutschlandweit. Von seinen Auftritten gibt es einige CD-Aufnahmen. Der Chor ist Mitglied des Verbandes Deutscher Konzertchöre.[203]
- Die Amateur-Funksportgruppe Neuendettelsau wurde 1972 gegründet. Sie nutzt die Räumlichkeiten eines Gebäudes, das zur NS-Zeit zur Munitionsfabrik Neuendettelsau gehörte.[204]
- Das BRK Neuendettelsau wurde 1973 gegründet. Es gehört zum Kreisverband Ansbach des Bayerischen Roten Kreuzes und hat im Ort eine Rettungswache mit mehreren Rettungs-, Notarzt- und Krankentransportwägen.
- Das Pazifik-Netzwerk wurde 1988 gegründet und hat derzeit deutschlandweit 200 Mitglieder. Es ist gemeinsam mit Mission EineWelt, dem Evangelischen Missionswerk, dem Zentrum für Mission und Ökumene – Nordkirche weltweit, dem Leipziger Missionswerk und Missio München Träger der Pazifik-Informationsstelle, die zu den pazifischen Ländern Veranstaltungen, Ausstellungen plant und Publikationen herausgibt.[205]
- Der Diakonieverein Neuendettelsau wurde 1991 gegründet. Der Verein hat etwa 300 Mitglieder. Gefördert werden ambulante Dienste, aber auch Hausaufgabenhilfe und Sprachkurse für ausländische Mitbürger.[206]
- Der Heimat- und Geschichtsverein Neuendettelsau und Umgebung wurde ebenfalls 1991 gegründet. Der Verein gibt in unregelmäßigen Abständen die Neuendettelsauer Hefte heraus und hat das Löhe-Zeit-Museum ins Leben gerufen.[207]

### Medien
An Medien stehen das Amts- und Mitteilungsblatt der Gemeinde Neuendettelsau und die Habewind News – Unsere Fränkische Heimat zur Verfügung. Beide Blätter werden 14-täglich kostenlos an alle Haushalte verteilt. Das Gemeindeblatt informiert über die Vorhaben der Gemeinde, aktuelle Ereignisse und Veranstaltungen der Gemeinde. Die Habewind News informieren auch über aktuelle Ereignisse und Veranstaltungen von Neuendettelsau und den Nachbargemeinden.

### Freizeit- und Sportanlagen

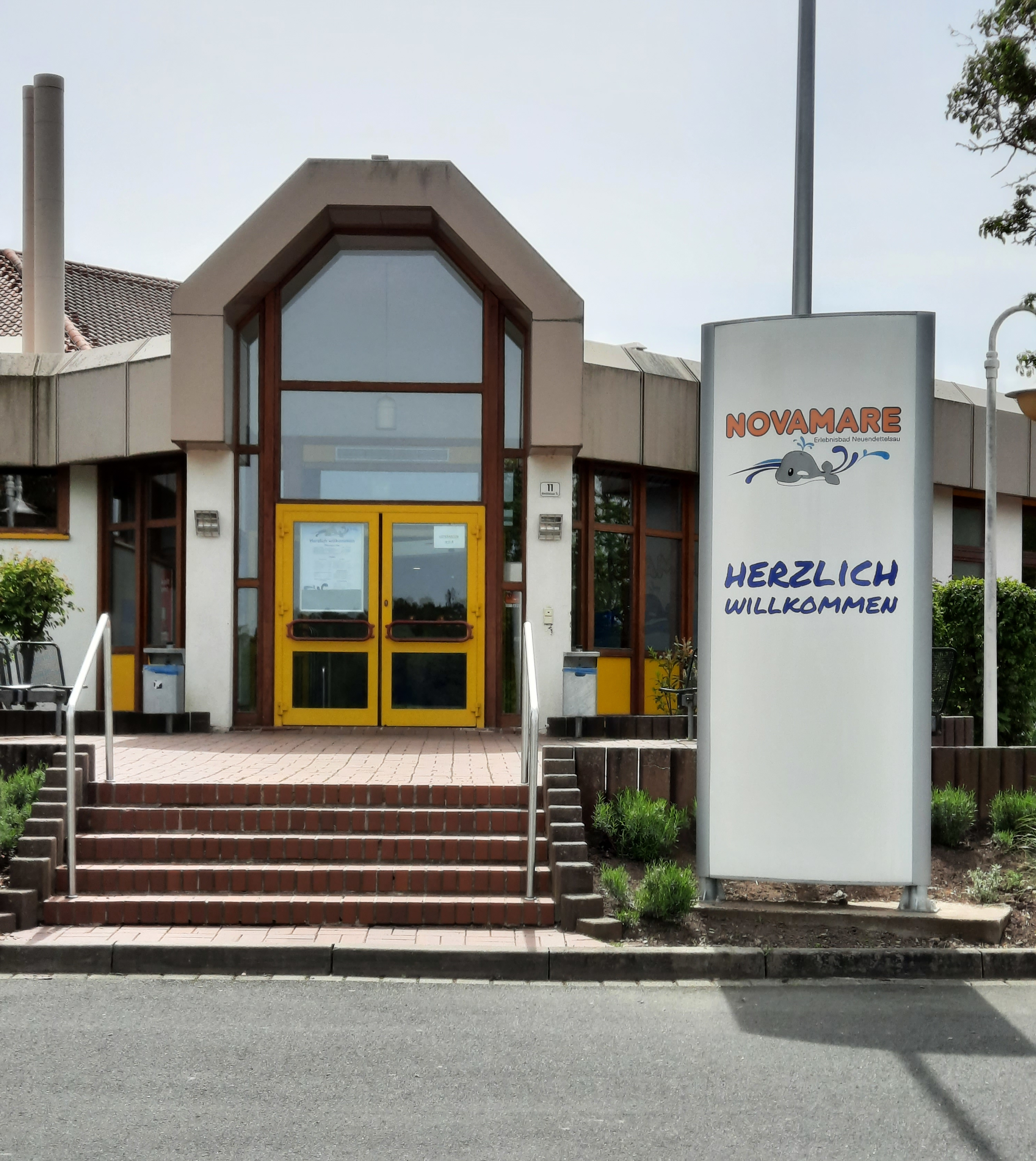
Das Freizeitbad NOVAMARE

- Alfred-Kolb-Sportzentrum (Standort) mit Außenanlage für Fußball und Leichtathletik und Mehrzweckturnhalle. Benannt wurde es nach dem Neuendettelsauer Bürgermeister Alfred Kolb.
- Zwei Fußballplätze und ein Tennispark (Standort). Das erste Fußballfeld wurde bereits 1924 durch ehrenamtliche Arbeit errichtet.[94]
- Das Jugendzentrum Neuendettelsau (Standort) bietet Kindern und Jugendlichen ein vielfältiges Freizeitangebot.
- Freizeitbad Novamare (Standort)[208]

### Sport
2021 bewarb sich die Gemeinde als Host Town für die Gestaltung eines viertägigen Programms für eine internationale Delegation der Special Olympics World Summer Games 2023 in Berlin. 2022 wurde sie als Gastgeberin für Special Olympics Sint Maarten ausgewählt. Damit wurde sie Teil des größten kommunalen Inklusionsprojekts in der Geschichte der Bundesrepublik mit mehr als 200 Host Towns.

### Regelmäßige Veranstaltungen

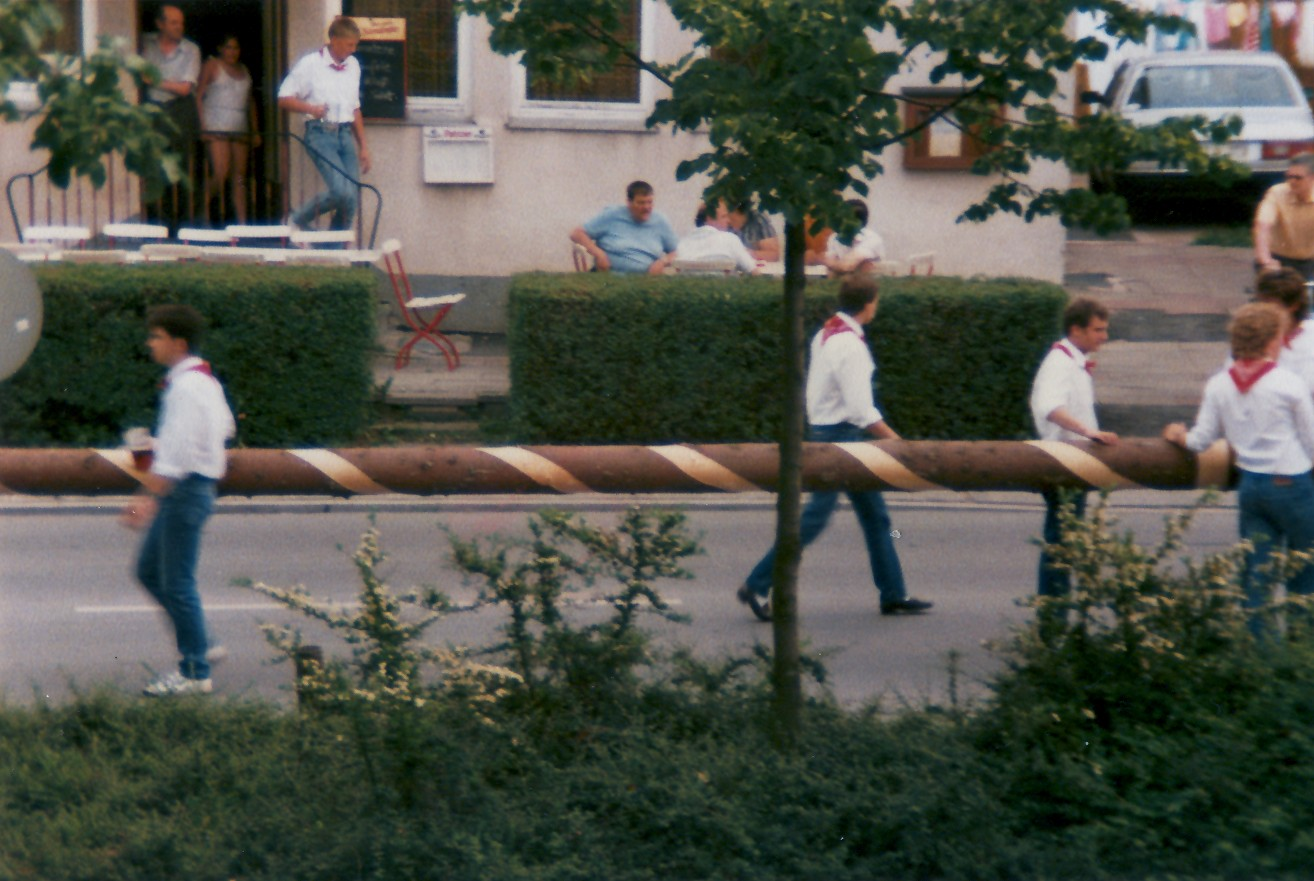
Neuendettelsauer „Kärwaboum“ mit einem Kirchweihbaum

In Neuendettelsau sind folgende regelmäßige Veranstaltungen hervorzuheben:
- Der Termin des Frühlingsfestes richtet sich nach dem zweiten Sonntag des Monats April und dauert von Donnerstagabend bis Montagabend. Die Unterhaltungsangebote sind am Sternplatz aufgebaut.
- Die Neuendettelsauer Kirchweih findet immer am ersten Sonntag des Monats Juli statt und ist eigentlich die Kirchweih der St.-Nikolai-Kirche. Der Termin richtet sich nicht, wie es im Allgemeinen üblich ist, nach dem Gedenktag des Kirchenpatrons, sondern nach dem Einweihungsgottesdienst der Kirche, der am 7. Juli 1901 stattfand. Die alljährlichen Kirchweihaktivitäten beginnen am Donnerstag mit dem Böllerschießen am Bahnhof. Am Freitag erfolgt der offizielle Bieranstich durch den Bürgermeister. Am Samstagnachmittag wird der Kirchweihbaum bei der Gaststätte Lindenallee aufgestellt, samstagnachts findet die „ChurchNight“ statt. Höhepunkte des Sonntags sind der Festgottesdienst am Morgen und der Neuendettelsauer Kirchweihlauf und Kirchweihumzug am Nachmittag. Am Montagabend wird die Kirchweih nach fränkischem Brauch begraben.
- Das Fest der Weltweiten Kirche wird jährlich am zweiten Sonntag des Monats Juli von Mission EineWelt veranstaltet. Am Samstagabend beginnt das Fest mit der „Lila Nacht“, einem Picknick mit Open-Air-Konzerten. Am Sonntag geht es um 10 Uhr weiter mit einem Festgottesdienst in der St.-Nikolai-Kirche. Anschließend startet ein Festprogramm mit vielen Angeboten: Musik auf zwei Bühnen, Infoständen, Workshops und Mitmach-Aktionen für Erwachsene und Kinder.
- Die Wernsbacher Kirchweih (St. Laurentius) findet am zweiten Sonntag des Monats August statt.
- Das Neuendettelsauer Dorffest findet jährlich am dritten Sonntag des Monats September statt. Es wird gemeinsam von den Vereinen, Verbänden und Gewerbetreibenden zusammen mit dem „Tag des Kunden“ veranstaltet.
- Die Reuther Kirchweih (St. Kunigund) findet ebenfalls am dritten Sonntag des Monats September statt.
- Der Neuendettelsauer Weihnachtsmarkt findet seit 1989 jährlich am dritten Adventswochenende am Sternplatz statt. Samstagnachmittags wird er durch das Neuendettelsauer Christkind und den Bürgermeister eröffnet. Es gibt verschiedene Stände, die von den Neuendettelsauer Vereinen und Verbänden betrieben werden. Auf der überdachten Bühne finden ab Sonntagnachmittag verschiedene Darbietungen von Kindergärten und Vereinen statt. Am Sonntagabend werden die Gewinner der Weihnachtsverlosung des Gewerbeverbandes gezogen.

## Wirtschaft

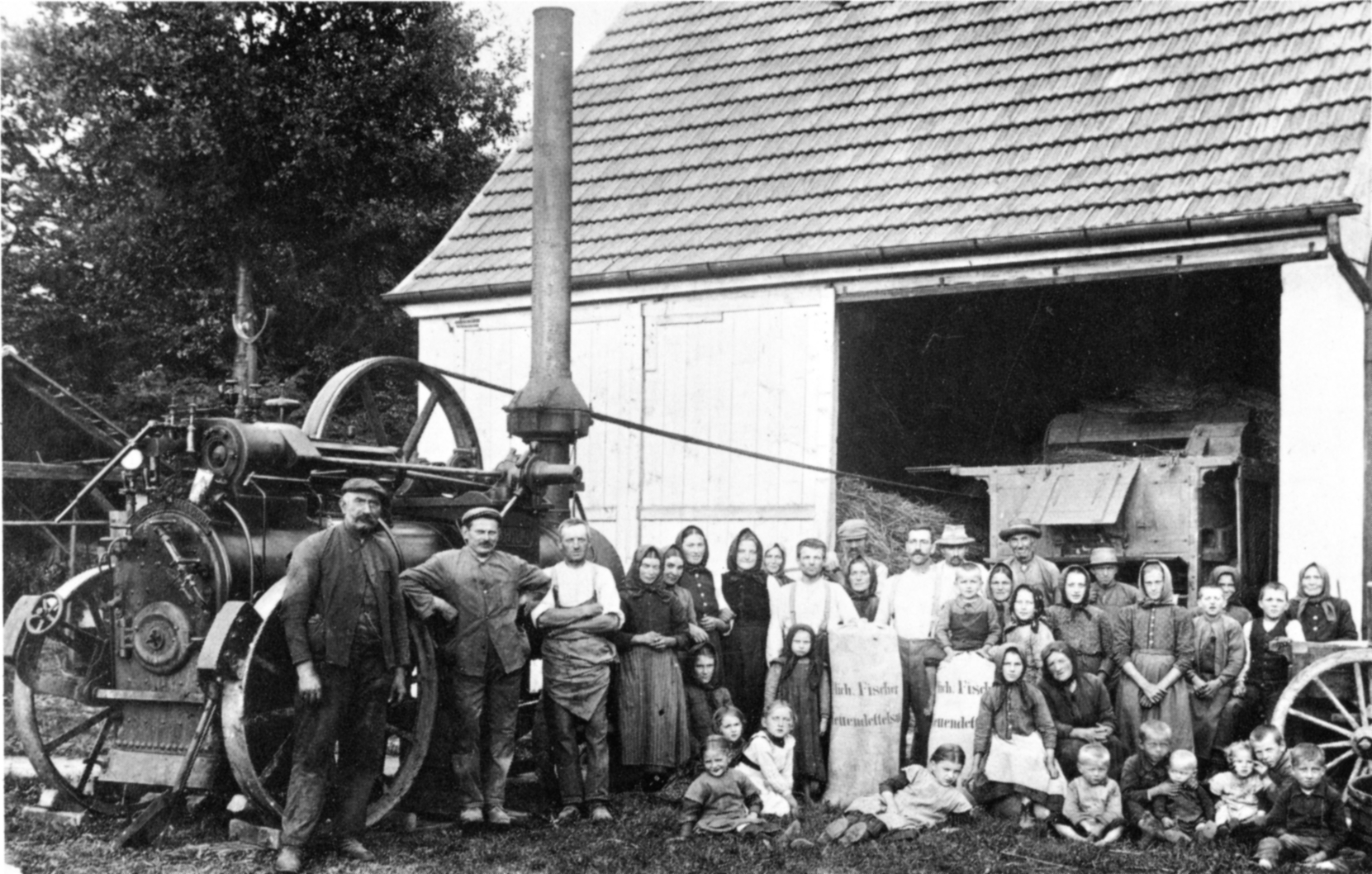
Dreschmaschine vor der Rottler’schen Scheune (Bahnhofstr. 10) in Neuendettelsau

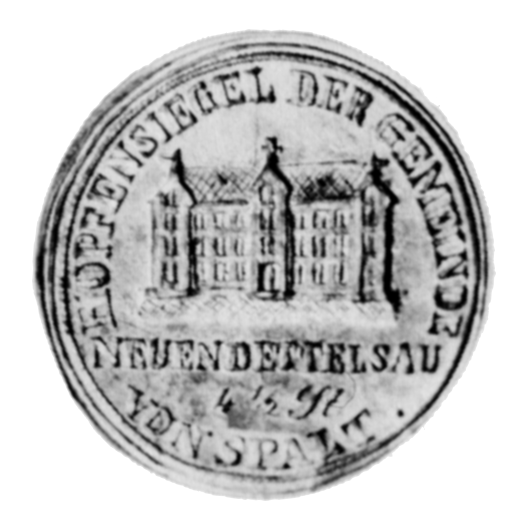
Hopfensiegel der Gemeinde Neuendettelsau

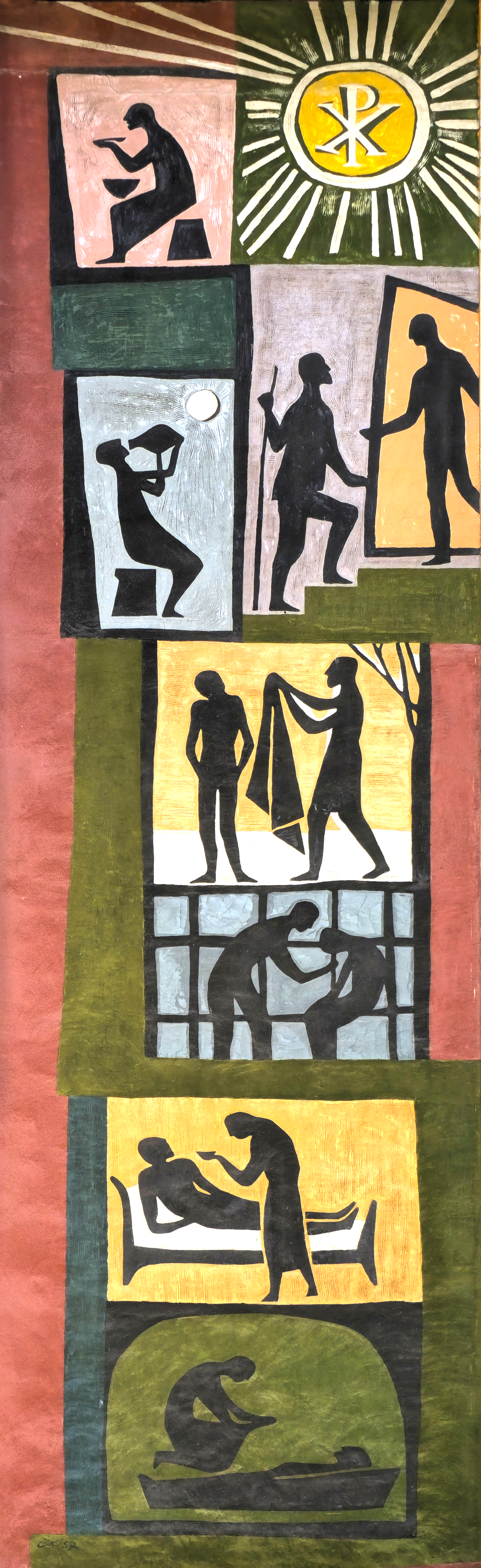
Die „sieben Werke der Barmherzigkeit“

### Landwirtschaft
Bis zum Wirken Wilhelm Löhes (ab 1837) war Neuendettelsau ein reines Bauerndorf. Es gab zu dieser Zeit nur einen Ganzhof und fünf Halbhöfe. Die meisten waren Kleinbauern: 13 von ihnen bewirtschafteten Viertelhöfe, 28 Achtelhöfe und 16 sogar noch kleinere Parzellen. Östlich und westlich des Dorfes befand sich ursprünglich eine Gewannflur, die in Dreifelderwirtschaft bearbeitet wurde, nördlich und südlich des Ortes hingegen gab es eine Blockflur. Die Böden von Neuendettelsau lagen im unteren Bereich der Bonitäts-Skala, ganz im Gegensatz zu den benachbarten Orten. Deswegen wurde der Ort häufig als „Bettelhöhe“ verspottet.
Nach den Montegelas’schen Gütererhebungen von 1811 zählte Neuendettelsau zu dem Raum mit dem höchsten Anteil an Roggenanbau. Ursprünglich spielte auch der Weinbau eine Rolle, wovon noch der Flurname Am Weingarten zeugt. Dieser wurde später durch den Hopfenanbau ersetzt. Der Flachsanbau spielte nur eine untergeordnete Rolle.
1891 schlossen sich die Landwirte aus Neuendettelsau und Umgebung zur Dreschgenossenschaft zusammen, durch die es möglich war, eine kostspielige dampfgetriebene Dreschmaschine zu betreiben. Es folgten zwei weitere Dreschgenossenschaften (1910 und 1926), eine Fäkalienverwertungsgenossenschaft (1908), eine Milchablieferungsgenossenschaft (1939), eine Zuchtgenossenschaft (1948), eine Kartoffeldämpfgenossenschaft (1948), eine Getreideputzgenossenschaft (1960) und eine Holzspaltgenossenschaft (1979). Gab es 1920 noch 125 landwirtschaftliche Betriebe, so ging die Zahl in den 1960er Jahren auf ca. 50 zurück, 1998 waren es sogar nur noch 21⁄2. Dadurch kam auch das Genossenschaftswesen zum Erliegen.
2016 gab es im gesamten Gemeindegebiet 45 landwirtschaftliche Betriebe. Die landwirtschaftlich genutzte Fläche beträgt 1703 ha, davon sind 350 ha Wiesen und Weiden und 1346 ha Ackerland, die gleichermaßen zum Anbau von Getreide und Futterpflanzen genutzt werden. Daneben spielt die Tierhaltung eine Rolle, wobei die Rinder- und Schweinehaltung seit über einem Jahrzehnt leicht rückläufig ist, während die Haltung von Hühnern sich verdreifacht hat.

### Handwerksbetriebe und Industrieunternehmen
In einer Beschreibung um 1840 wurden für Neuendettelsau folgende Gewerbe aufgeführt: ein Brauer, zwei Wirte, zwei Bäcker, ein Schmied, ein Branntweinbrenner, ein Büttner, zwei Krämer, ein Schnittwarenhändler, drei Leinweber, drei Metzger, ein Sattler, drei Schneider, ein Schreiner, vier Schuhmacher, ein Strumpfwirker, ein Wagner und ein Zimmermeister. Diese Gewerbe wurden meist neben der landwirtschaftlichen Tätigkeit ausgeführt.
Nach einer Erhebung von 1939 arbeiteten nur 342 Personen in Betrieben. Zu den größeren Unternehmen zählten die 1893 gegründete Baufirma Hans Högner und das 1913 gegründete Sägewerk mit Zimmerei Loscher. Insgesamt gab es 44 Handwerksbetriebe, 14 Textil-, Kolonial- und andere Betriebe, zwei Bauunternehmen, fünf Gastwirtschaften. Groß- und Mittelbetriebe gab es nicht. Erst nach dem Zweiten Weltkrieg wurde Neuendettelsau ein aufstrebender Industrieort, der den rund 1500 Kriegsflüchtlingen in Neuendettelsau einen Arbeitsplatz gab. 1960 gab es bereits drei Großbetriebe, zwei Mittelbetriebe und 14 Kleinbetriebe, daneben drei Bauunternehmen, 55 Handwerksbetriebe, 21 Textil-, Kolonial- und andere Betriebe und sechs Gastwirtschaften mit insgesamt 1325 Beschäftigten. Zu den größeren Arbeitgebern zählten 1960 die Radio-Gehäusefabrik Johann Keil mit 600, die Strumpffabrik Tauscher mit 100, die Baufirma Högner mit 100, die Eisengießerei Sepp & Wechsler mit 60, die Firma Loscher mit 50 und die Kleiderfabrik Hans Löhr mit 40 Beschäftigten. 1962 waren schließlich 44 % der Industriebeschäftigten des Altlandkreises Ansbach in Neuendettelsau beschäftigt.
Es gibt in Neuendettelsau vier Gewerbeflächen (Fürschlag I-III, An der Haager Straße), zwei Gewerbeimmobilien (Gärtnerei Döbel, Gewerbeobjekt Bechhofener Straße) sowie 565 Firmen.
Der Gewerbeverband Neuendettelsau ist als Ortsgruppe im BDS (Bund der Selbständigen in Bayern) organisiert und gehört mit über 90 Mitgliedern zu den größten in Mittelfranken.

### Diakoneo
Eine Sonderstellung nahm die 1854 von Wilhelm Löhe gegründete Diakonissenanstalt Neuendettelsau ein. In den von der Anstalt betriebenen Einrichtungen (Krankenhaus, Behindertenheime, Schulen) arbeiteten ursprünglich zum größeren Teil unentgeltlich Diakonissen und nur zum kleineren Teil die ortsansässige Bevölkerung. Erst mit dem Rückgang der Diakonissen ab den 1960er Jahren wuchs die Zahl der Angestellten. Heute ist das Diakoniewerk, unter dem Namen Diakoneo, mit über 10.000 Arbeitsplätzen der größte Arbeitgeber im Ort.

### Banken
Im Gemeindeteil Neuendettelsau gibt es jeweils eine Zweigstelle der VR-Bank Mittelfranken Mitte eG und der Sparkasse Ansbach.

### Tourismus
2019 gab es in Neuendettelsau sieben Beherbergungsbetriebe mit insgesamt 310 Gästebetten, die von 19.292 Gästen gebucht wurden. Die durchschnittliche Aufenthaltsdauer betrug nur 1,8 Tage. Die kurze Verweildauer ist wohl dadurch zu erklären, dass die Gemeinde selber kein touristisches Ziel darstellt, sondern die Betten hauptsächlich von Geschäftsreisenden genutzt wurden. Die nächstgrößere touristische Attraktion ist das Fränkische Seenland bei Gunzenhausen, Spalt und Pleinfeld.
Durch das Gemeindegebiet führen die Fernwanderwege Parsifal-Weg und Rangau-Pfalz-Weg.  Zudem gibt es zahlreiche lokale Rundwanderwege.

## Infrastruktur

### Medizinische Versorgung

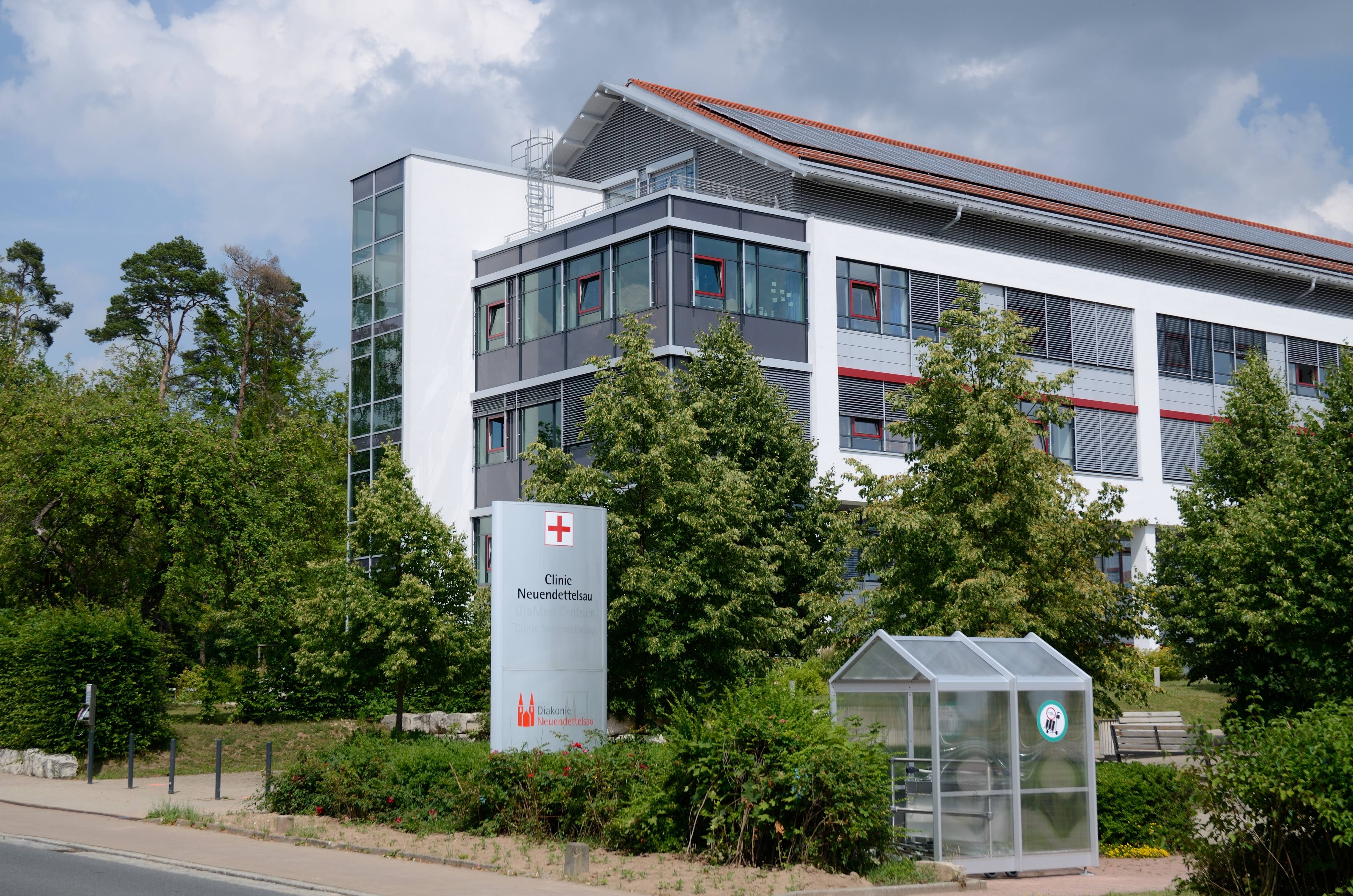
Clinic Neuendettelsau

Bis Ende 2023 deckte die Clinic Neuendettelsau die Grund- und Regelversorgung ab. Zum 31. Dezember 2023 schloss die Klinik aufgrund „ökonomischer Schwierigkeiten“ und „finanzieller Defizite“. Das Krankenhaus hatte folgende Fachrichtungen: Allgemeine Chirurgie, Augenheilkunde, Endokrinologie, Frauenheilkunde, Gastroenterologie, Hämatologie und internistische Onkologie, Innere Medizin, Transfusionsmedizin, Intensivmedizin, Palliativmedizin, Kardiologie, Visceralchirurgie und Unfallchirurgie.
Es gibt eine Rettungswache des Bayerischen Roten Kreuzes Neuendettelsau. Der Diakonieverein Neuendettelsau deckt die ambulante Versorgung von Pflegebedürftigen ab.
In Neuendettelsau gibt es drei Altenheime, wobei das Selma-Hafner-Heim nur für die Diakonissen zur Verfügung steht, das Therese-Stählin-Heim und das Bezzelheim für die gesamte Bevölkerung. Alle Heime bieten vollstationäre und Kurzzeitpflege an. Das Christophorus-Heim bietet verschiedene Wohngruppen und eine Werkstatt für Menschen mit einer Behinderung an.
Neuendettelsau hat sechs Allgemeinärzte, drei Zahnärzte und Fachärzte für Augenheilkunde, Dermatologie, Innere Medizin, Kinder- und Jugendmedizin, Kardiologie, Neurologie und Orthopädie.

### Wasserversorgung

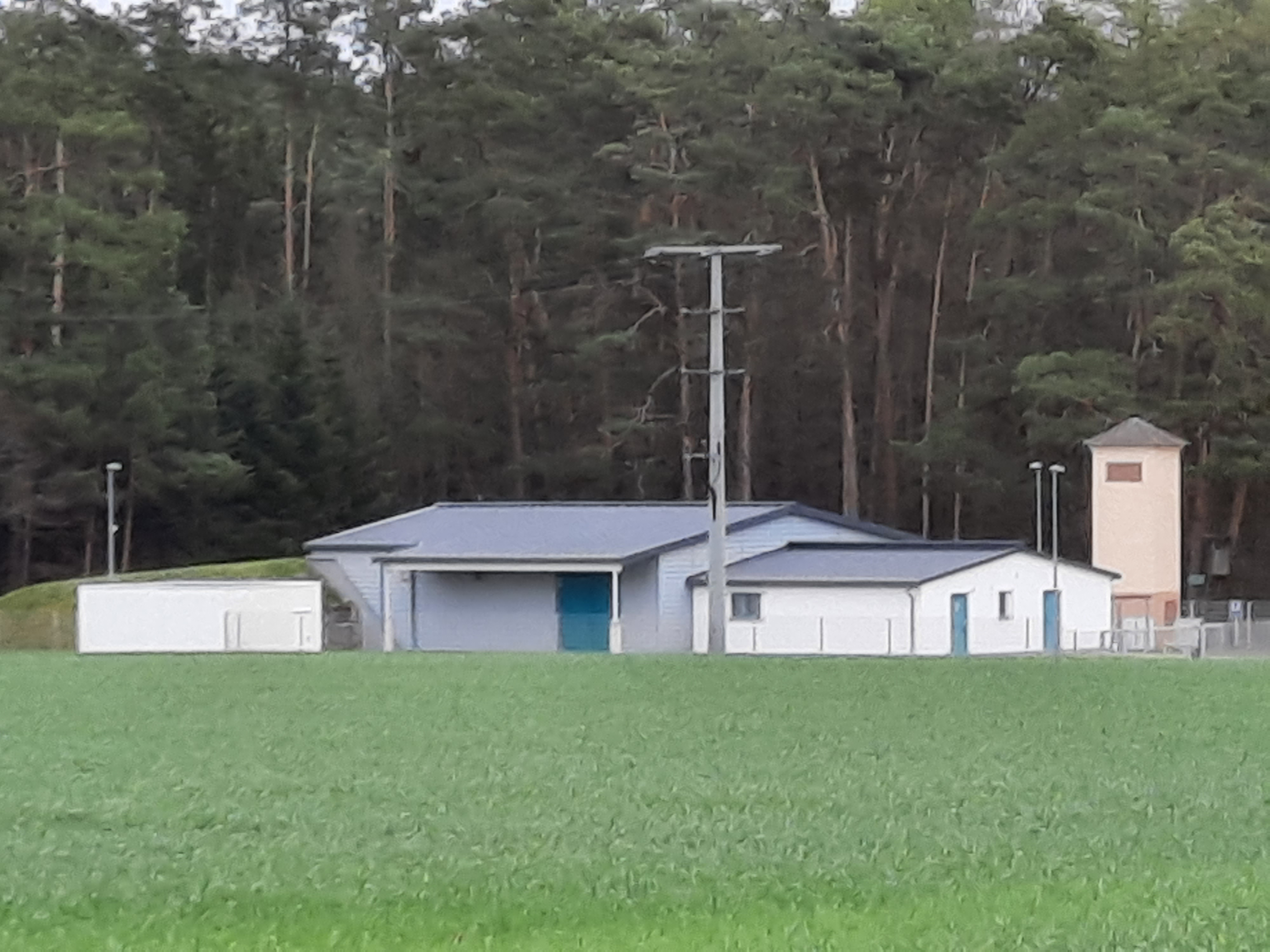
Brunnenanlage bei Jakobsruh

Die erste Wasserleitung wurde 1902 bis in die Mitte des Dorfes verlegt, um im Brandfall Löschwasser zur Verfügung zu haben. Das Trinkwasser wurde jedoch nach wie vor aus Brunnen gewonnen. Am 26. Januar 1925 wurde mit dem Bau der Kanalisation begonnen. Der Hauptkanal führte in der Heilsbronner Straße beginnend durch die Hauptstraße bis fast zum Friedhof. Von dort liefen die Abwässer zum Wernsbacher Weiher. Die Arbeiten wurden am 22. Mai vollendet. 1935 wurde der erste Brunnen bei der Jakobsruh gebohrt und die Wasserleitungen wurden eingerichtet. 1954 erfolgte eine weitere Brunnenbohrung in der Nähe der Jakobsruh. 1960 wurden zwei Tiefbrunnen bei Schlauersbach gebohrt. 1963 betrug die Länge der Hauptrohrstränge 16 km. In den 2010er Jahren ist ein weiterer Brunnen bei der Jakobsruh hinzugekommen und es wurden mittlerweile 70 km Versorgungsleitungen verlegt. Die Förderkapazität sämtlicher Brunnen betragen 450.000 Kubikmeter/Jahr. Zusätzlich stehen 100.000 Kubikmeter/Jahr aus der Reckenberg-Gruppe zur Verfügung.

### Energie

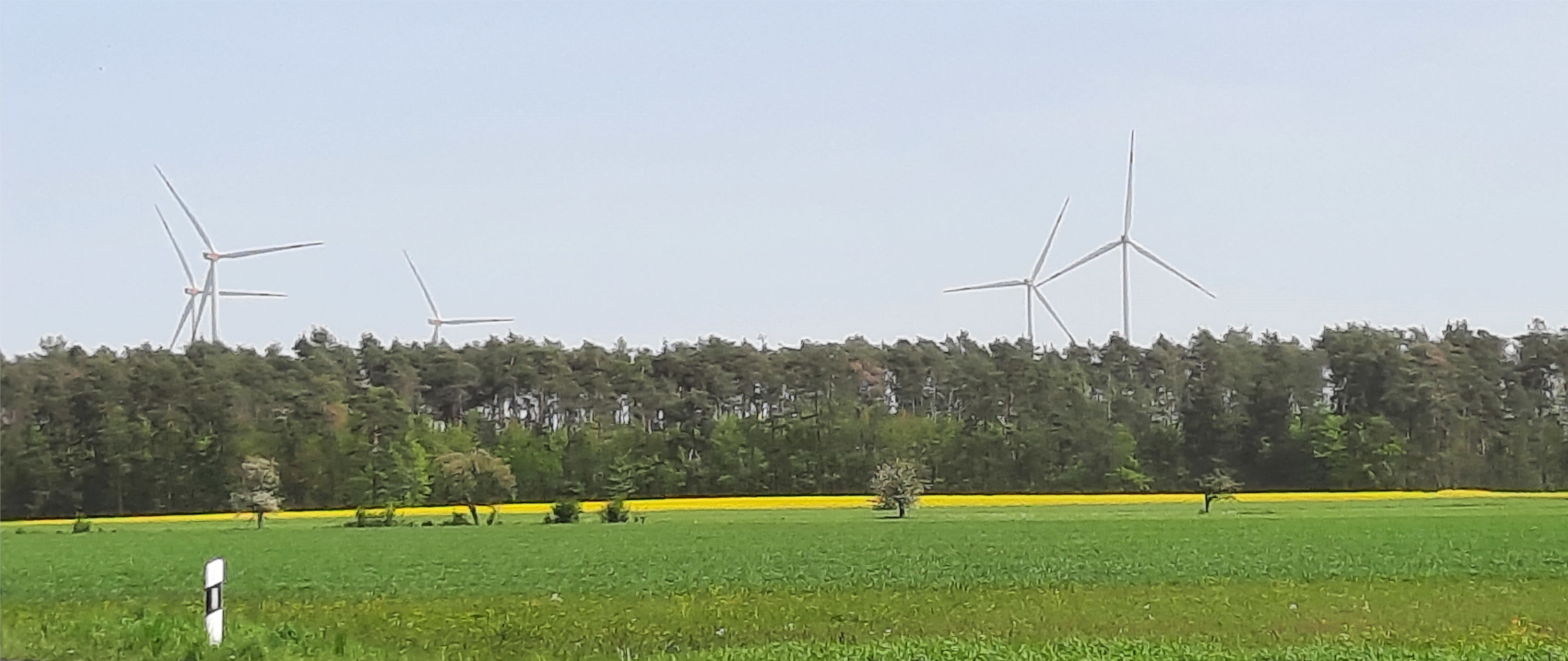
Windpark Gesater Wald

1951 betrug der Stromverbrauch 500 MWh im Jahr, 1963 waren es bereits 4.490 MWh. Der jetzige Stromverbrauch (Stand: 2015) liegt bei 57.927 MWh. Dem stehen etwa 39.050 MWh auf dem Gebiet der Gemeinde produzierten Stromes aus regenerativen Energiequellen gegenüber (erfasst über das EEG – Erneuerbare Energien Gesetz). Damit liegt der Anteil an Strom aus erneuerbaren Energien bei 67 % (Zum Vergleich: In Bayern wie auch in Deutschland beträgt dieser Anteil 26 %). Rund die Hälfte wird durch fünf Windkraftanlagen des Typs Nordex N117/2400 erzeugt, ein Drittel durch vier Biomasseanlagen, der Rest durch die 386 Photovoltaikanlagen. Durch Wasserkraft werden lediglich 57 MWh erzeugt.

### Bildung und Forschung

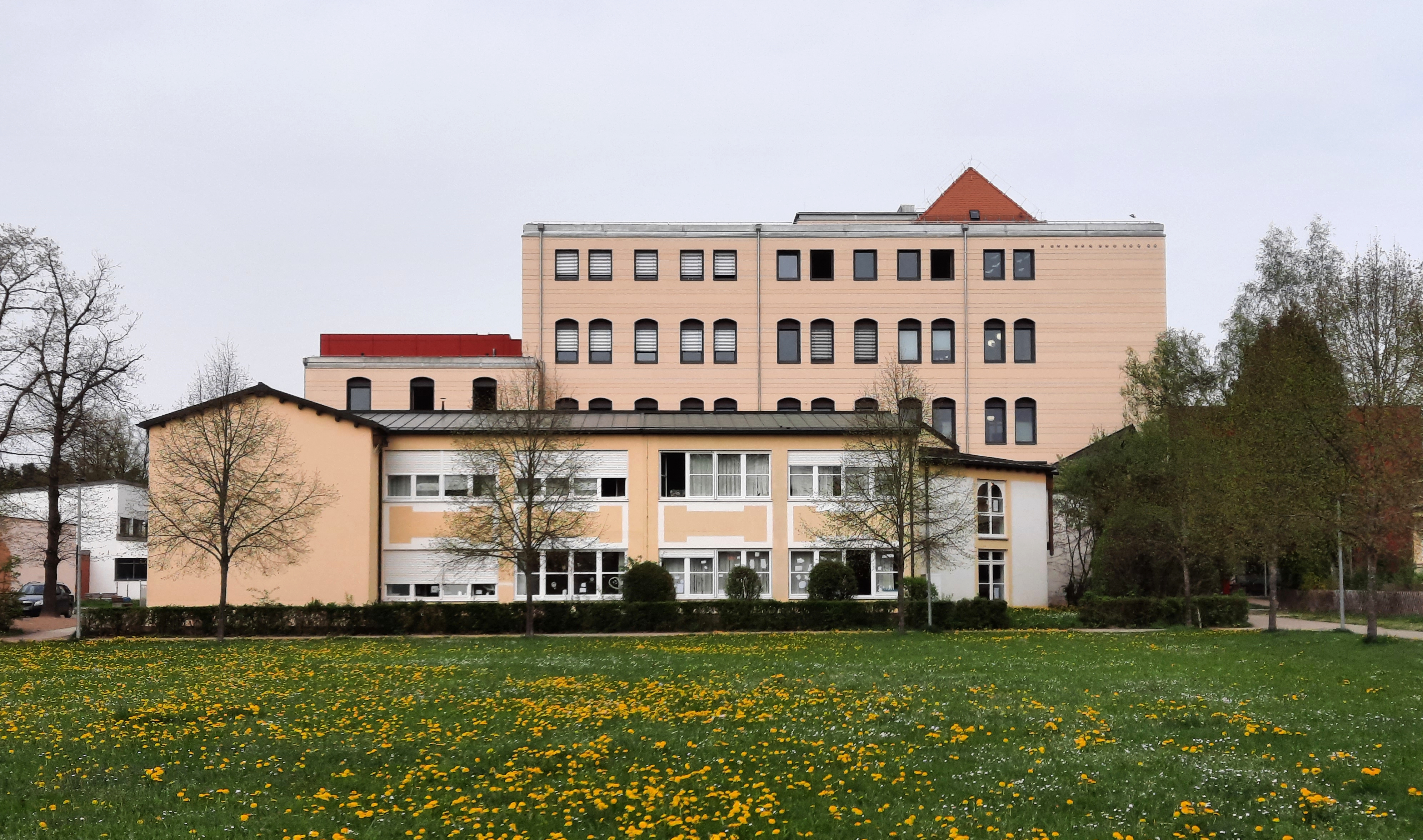
Löhe-Campus, Hauptgebäude

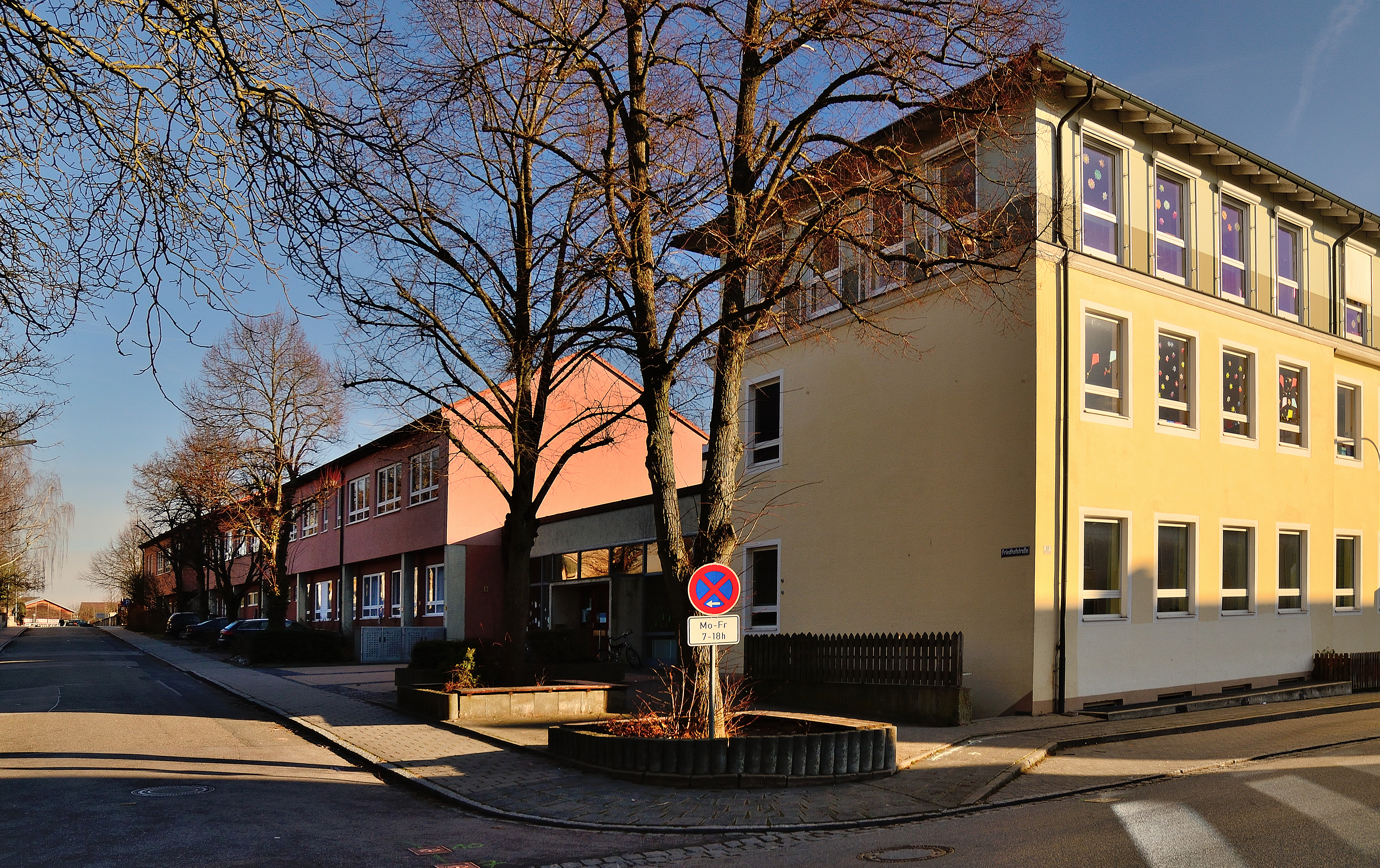
Grund- und Mittelschule

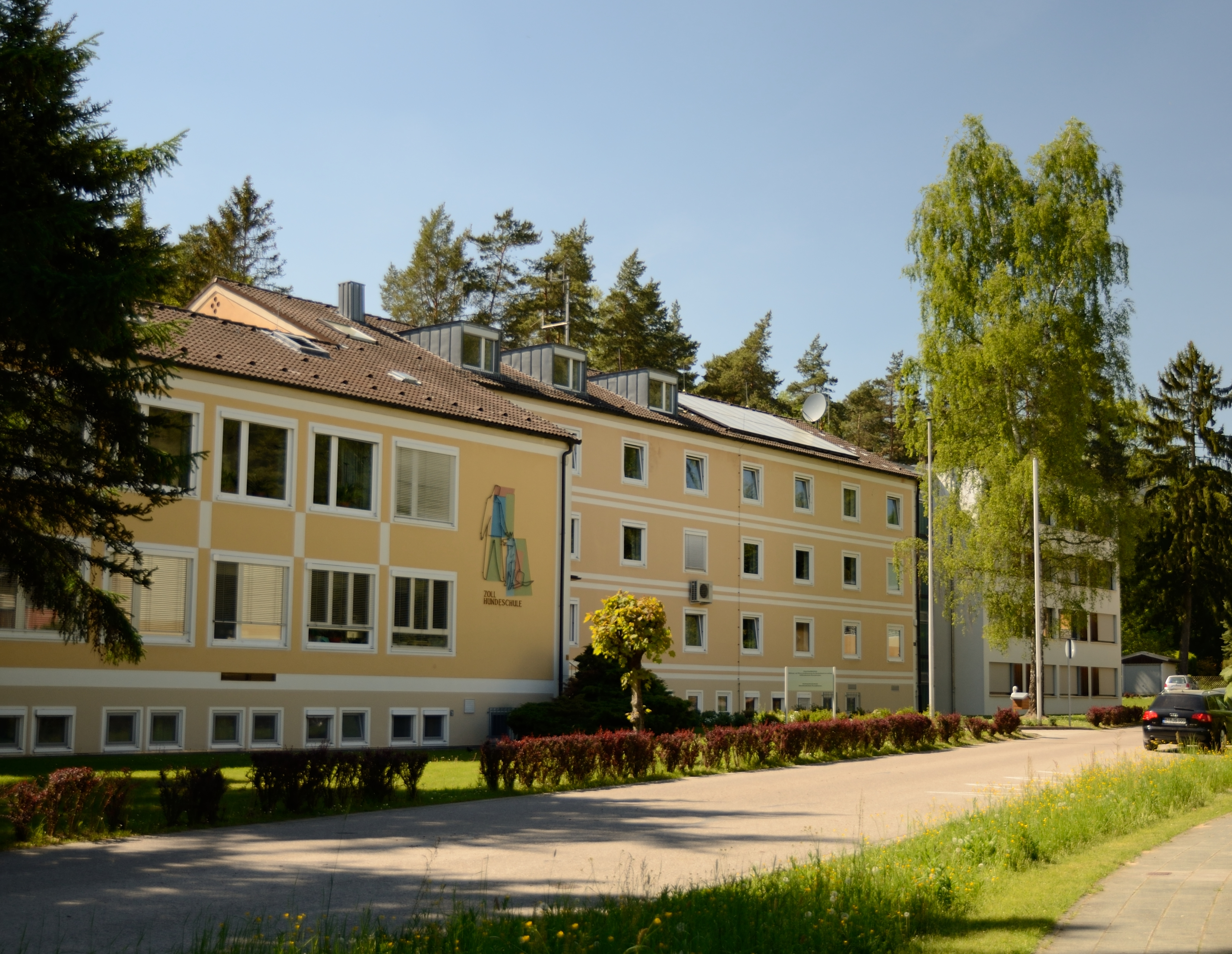
Zollhundeschule

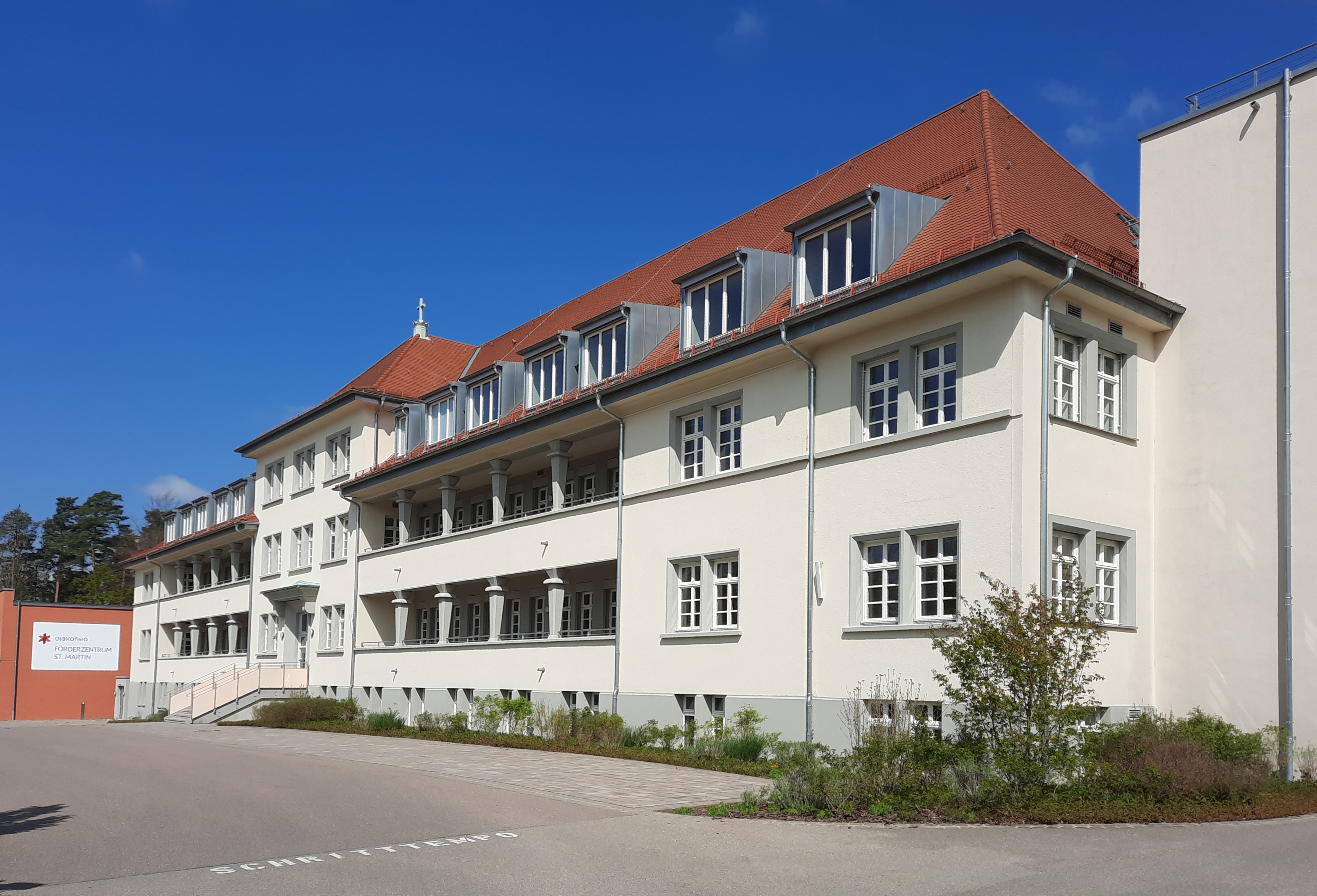
Förderzentrum St. Martin

Eine Volksschule gab es in Neuendettelsau wahrscheinlich schon seit der Reformation, ausdrücklich bezeugt wurde sie aber erst ab 1656. Zum Schulsprengel gehörten die Orte Bechhofen, Birkenhof, Froschmühle, Geichsenhof, Geichsenmühle, Haag, Reuth und Wernsbach. Im Jahre 1859 wurden 114 Werktagsschüler und 40 Sonntagsschüler unterrichtet. Bereits 1860 wurden zwei Abteilungen gebildet und ein Hilfslehrer eingestellt. Ab 1899 gab es drei und ab 1910 vier Abteilungen. Die heutige Grund- und Mittelschule wurde in zwei Bauabschnitten von 1950 bis 1954 errichtet. Aich, Hammerschmiede, Jakobsruh, Mausendorf, Mausenmühle, Steinhof und Steinmühle gehörten zum Schulsprengel Weißenbronn, Watzendorf und Wollersdorf zum Schulsprengel Bertholdsdorf.
Viele weitere Bildungseinrichtungen in Neuendettelsau gingen aus der Diakonissenanstalt Neuendettelsau hervor oder wurden zumindest auf deren Initiative gegründet. Sie sind heute allesamt Privatschulen der Diakoneo (KdöR):
- Löhe-Campus in Neuendettelsau[240] bestehend aus
  - Gymnasium (neusprachlicher und wirtschaftlich- / sozialwissenschaftlicher Zweig)
  - Realschule (Zweig II und III)
  - Fachoberschule (Sozialwesen und Gestaltung)
  - Berufliches Schulzentrum Neuendettelsau (als Umweltschule in Europa zertifiziert[241]) mit Fachakademie für Sozialpädagogik und Berufsfachschulen für Diätassistenten, Ergotherapie, Hauswirtschaft, Kinderpflege und Sozialpflege
  - Fachschule für Heilerziehungspflege und Heilerziehungspflegehilfe
- Das Förderzentrum St. Martin in Neuendettelsau hat den Förderschwerpunkt geistige Entwicklung.[242]
- Das Förderzentrum St. Laurentius in Neuendettelsau ist eine Schulvorbereitende Einrichtung mit neun Jahrgangsstufen.[243][244]
- Berufsfachschule für Krankenpflege in Neuendettelsau[245]
- Mission EineWelt ist heute eine Einrichtung der Evangelisch-Lutherischen Kirche in Bayern.

Außerdem gibt es noch folgende Bildungseinrichtungen:
- In Neuendettelsau gibt es drei Kindertagesstätten der Kirchengemeinde St. Nikolai Neuendettelsau mit insgesamt ca. 300 Plätzen. Die Bunte Oase und der Laurentius-Kindergarten haben ein integratives Konzept zur Einbindung von Menschen mit Behinderung. Außerdem gibt es eine interdisziplinäre Frühförderstätte mit ca. 100 Plätzen.[246]
- Die Grund-[247] und Mittelschule Neuendettelsau[248] ist eine Schule in öffentlicher Trägerschaft. Die Mittelschule hat eine M-Klasse und bietet Ganztagsbetreuung an. Begleitend gibt es Integrationsangebote und Jugendsozialarbeit.[249]
- Die Augustana-Hochschule Neuendettelsau ist eine kirchliche Hochschule, die 1947 auf Beschluss der Landessynode der Evangelisch-Lutherischen Kirche in Bayern zur Ausbildung von Theologen gegründet wurde.
- Die Volkshochschule (VHS) Neuendettelsau gehört zur VHS im Landkreis Ansbach, die im halbjährlichen Wechsel Veranstaltungen anbietet.[250]
- In Neuendettelsau befindet sich eine der zwei deutschen Zollhundeschulen (der andere Standort ist Bleckede in Niedersachsen). Der Zoll teilt sich die Liegenschaften und Gebäude mit der ebenfalls dort ansässigen Hundeschule der Bundespolizei.
- In Neuendettelsau gibt es eine Gemeindebücherei. In einem Internetkatalog kann online nach vorhandenen Werken recherchiert werden. Daneben finden Literatur-Gesprächskreise statt.[251]
- Die Stiftung Therapeutische Seelsorge bietet ein überkonfessionell ausgerichtetes Weiterbildungsangebot in Seelsorge und christlich geprägter Psychotherapie an.

### Verkehr

#### Individualverkehr
Durch das Gemeindegebiet verläuft die Bundesautobahn 6, die über die Staatsstraße 2410 erreicht werden kann. Diese führt von Windsbach kommend durch Reuth, an Geichsenhof vorbei zur Anschlussstelle 54 der A 6 und weiter über Aich zu einer Anschlussstelle der Bundesstraße 14 bei Heilsbronn. Die St 2223 verläuft von Windsbach kommend an Bechhofen vorbei nach Ansbach. Die Kreisstraße AN 14 führt von Schlauersbach durch Neuendettelsau zur St 2410. Von dieser zweigt nördlich von Neuendettelsau eine Anliegerstraße nach Froschmühle ab. Die Kreisstraße AN 19 führt von Petersaurach durch Neuendettelsau nach Reuth. Von Neuendettelsau führen Gemeindeverbindungsstraßen nach Bechhofen (2,4 km südlich), Birkenhof (1 km nordöstlich), Haag(2,2 km nordöstlich) und Wernsbach (2,4 km südlich).

#### Öffentlicher Nahverkehr
Neuendettelsau liegt im Verkehrsverbund Großraum Nürnberg.
Neuendettelsau hat einen Bahnhof (IBNR 4378, Preisklasse 7) an der Bahnstrecke Wicklesgreuth–Windsbach, die eine Nebenbahn der Bahnstrecke Nürnberg–Crailsheim ist. Dort verkehrt ein Triebzug der Baureihe 642 zur Hauptverkehrszeit stündlich. Der ÖPNV-Aufgabenträger ist die Bayerische Eisenbahngesellschaft.
Neuendettelsau kann auch durch den Busverkehr der OVF erreicht werden, der vor allem für die Schüler eingerichtet wurde. Außerdem gibt es eine Innerortslinie, die allerdings nur am Montag, Mittwoch und Freitag bedient wird.

#### Fahrrad
Neuendettelsau ist Mitglied der Arbeitsgemeinschaft fahrradfreundliche Kommunen in Bayern. 2019 wurde der Gemeinde der Titel „Fahrradfreundliche Kommune“ verliehen, 2024 erfolgte eine weitere Bestätigung. Der Fahrradklimatest des ADFC ergab für Neuendettelsau eine Gesamtnote von 3,39 bei einer Notenskala von 1,0 bis 6,0. Für Kommunen unter 20000 Einwohnern ist dies ein überdurchschnittliches Ergebnis.

## Persönlichkeiten

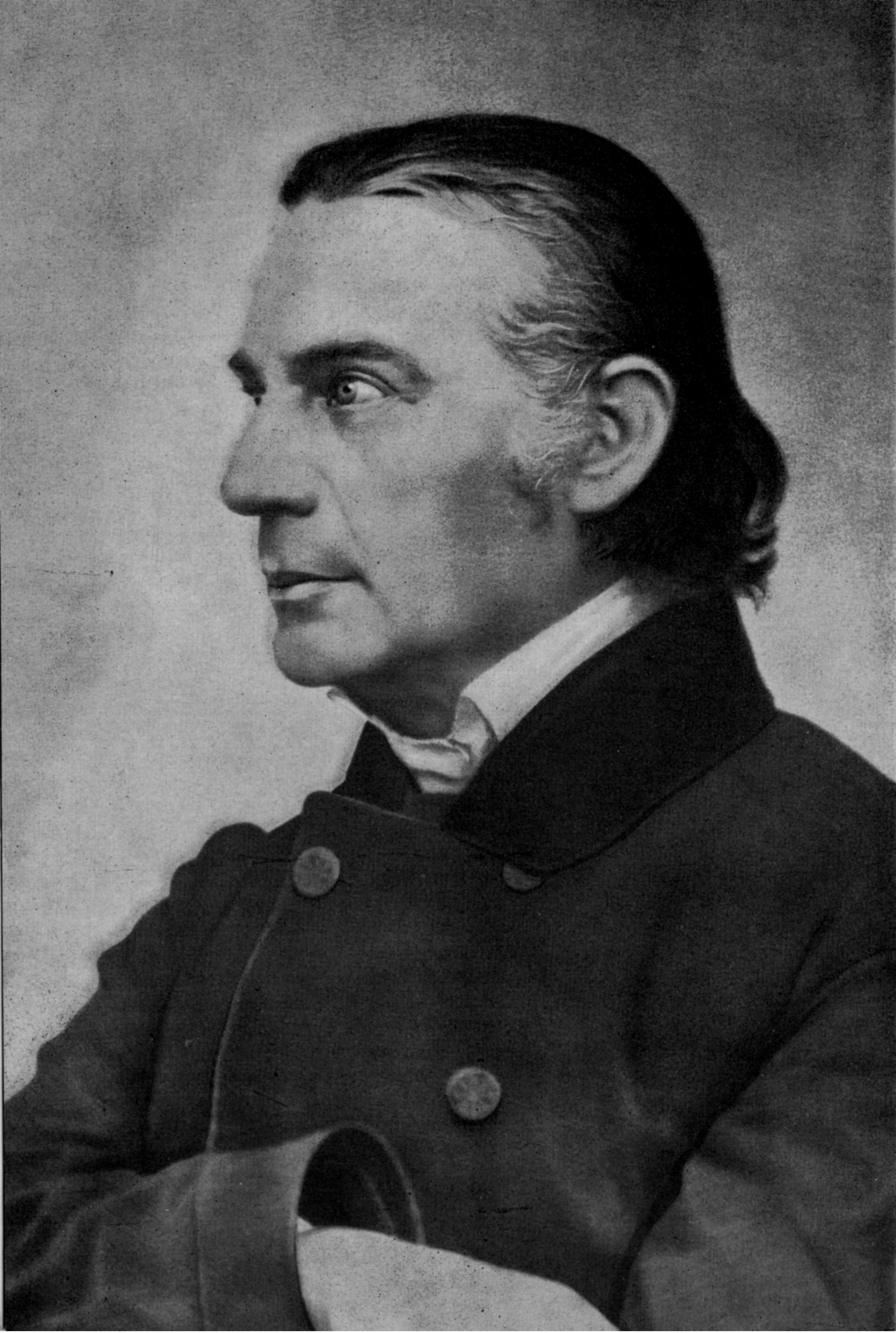
Wilhelm Löhe, Gründer der Diakonie Neuendettelsau

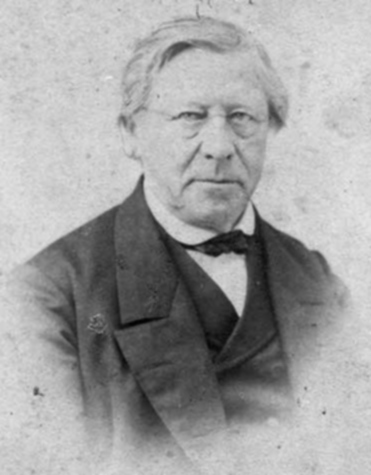
Friedrich Bauer, Gründer der Neuendettelsauer Missionsarbeit

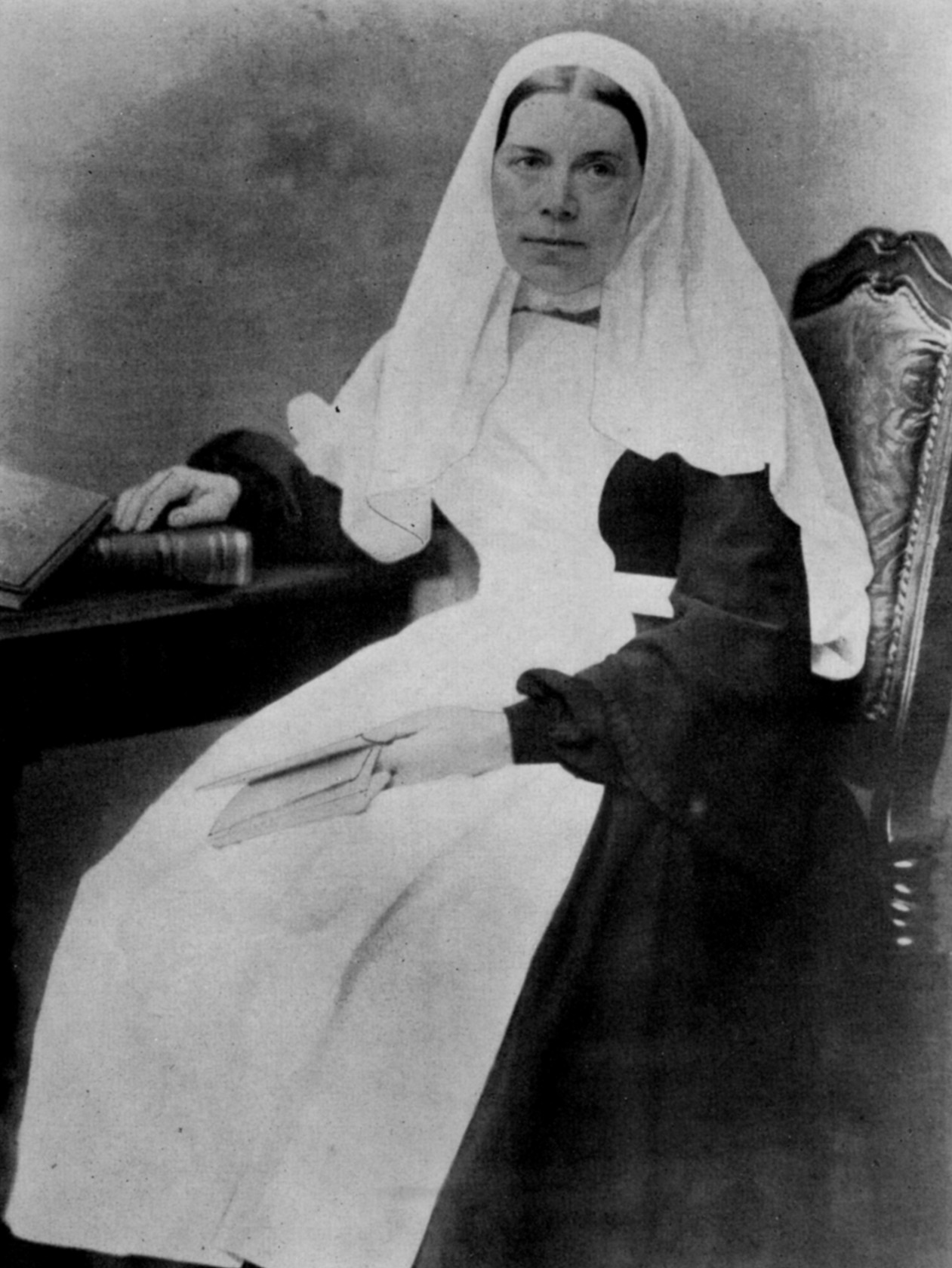
Amalie Rehm, erste Oberin der Diakonissenanstalt

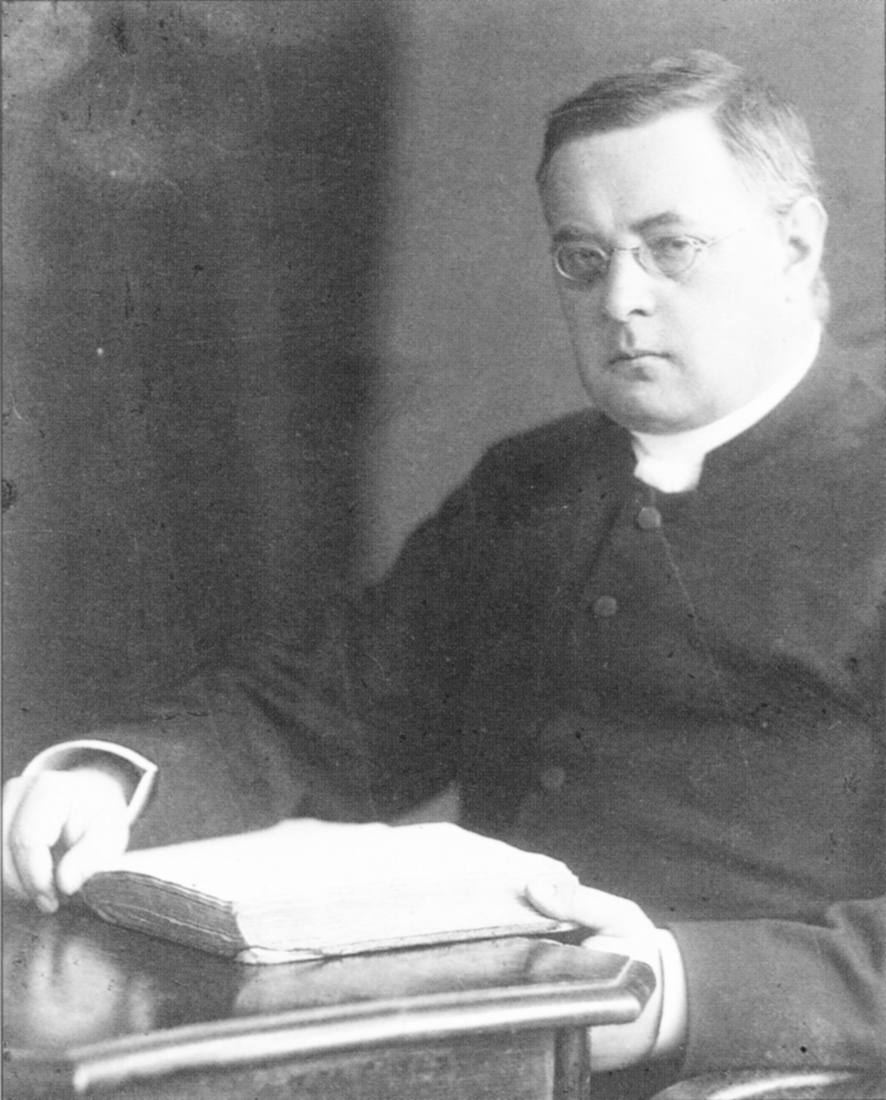
Hermann Bezzel, 3. Rektor der Diakonie

### Ehrenbürger
- Gottfried Löhe (1841–1916), Buchhändler und Verleger, 1908 zum Ehrenbürger ernannt[259]
- Hermann Dietlein (1850–1925), Bahnarzt für die Diakonissenanstalt, Dorf und Umgebung, 1907 zum Ehrenbürger ernannt[260]
- Hermann von Bezzel (1861–1917), Rektor der Diakonie Neuendettelsau und Oberkonsistorialpräsident der Evangelisch-Lutherischen Kirche in Bayern, 1909 zum Ehrenbürger ernannt[259]
- Eduard Sabel (1856–1928), Pfarrer der St.-Nikolai-Gemeinde, seit 1909 Obmann der Gesellschaft für Innere Mission, 1913 zum Ehrenbürger ernannt[261]
- Alfred Kolb (1938–1998), ehrenamtlicher 1. Bürgermeister, 1998 zum Ehrenbürger ernannt[260]
- Rudolf Arlt (1931–2022), Unternehmer, CSU-Politiker, ehrenamtlicher 2. und 3. Bürgermeister, Träger des Bundesverdienstkreuzes Erster Klasse, 2002 zum Ehrenbürger ernannt[262][263]

### In Neuendettelsau geboren
- Johann Eustach von Westernach (1545–1627), 44. Hochmeister des Deutschen Ordens
- Matthias Kern (1928–2014), Organist, Dirigent und Komponist
- Walter Burkert (1931–2015), Professor für Altphilologie
- Hans Maurer (* 1933), Politiker (CSU), ehemaliger Bayerischer Staatsminister für Landwirtschaft
- Hermann Schreiber (* 1938), Politiker (CSU)
- Hildebrecht Braun (* 1944), Politiker (FDP), ehemaliges Mitglied des Deutschen Bundestages
- Karl-Friedrich Beringer (* 1948), ehemaliger Chorleiter des Windsbacher Knabenchors
- Wolfgang Kaleck (* 1960), Rechtsanwalt
- Matthias Rosenbauer (* 1970), Jazzmusiker
- Robert Schober (* 1971), Elektroingenieur für Nachrichtentechnik
- Ingo Klitzsch (* 1976), evangelischer Theologe
- Alexander Maul (* 1976), Fußballspieler und Trainer
- Bernd Parusel (* 1976), Politikwissenschaftler und Migrationswissenschaftler
- Gerhard Schreiber (* 1978), Theologe, Professor an der Universität der Bundeswehr Hamburg
- Thomas Fleischmann (* 1981), Sportjournalist und Fernsehmoderator
- Andreas Löw (* 1982), Sportschütze
- Dominik Stolz (* 1990), Fußballspieler
- Dominik Brunnhübner (* 1990), Fußballspieler
- Finn Jeltsch (* 2006), Fußballspieler

### Mit Neuendettelsau verbunden
- Wilhelm Löhe (1808–1872), Gründer und erster Rektor der Diakonie Neuendettelsau
- Johann Christian Mauritz Laurent (1810–1876), von 1862 bis 1872 Bibliothekar der Diakonissenanstalt
- Friedrich Bauer (1812–1874), Gründer und erster Inspektor der Neuendettelsauer Missionsanstalt
- Amalie Rehm (1815–1883), erste Oberin der Diakonissenanstalt Neuendettelsau
- Friedrich Meyer (1832–1891), Pfarrer und Rektor der Diakonie Neuendettelsau
- Ferdinand Wilhelm Weber (1836–1879), Pfarrer und Lehrer an der Missionsanstalt Neuendettelsau
- Therese Stählin (1839–1928), Diakonisse und Oberin der Diakonissenanstalt Neuendettelsau
- Reinhold Wilhelm von Walter (1840–1909), von 1869 bis 1872 Missionslehrer
- Wilhelm Eichhorn (1846–1923), Pfarrer und Rektor der Diakonie Neuendettelsau
- Johann Flierl (1858–1947), Gründer der Neuendettelsauer Mission in Neuguinea
- Adeline Elisabeth Rohn (1868–1945), Schriftstellerin, Rohn besuchte in Neuendettelsau die Schule und schrieb hier auch einige ihrer Werke
- Christian Keyßer (1877–1961), Missionar, von 1922 bis 1939 Missionsinspektor und Lehrer
- Hans Lauerer (1884–1953), Pfarrer und Rektor der Diakonie Neuendettelsau
- Georg Merz (1892–1959), Mitbegründer und erster Rektor der Augustana-Hochschule
- Hermann Dietzfelbinger (1908–1984), Rektor der Diakonie Neuendettelsau und Landesbischof der Evangelisch-Lutherischen Kirche in Bayern
- Wolfram von Krause (1914–1989), von 1964 bis 1972 Direktor der Neuendettelsauer Mission
- Theodor Schober (1918–2010), Pfarrer und Rektor der Diakonie Neuendettelsau
- Herbert Bauer (1925–2013), Pfarrer und Gründer des Fachhochschulstudiengangs Religionspädagogik an der Augustana-Hochschule
- Johannes Friedrich Meister (1926–2014), Pfarrer und Rektor der Diakonie Neuendettelsau
- Heinz Miederer (1928–1990), Pfarrer und Rektor der Diakonie Neuendettelsau
- Hans Rößler (1935–2025), Lehrer, Heimatgeschichtler und Gründer des Löhe-Zeit-Museums, Träger des Bundesverdienstkreuzes am Bande
- Hermann Vorländer (* 1942), Theologe und von 1992 bis 2007 Direktor des Missionswerkes
- Norbert Schottmann (1944–2024), Gründer der Ortsgruppe des Bayerischen Roten Kreuzes, seit 2014 Träger des Verdienstkreuzes 1. Klasse und am Bande[264][265]
- Rudolf Kupser (* 1947), Diplom-Sozialpädagoge, seit 2021 Träger des Bundesverdienstkreuzes am Bande[266]
- Hermann Schoenauer (* 1950), Pfarrer und Rektor der Diakonie Neuendettelsau
- Michael Hübner (* 1953), Religionspädagoge und Gründer der Stiftung Therapeutische Seelsorge
- Mathias Hartmann (* 1966), Pfarrer und Rektor der Diakonie Neuendettelsau (seit 2015)
- Matthias Grünert (* 1973), Kantor an der Dresdner Frauenkirche

### Monographien
- Doris Einzinger: Die Prägung des Ortscharakters von Neuendettelsau durch die drei kirchlichen Einrichtungen: Missionswerk, Diakoniewerk und Augustana-Hochschule. Universität Erlangen-Nürnberg, Zulassungsarbeit. 1991, OCLC 633276137.
- Michael Gebauer (Hrsg.): Festschrift zum 50-jährigen Weihejubiläum der Kirche St. Franziskus in Neuendettelsau. Neuendettelsau 2012.
- Matthias Honold, Hans Rößler (Hrsg.): 700 Jahre Neuendettelsau: Festschrift zur 700-Jahr-Feier 1298/1998; historische Beiträge zur Ortsgeschichte und Häuserchronik von Neuendettelsau. Neuendettelsau 1998, ISBN 3-00-002564-2 (Digitalisat [PDF; 138,0 MB]).
- Harald Jenner: Von Neuendettelsau in alle Welt. Entwicklung und Bedeutung der Diakonissenanstalt Neuendettelsau. Neuendettelsau 2004, ISBN 3-9809431-0-0.
- Manfred Keßler: Der Rittersitz zu Dettelsau im hohen und späten Mittelalter. Dissertation. Erlangen 2009, DNB 998940933 (PDF; 11,1 MB).
- Günter Kohlmann: Nicht tot in diesem Neste. Eine Jugend in Neuendettelsau. Erster Teil. Januar bis April 1956. Kumm Bu, gemmer ham. Books on Demand, Norderstedt 2018, ISBN 978-3-7481-4102-0.
- Günter Kohlmann: Nicht tot in diesem Neste. Eine Jugend in Neuendettelsau. Zweiter Teil. Mai bis August 1956. Und auf der Kerwa freiermi. Books on Demand, Norderstedt 2019, ISBN 978-3-7481-4525-7.
- Hans Rößler (Hrsg.): Unter Stroh- und Ziegeldächern. Aus der Neuendettelsauer Geschichte. Freimund, Neuendettelsau 1982, ISBN 3-7726-0110-3 (Digitalisat [PDF; 103,0 MB]).
- Hans Rößler, Wolfgang Roth: Die Luftmunitionsanstalt 2/XIII und das Munagelände Neuendettelsau 1934–1958 (= Neuendettelsauer Hefte. Band 1). Neuendettelsau 2003, DNB 96917750X (Digitalisat [PDF; 17,0 MB]).
- Hans Rößler: Nationalsozialismus in der fränkischen Provinz. Neuendettelsau unterm Hakenkreuz. Neuendettelsau 2017, ISBN 978-3-9809431-9-2 (Digitalisat [PDF; 15,0 MB]).
- Adam Schuster: Aus tausend Jahren Neuendettelsauer Geschichte. Brügel, Ansbach 1963, DNB 994601611 (Digitalisat [PDF; 134,0 MB]).
- Erhard Steinbauer: Neuendettelsau in alten Ansichten. 2. Auflage. Europäische Bibliothek, Zaltbommel 1982, DNB 998671452.
- Wolfgang Steinbauer: Die ortsgeschichtliche Entwicklung von Neuendettelsau. 1962.
- Annerose Tietze: Flurnamen von Neuendettelsau als Spiegel der Ortsnatur und Ortsgeschichte. Erlangen 1967.

### Aufsätze und Artikel
- Johann Kaspar Bundschuh: Neuendettelsau. In: Geographisches Statistisch-Topographisches Lexikon von Franken. Band 3: I–Ne. Verlag der Stettinischen Buchhandlung, Ulm 1801, DNB 790364301, OCLC 833753092, Sp. 738 (Digitalisat).
- Elisabeth Fechter: Die Ortsnamen des Landkreises Ansbach. Inaugural-Dissertation. Erlangen 1955, DNB 480570132, OCLC 872378821, S. 138.
- Günter P. Fehring: Stadt und Landkreis Ansbach (= Bayerische Kunstdenkmale. Band 2). Deutscher Kunstverlag, München 1958, DNB 451224701, S. 128–129.
- Georg Paul Hönn: Neuendettelsau. In: Lexicon Topographicum des Fränkischen Craises. Johann Georg Lochner, Frankfurt und Leipzig 1747, OCLC 257558613, S. 355 (Digitalisat).
- Manfred Jehle: Ansbach: die markgräflichen Oberämter Ansbach, Colmberg-Leutershausen, Windsbach, das Nürnberger Pflegamt Lichtenau und das Deutschordensamt (Wolframs-)Eschenbach (= Historischer Atlas von Bayern, Teil Franken. I, 35). Kommission für bayerische Landesgeschichte, München 2009, ISBN 978-3-7696-6856-8.
- Friedrich Wilhelm Kantzenbach: Forschungen nach dem Namen Dettelsau. In: Fränkische Landeszeitung. 4. Juli 1969, DNB 4638245-8.
- Eberhard Krauß: Exulanten im Evang.-Luth. Dekanat Windsbach im 17. Jahrhundert. Eine familiengeschichtliche Untersuchung (= Quellen und Forschungen zur fränkischen Familiengeschichte. Band 19). Gesellschaft für Familienforschung in Franken, Nürnberg 2007, ISBN 978-3-929865-12-7, S. 44–49 u. passim.
- Karl Heinrich von Lang: Historisches Netz des Rezatkreises. Riegel und Wießner, Nürnberg 1834, OCLC 257558919, S. 8–9 (Digitalisat).
- Wolf-Armin von Reitzenstein: Lexikon fränkischer Ortsnamen. Herkunft und Bedeutung. Oberfranken, Mittelfranken, Unterfranken. C. H. Beck, München 2009, ISBN 978-3-406-59131-0, S. 157.
- Konrad Rosenhauer u. a. (Hrsg.): Der Landkreis Ansbach. Vergangenheit und Gegenwart. Verlag für Behörden und Wirtschaft Hoeppner, Aßling-Pörsdorf 1964, DNB 450093387, OCLC 17146040, S. 175–177.